# 相模原市
相模原市（さがみはらし）は、神奈川県北部にある市。政令指定都市である。
人口は約72.3万人。緑区、中央区、南区の3区で構成される。

## 概要
相模原市は、神奈川県内では横浜市、川崎市についで第3位の人口規模を擁しており、2007年3月11日の2町の編入合併により人口は70万人を超え、全国の市で第18位である。
相模原市が市制施行されたのは1954年。第二次世界大戦後に純粋に市制施行された都市の中では最も人口が多くなっている。
2010年3月末までの政令指定都市移行と、首都圏サミットへの参加を目指していたが、2009年10月2日に原口一博総務大臣が必要な作業に入るよう指示し、その後、10月23日の閣議で相模原市を2010年4月1日を以て政令指定都市への昇格が決定された。
非道府県庁所在地では川崎市、北九州市、堺市、浜松市に次いで5番目の人口を誇る。戦後に市制施行された都市では初の政令指定都市の誕生であり、現在も唯一となっている。2010年4月1日、前年の同じ日に移行した岡山市に次いで19番目に政令指定都市（緑区・中央区・南区の3区制）へ移行した。これにより、神奈川県は全国で唯一の3つの政令指定都市(横浜市、川崎市、当市)を持つ都道府県となった。2025年時点の人口は鳥取県・島根県・高知県・徳島県を上回る約72万人。
1930年代以降、相模陸軍造兵廠や陸軍士官学校など日本陸軍の施設が、地価が安く広大な土地が確保できる相模原市に移転し、太平洋戦争にかけて軍都として発展してきた。戦後は陸軍の施設は相模総合補給廠などの在日アメリカ軍の施設に転換され、今なお残っている。そのうち一部は返還され、公園や学校、JAXA相模原キャンパスなどに再開発された。また、戦後は内陸工業都市や東京都心からの近さから東京のベッドタウン・住宅都市としての性格も持っている。
経済面や鉄道・道路などの地理上、県内他市よりも東京都、特に多摩地域とのつながりが強く、その中でも町田市や八王子市とは生活圏・経済圏を共有しているほか、総務省の「多様な広域連携促進事業」にもこれら2市と連携した取り組みが採択されている。また、首都圏南西部の核として国から位置づけられている（首都圏業務核都市指定都市）。市では首都圏南西部をリードする広域交流拠点都市となるべく、相模原駅北部の相模総合補給廠の一部返還地域に「さがみはら新都心」の形成を目指している。しかし、東京の副都心がある新宿駅まで電車で35-40分程度（相模大野駅より小田急小田原線の快速急行あるいは橋本駅より京王相模原線経由京王線の特急の場合）であり、産業構造の転換により市内の大型工場の撤退が相次いだことで、東京のベッドタウン・衛星都市としての面が一層強まっており、政令指定都市の中では業務機能の集中は弱いのが現状である。2015年における東京都への通勤・通学者の割合は24.6%であり、いわゆる「神奈川都民（相模原都民）」が多い。昼夜間人口比率は88と政令指定都市でありながら、東京のベッドタウンとしての側面が強いため、100を下回っている。
業務機能の集積が弱いため、中心市街地法で都市核が複数（橋本・相模大野）認められている都市である。橋本・相模大野はそれぞれ市の北部・南部の商業・交通の拠点地域としての性格を持つ。当市以外で複数の都市核が認められているのは静岡市、福岡県北九州市、熊本市の3市のみである。また、旧市域は橋本を中心とした北部地区（相模原北警察署管内）、相模原駅付近・中央地区を中心とした中部地区（相模原警察署管内）、相模大野を中心とした南部地区（相模原南警察署管内）の概ね3地区に分けられている。
橋本駅周辺（相模原市緑区）にリニア中央新幹線（2027年開通予定）の途中駅（神奈川県駅（仮称））の設置が予定されている。

## 地理

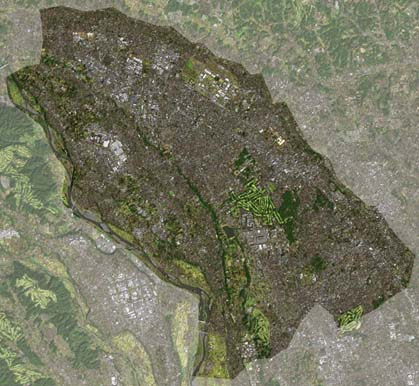
旧津久井郡編入前の市域のランドサット衛星写真

2006年3月の合併以前の旧相模原市域は、隣接する東京都町田市との経済的・地理的・文化的関わりが深く、共に業務核都市に一つの都市として指定されていた。
近年、東京都の新宿駅へ旧市域南部の相模大野駅から30分程、旧市域北部の橋本駅から40分程で行けるその交通の利便性から、東京のベッドタウンとして人口が増加している。
2015年度の東京都へ通勤・通学する15歳以上就業者・通学者の割合は24.6%であり、いわゆる「神奈川都民（相模原都民）」が多い。
市内には相模原公園・相模原麻溝公園や相模原北公園をはじめとした大規模な公園が点在していることや、比較的自然と触れ合える環境が近いことなどから若年世帯を中心とした人口の流入が続いている。
市内に大学が多いことや、周辺都市の大学も相模原市内の駅を最寄とする場合が多く、更に多数の大学を抱える東京都八王子市への交通が便利なため、学生の街としての顔も併せ持つ。
また、宇宙航空研究開発機構（JAXA）宇宙科学研究所相模原キャンパス（開所時は文部省宇宙科学研究所）があり、日本の宇宙科学の研究拠点として知られる。
編入した旧津久井郡4町のうち、旧城山町と旧津久井町は橋本駅を最寄り駅として利用しており、国道413号（津久井街道）や路線バス（神奈中バス）を介して合併以前の相模原市域との結びつきが強いのに対し、旧相模湖町と旧藤野町は相模原市中心部よりも、JR中央本線や国道20号（甲州街道）を介して隣接する八王子市（東京都）や上野原市（山梨県）との結びつきの方が強い。

### 地形
相模川左岸の相模原台地上に位置する東部の平坦な旧相模原市域（中央区・南区および緑区東部）と、南の丹沢山地と北の高尾山・陣馬山などの間に広がる山地を相模川などが刻み、河岸段丘上にわずかな平坦面が散在する西部の津久井地域（旧津久井郡、緑区の大半）とに分けることができる。人口は東部に集中している。ただし、津久井地域のうち旧城山町東部は地形的に連続する旧相模原市域と合わせて相模原台地の一部として理解するのが適当である。直下には伊勢原断層が所在している。
相模原台地

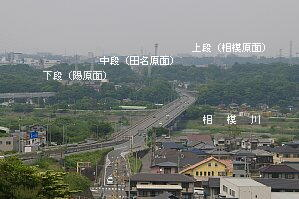
新昭和橋付近（厚木市上依知）から望む相模原台地

相模野台地とも呼ばれる。相模川が作った扇状地が隆起して形成された洪積台地である。西側の相模川に沿って、気候変動や海水面の変化によって形成された河岸段丘が発達している。
大きく3段に分けられる段丘面のうちでは上段（相模原面）が最も広く、旧市域の半分以上を占め、旧城山町東部の大半もこの段丘面上に広がる。緑区川尻（旧城山町）の川尻八幡宮付近の標高約180mを最高点に南東へ向かって徐々に高度を下げ、緑区橋本六丁目の神明大神宮付近で約140m、南区東大沼二丁目の大沼神社付近で約100m、南区相南三丁目の東海大学付属相模高等学校付近で約85mとなり、南の大和市や座間市に続く。段丘面上は平坦ではあるが水に乏しく、利用が進まずに原野が広がっていた。相模原または相模野とは、主にこの原野について呼んだものである。
江戸時代以降に行われた新田開発によって畑と雑木林の広がる景観となった。
日中戦争下、1930年代に新興工業都市の政策により、軍事施設（当市域では主に陸軍）が相次いで進出し、北部では「軍都計画」と呼ばれる大規模な都市計画に基づく土地区画整理事業が当時の内務省神奈川都市計画地方委員会（野坂相如、浅野英ら）によって行われた。1945年の敗戦によって都市建設は中断したが、戦後しばらく経ってから区画整理事業は再開し、完成した。そして1960年代以降急速な都市化が進行した。
現在では旧軍都計画区域を中心とする北半部および南東部の小田急線沿線はほぼ完全に市街化しているが、南区麻溝台・新磯野地区には農地が広がっている。なお、旧軍施設の中には戦後、米軍に接収されたものも多く、現在も返還されていない区域が旧相模原市域の面積の約5%を占める。
緑区久保沢から下九沢、中央区上溝を経て南区下溝まで上段と中段（田名原面）の境をなす段丘崖は「横山」と呼ばれる。「ハケ」とも呼ばれる段丘崖の湧水を水源に鳩川、姥川、道保川が段丘崖に並行して南東へ流れるが、これはかつて相模川がこの堆積面上を流れていたときの流路跡であると考えられている。
下段（陽原面）は3段の中では最も面積が狭く、主に中央区田名地区内の一部（陽原・望地・塩田）を占める。
これらの段丘面の下に現在の相模川による沖積低地が形成されているが田名よりも上流側では幅が狭く、川が南へ向きを変える南区当麻から磯部よりも下流側でようやく広がりを見せる。田名の望地河原や当麻、磯部地区が当市域内では数少ない水田地帯となっている一方、上流側の小倉橋、大島河原から水郷田名（田名久所［ぐぞ］地区）にかけての区域は大正期から風光明媚な景勝地として知られている。
当市域の北から東にかけて東京都町田市との境界となっている境川は多摩丘陵を刻む小河谷である「ヤト」（谷戸）や、鳩川などと同じくハケの湧水を水源としているが、これも元の相模川の流路であったと考えられている。以前は激しく蛇行していたために、わずかの大雨ですぐに洪水を起こす川だった。そのために戦後徐々に河川改修が進められて橋本付近より下流では川幅が広げられて流路も直線化された。しかし蛇行していた旧流路によって定められていた都県境の変更は、特に町田市との間でほとんど進まず、相互に「川向こうの飛地」を多く抱えている。

#### 山地
主な山地
- 丹沢山地

主な山と登山コース
- 丹沢主脈
  - 丹沢山
  - 蛭ヶ岳（神奈川県最高峰）- 1673ｍ
  - 臼ヶ岳
  - 焼山
  - 黍殻山
  - 大室山
- 東海自然歩道[6]
  - 嵐山（相模嵐山）
  - 石老山
  - 袖平山
- 関東ふれあいの道“鳥のみち”[6][7][8]。
  - 小仏城山
  - 景信山
  - 陣馬山[9][10]
- 関東ふれあいの道“富士見のみち”、別名笹尾根縦走路[11]。
  - 醍醐丸
  - 茅丸[9]（藤野町最高峰）- 1019m 別名は茅丸山
  - 生藤山[9]
  - 三国山
- 石砂山- 石老山から縦走可能。
- 津久井城山

#### 河川
主な川
- 阿津川
- 姥川
- 大沢川
- 串川
- 相模川
- 道志川
- 道保川
- 八瀬川

#### 湖沼
主な湖
- 相模湖
- 津久井湖
- 城山湖
- 宮ヶ瀬湖

#### 台地
- 相模原台地

### 地域
津久井地域

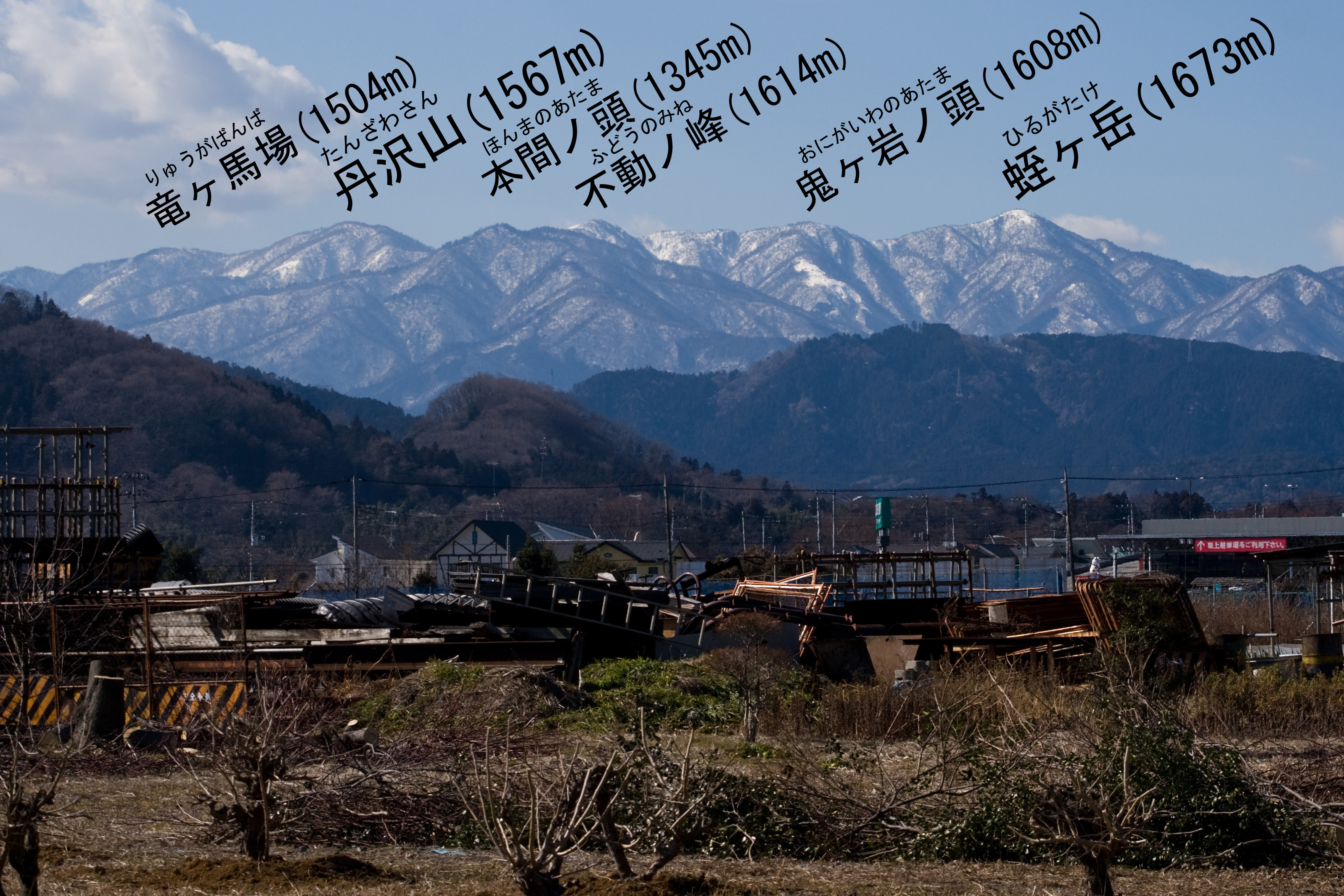
緑区川尻より望む丹沢山地（蛭ヶ岳 - 丹沢山）の山並み

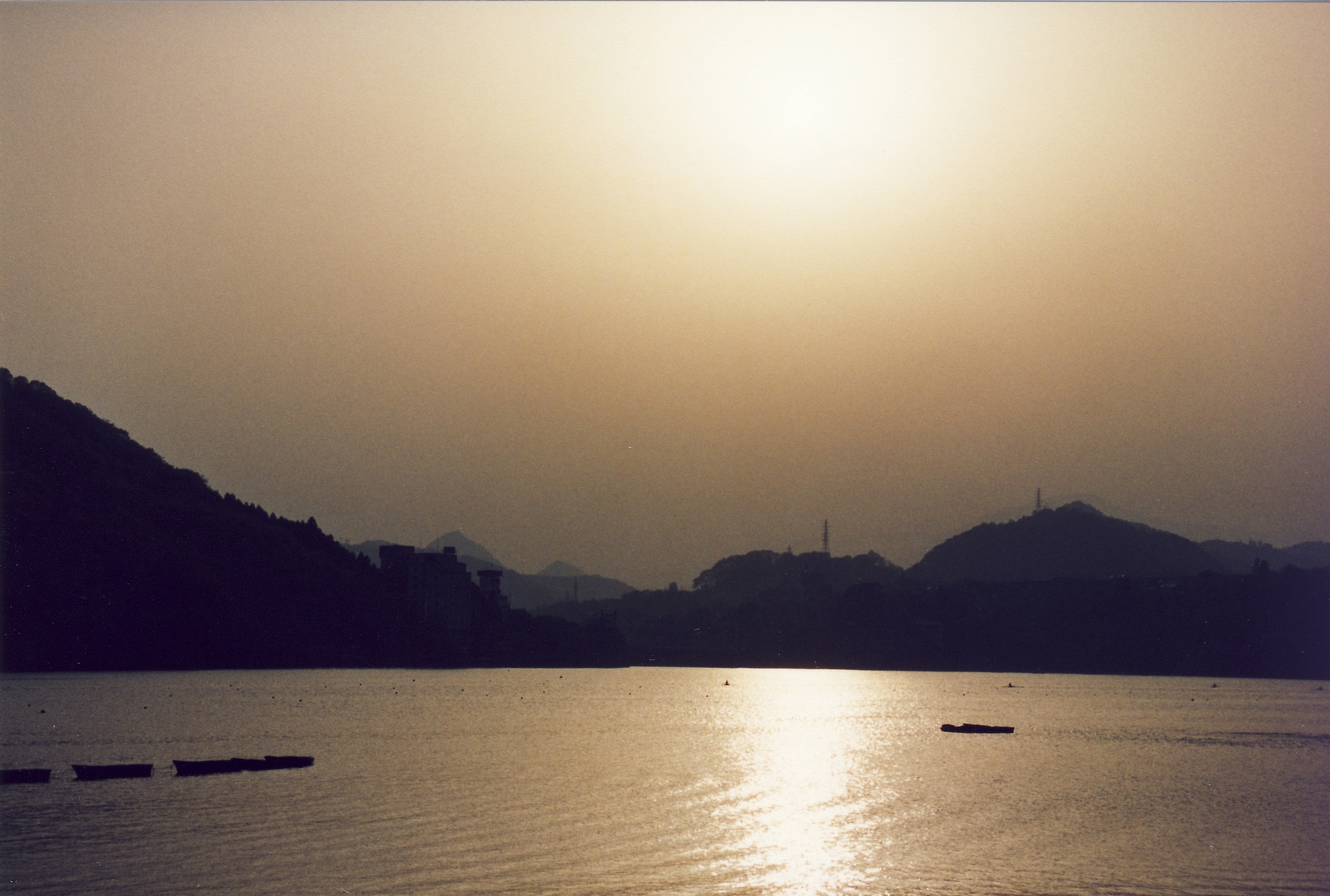
相模川上流に位置する相模湖。1947年に完成し、戦後にできたダム湖としては日本初である。

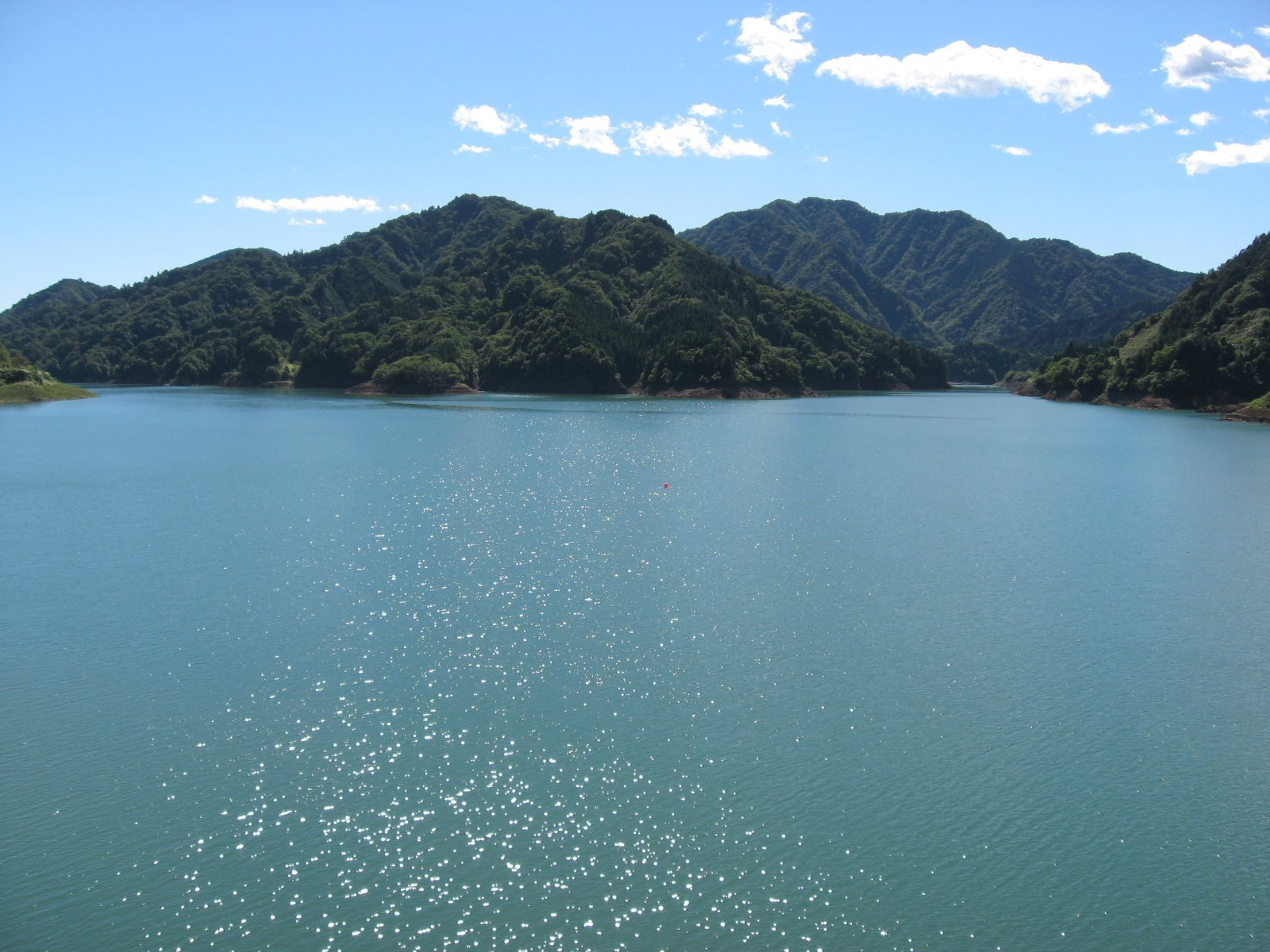
宮ヶ瀬ダム建設に伴って形成された宮ヶ瀬湖。周囲の景観の調和、歴史的価値などの観点から評価され、「ダム湖百選」に認定されている。

緑区の中・西部で区全体の面積の9割以上を占める津久井地域は、相模原台地の北西端に位置する旧城山町東部を除くと、ほぼ全域を南の丹沢山地や北の秩父山地に連なる山地が占め、両山地の境界をなす相模川と、道志川をはじめとするその支流沿いに河岸段丘が散在するのみの平地の少ない地域である。
道志川の南側、旧津久井町南西部の青根、青野原、鳥屋（とや）地区は、丹沢山地の北部によって占められ、大室山から同山地最高峰の蛭ヶ岳を経て丹沢山に連なる主稜線で南の足柄上郡山北町と境を接する。また、主脈と呼ばれる蛭ヶ岳から焼山へ至る稜線は北西側の道志川流域と南東側の中津川支流の早戸川流域（いずれも相模川水系）を分ける尾根となっている。標高は低いながらも険しい壮年期の山地であり、平坦地は道志川南岸の高位に散在する狭小な河岸段丘と、串川上流にわずかに伸びる谷底平野が分布するのみである。前者の河岸段丘群を貫通する国道413号に沿って青根、青野原の集落が、後者の谷底平野に鳥屋の集落とわずかな耕地が分布する外は山林に覆われている。
深い谷をうがち谷底平野をほとんど持たない道志川の北側では、石老山、石砂山を経て山梨県上野原市と道志村の境をなす尾根筋が大きく道志川の側に偏って伸び、北の相模川の河谷へ向かって徐々に高度を下げる丘陵によって占められる。なお、山梨県側とは、道志川にかかる両国橋を通じてつながっている。
旧藤野町南部の牧野（まぎの）地区の集落は主にこの丘陵地の緩斜面に散在する。西に隣接する上野原市秋山地区からは秋山川が流入し、日連（ひづれ）大橋付近で相模川に合流する。
一方、相模川の北側では和田峠、陣馬山、景信山、小仏峠、城山（小仏城山）、大垂水峠と連なる尾根筋によって北の東京都八王子市および檜原村と境を接し、西隣の山梨県（上野原市）との境界をなして南流する境川と東側の沢井川のつくる河谷に旧藤野町北部の佐野川、沢井の集落が分布する。
これらの山地の間を東西に貫流するのが相模川である。一般に山梨県内では「桂川」と呼ばれ、神奈川県に入って「相模川」と呼ばれるようになるとされているが、旧相模湖町では北岸の与瀬、小原（おばら）両地区を合わせて「桂北地区」と呼んだり、さらに下流側の千木良、若柳地区間に架かる橋を「桂橋」と呼んでいる例も見られる。上流の上野原市と接する小淵、名倉（旧藤野町）から下流側の中沢、城山、谷ヶ原（旧城山町）にかけて、相模川の両岸には相模原台地と同時期に形成された数段の河岸段丘が発達している。この平坦面を連ねて甲州街道（国道20号）、JR中央本線、中央自動車道が通過し、東京（江戸）と甲信地方を結ぶ重要な交通路となっている。
旧津久井町北東部では相模川南岸に比較的面積の広い段丘面が広がり、この段丘上に位置する中野地区は津久井地域の主邑として行政の中心となっている。焼山から道志川・相模川と串川に挟まれて伸びる尾根筋の末端の城山は相模川を隔てて相模国中央部の広大な平坦地を見下ろす要害の地に位置し、鎌倉時代に三浦氏支族の津久井氏によって築城されたことからこの名があるとされている。
段丘上の平坦地に対して相模川の谷底の平坦地（谷底平野）の発達は悪い。この地形を利用して1947年に相模ダムが、また1965年には城山ダムが建設され、それぞれのダムによる人造湖として相模湖および津久井湖が形成された。道志川には1955年に道志ダム（奥相模湖）が建設され、また2000年に完成した中津川の宮ヶ瀬ダムのダム湖（宮ヶ瀬湖）の一部は津久井町にかかっている。これらのダム湖、および川尻地区北部（旧城山町）のヤト（谷戸）の奥に本沢ダムを築いて津久井湖から汲み上げた水を貯めて作られた城山湖との間は導水路で結ばれ、一体的な水資源管理が行われている。

#### 行政区
| コード                                                                | 区名   | 人口 （人） | 面積 （km2） | 人口密度 （人/km2） |
| --------------------------------------------------------------------- | ------ | ----------- | ------------ | ------------------- |
| 14151-8                                                               | 緑区   | 166,204     | 253.93       | 654.53              |
| 14152-6                                                               | 中央区 | 273,286     | 36.87        | 7,412.15            |
| 14153-4                                                               | 南区   | 282,755     | 38.11        | 7,419.44            |
|                                                                       | 合計   | 722,245     | 328.91       | 2,195.87            |
| （推計人口、2025年7月1日）（全国都道府県市区町村別面積調 国土地理院） |        |             |              |                     |

### 人口
| |                                          |  |
| 相模原市と全国の年齢別人口分布（2005年） | 相模原市の年齢・男女別人口分布（2005年） |  |
| ■紫色 ― 相模原市 ■緑色 ― 日本全国 | ■青色 ― 男性 ■赤色 ― 女性                |  |
| 相模原市（に相当する地域）の人口の推移 \| 1970年（昭和45年） \| 317,297人 \| \| \| 1975年（昭和50年） \| 421,991人 \| \| \| 1980年（昭和55年） \| 494,255人 \| \| \| 1985年（昭和60年） \| 546,517人 \| \| \| 1990年（平成2年） \| 602,436人 \| \| \| 1995年（平成7年） \| 646,513人 \| \| \| 2000年（平成12年） \| 681,150人 \| \| \| 2005年（平成17年） \| 701,630人 \| \| \| 2010年（平成22年） \| 717,515人 \| \| \| 2015年（平成27年） \| 720,780人 \| \| \| 2020年（令和2年） \| 725,493人 \| \| |                                          |  |
| 総務省統計局 国勢調査より |                                          |  |
| 1970年（昭和45年） | 317,297人                                |  |
| 1975年（昭和50年） | 421,991人                                |  |
| 1980年（昭和55年） | 494,255人                                |  |
| 1985年（昭和60年） | 546,517人                                |  |
| 1990年（平成2年） | 602,436人                                |  |
| 1995年（平成7年） | 646,513人                                |  |
| 2000年（平成12年） | 681,150人                                |  |
| 2005年（平成17年） | 701,630人                                |  |
| 2010年（平成22年） | 717,515人                                |  |
| 2015年（平成27年） | 720,780人                                |  |
| 2020年（令和2年） | 725,493人                                |  |

- 平均年齢 42.04歳（男性平均年齢：45.77歳、女性平均年齢：47.93歳）
- 年少（0 - 14歳）人口比率 11.7%
- 生産年齢（15 - 64歳）人口比率 61.9%
- 老年（65歳 -）人口比率 26.4%

※2022年1月1日集計

### 隣接自治体
神奈川県
- 座間市
- 大和市
- 厚木市
- 愛甲郡愛川町
- 清川村
- 足柄上郡山北町

東京都
- 町田市
- 八王子市
- 西多摩郡檜原村

山梨県
- 上野原市
- 南都留郡道志村

## 歴史
相模国の北部に位置し、旧相模原市域は高座郡に属した。津久井地域の大部分は中世まで愛甲郡に属し「奥三保」と呼ばれていたが（相模川左岸の津久井町三井および城山町北部は高座郡）、江戸時代には同郡から分離して津久井県と称し、明治3年（1870年）に津久井郡と改称された。
※この項では2006 - 2007年の旧津久井郡4町との合併までは主に旧相模原市域について述べる。津久井地域の歴史については津久井郡の項を参照。

### 古代

#### 先史
相模川沿いの段丘上には古くからの人々の生活の痕跡が認められるが、市域でも後期旧石器時代末の建物跡とされる田名向原遺跡や、縄文時代中期の大規模集落跡である勝坂遺跡や川尻石器時代遺跡、寸沢嵐石器時代遺跡が分布する。

#### 平安時代
文献資料においては、平安時代中期に編纂された『和名類聚抄』（『和名抄』）で相模国高座（たかくら）郡に設置されたと記載されている13郷1駅のうち塩田郷が旧市域内に位置していると比定されている。現在、旧市域南西部の田名地区内の集落名「塩田」が、古代の郷名を継承するものであると考えられている。

### 中世

#### 鎌倉時代
平安時代後期から鎌倉時代にかけて、市域は武蔵国多摩郡に成立した横山荘を本拠に、武蔵国西南部から相模国北部にかけて割拠した同族的武士団である横山党の勢力下にあり、同武士団の中には粟飯原（相原）、小山、矢部、田名など、旧市域北部の地名に由来する名字が見られる。
また、旧市域南部は高座郡渋谷荘を本拠とする渋谷氏の勢力下にあった。
鎌倉時代後期には、当麻（たいま）に時衆教団の道場である無量光寺が開かれた。

#### 室町時代
室町時代には上杉氏の支配下にあった。

#### 戦国時代
戦国時代には北条氏の支配下にあった。
- 1569年（永禄12年）10月8日 - 相模国の北条氏と甲斐国の武田信玄が三増峠の合戦で戦う。また戦国最大規模の山岳合戦である。

### 近世

#### 江戸時代
幕藩支配
江戸時代初期の寛永10年（1633年）には旧市域西部の相模川沿いの村が武蔵忍藩の飛地領とされ、残りの村は幕府直轄領（天領）または旗本の支配地とされたが、時代が下るにつれて支配が細分化されて非常に錯綜したものになっていった。旗本領とされた村の多くは2家以上が支配する相給とされ、幕府あるいは藩との相給とされる村もあった。幕末の段階で1藩単独の支配となっていたのは、旧市域では下野烏山藩領の上矢部村、大島村、田名村の3村のみである。また、清兵衛新田が幕府単独の、上九沢村が旗本佐野家のみの支配を受けていた。
慶応3年10月14日（1867年11月9日）の大政奉還時点での旧市域各村の支配は以下の通りである。
- 相原村 - 旗本領（佐野家、藤沢家）
- 橋本村 - 旗本領（藤沢家、別所家、石野家、高木家）
- 小山村 - 幕府領、烏山藩領
- 清兵衛新田 - 幕府領
- 上矢部村 - 烏山藩領
- 矢部新田村 - 烏山藩領、旗本領（鈴木家）
- 淵野辺村 - 幕府領、烏山藩領、旗本領（岡野氏2家）
- 鵜野森村 - 幕府領、旗本領（永井家）
- 上鶴間村 - 幕府領、旗本領（大岡家）
- 上九沢村 - 旗本領（佐野家）
- 下九沢村 - 旗本領（佐野家、加藤家）
- 大島村 - 烏山藩領
- 田名村 - 烏山藩領
- 上溝村 - 幕府領、烏山藩領、旗本領（石野家、森川家、戸田家、高木家、佐野家）
- 下溝村 - 幕府領、烏山藩領、荻野山中藩領
- 当麻村 - 幕府領、旗本領（千葉家、大久保家）
- 新戸村 - 幕府領、旗本領（土屋家、岡部家）
- 磯部村 - 幕府領、旗本領（町野家、大津家、大久保家）

これらのうち、幕府領および旗本領は、慶応4年/明治元年6月17日（1868年8月5日）に神奈川府（のち神奈川県）が設置されると、その管轄となった。また、明治4年7月14日（1871年8月29日）の廃藩置県によって、烏山藩領は烏山県、荻野山中藩領は荻野山中県の管轄となったが、同年11月の府県再編によって神奈川県に編入された。
新田開発
原野の広がった台地上段の開発は17世紀半ば以降、境川沿いの村を親村とする新田開発によって始まった。最も代表的なものが小山村の豪農である原清兵衛によって天保14年（1843年）に着手され、安政3年（1856年）までに49名が入植して200ヘクタール (ha) 余りが開拓された清兵衛新田である。ほかに矢部新田、淵野辺新田、大沼新田、溝境新田が開かれた。水が乏しいためにこれらの新田は水田ではなく畑地としての開拓であり、新田集落のまわりには薪炭供給のための雑木林が作られた。相模原に広がる雑木林はこうして植林された人工林である。
台地上の開拓は明治以降も進められた。この時期の開拓地は新開と呼ばれ、橋本新開、下溝新開、谷口新開、篠原新開、中村新開、中和田新開がこれにあたる。
また、戦後も日本国外からの引揚者や帰農者、戦災者などを入植者として受け入れて旧軍用地の麻溝台や新磯野を中心に開拓が行われた。
新田のうち、「清兵衛新田」と「矢部新田」の地名は合併後も大字として残された。「矢部新田」は住居表示の対象区域とならなかった米軍相模総合補給廠内に現存する。「清兵衛新田」は1974年に最後まで残った区域に住居表示が実施されて消滅するが、新町名である「清新」はこれに由来するものである。

### 近代

#### 明治時代
町村制の施行
1889年4月1日、町村制施行により高座郡相原村・麻溝村・新磯村・大沢村・大野村・溝村・田名村が誕生した。
- 相原村、橋本村、小山村、清兵衛新田の合併により相原村が成立。
- 当麻村、下溝村の合併により麻溝村が成立。
- 新戸村、磯部村の合併により新磯村が成立。
- 大島村、下九沢村、上九沢村の合併により大沢村が成立。
- 上矢部村、矢部新田村、淵野辺村、鵜野森村、上鶴間村の合併により大野村が成立。
- 上溝村が溝村と名称変更する。
- 田名村は単独で田名村となる。

#### 大正時代
1926年1月1日には、溝村に町制が施行され、上溝町となった。

#### 昭和時代
軍都計画

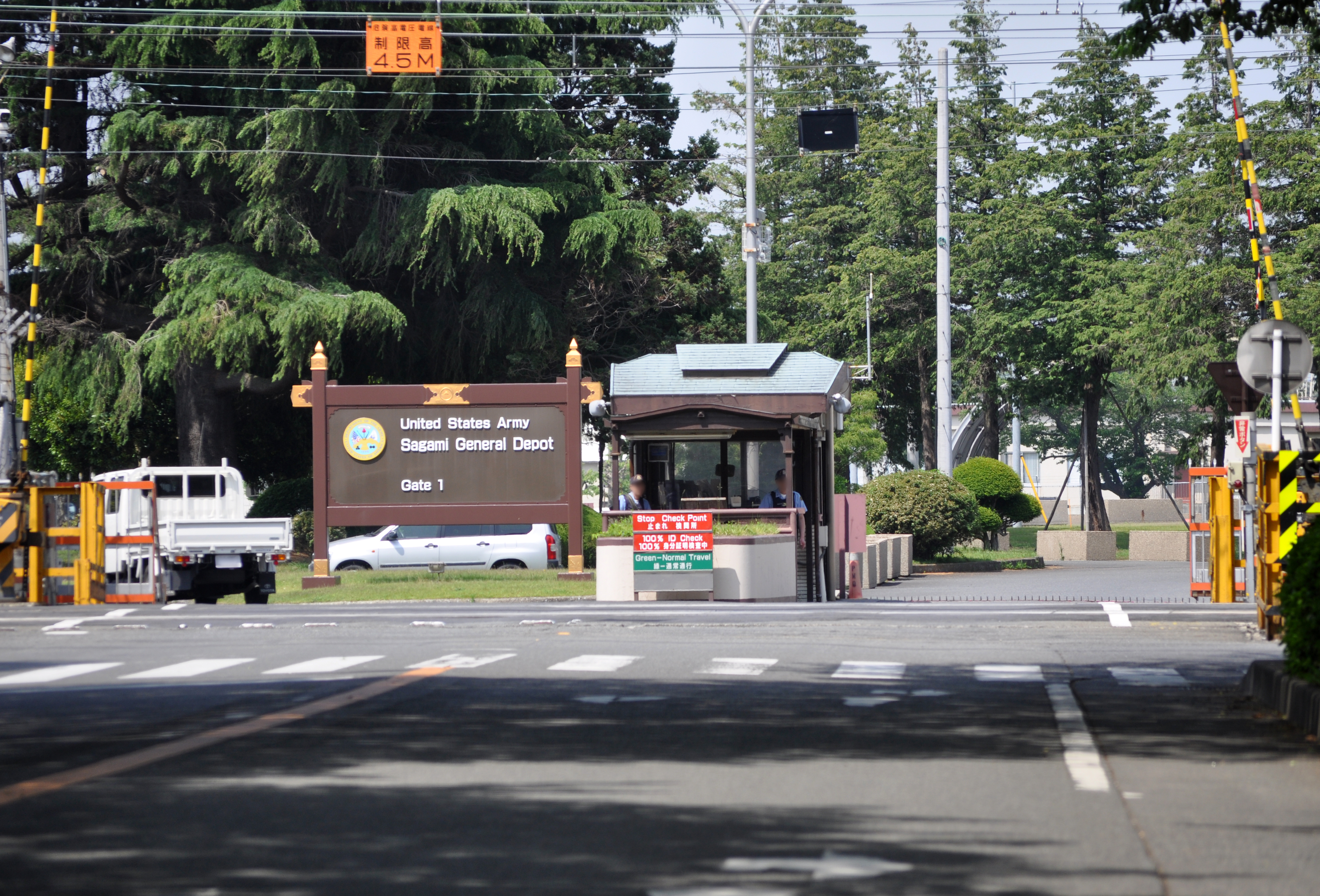
相模総合補給廠の正門（西門）

相模原は東京市から近く地価の安い平坦地が広がっていたことから、1930年代後半以降、陸軍士官学校をはじめとする陸軍施設が相次いで移転・開設された。養蚕を主とする畑作農村から軍事都市への急速な変貌に対応するため、神奈川県が主体となって区画整理事業に着手した。
1939年にまとめられた相模原都市建設区画整理事業では、当時の相原村（小山・清兵衛新田・橋本）、大野村（上矢部・矢部新田・淵野辺）、上溝町（上溝）、大沢村（下九沢）にまたがる535万坪（約17.7 km2）の区域に、10万人の人口を想定した壮大な都市計画が行われた。
造兵廠西門と上溝とを結ぶ街路を縦の軸とし、これと直交する幅の広い街路を横の軸として計画的に街路が配置され、両軸となる街路の交差点付近には中央公園が計画された。区域内は住居地域345万坪（約11.4 km2²。1人当たり50坪）、商業地域35万坪（約1.2 km2。1人当たり30坪）、工業地域（軍事施設を含む）175万坪（約5.8 km2）に分けられ、推計人口10万のうち小学児童を約1万4千人弱と想定して小学校を14校、中等学校を3校整備することとなっていた。また中央公園をはじめとして区域内の公園用地として約18万坪（約0.6 km2）があてられていた。
相模陸軍造兵廠は、前身の相模兵器製造所が1938年に開所し、1940年に相模陸軍造兵廠と改称して成立した。本来は北側の境川を挟んで町田街道に面した門を正門として敷地内北部に管理機能を集中していたが、戦後にこの施設を接収して相模総合補給廠とした在日米軍は西門を事実上の正門として使用している。
この軍都計画は若干の変更の上、1940年に内務省から公示されて事業が着手された。
1941年4月29日に8町村（相原村、麻溝村、新磯村、大沢村、大野村、上溝町、座間町、田名村）の新設合併により、高座郡相模原町が誕生した。町役場を淵野辺に置き、9月1日に上溝（旧上溝町役場）に移転した。
1941年12月8日に始まった太平洋戦争によりこの軍都計画の工事は停滞し、幹線街路網の整備が進んだところで敗戦を迎えた。また水道の整備も戦争末期の1945年春にはおおむね完了した。
1948年9月1日に旧座間町の区域が分立して座間町が再置された。

### 現代

#### 昭和
戦後
敗戦によって軍都の建設には挫折したが、一時中断された区画整理事業は戦後も継続されて1950年に完了した。1960年代以降の急激な都市化の基盤となったのはこの区画整理事業で整備された街路網と水道設備であった。計画中で横の軸とされた街路は国道16号として市内を貫く幹線道路となり、縦の軸とされた街路は「市役所前通り」として戦後に桜並木が整備され、市を代表する顔となっている。これに対して南部の小田急小田原線沿線はこの都市計画の対象区域とはならず、戦後の自然発生的な住宅の建設によって都市化が進行した。無計画に進められた宅地化によって狭く複雑な街路網を擁する区域も少なくなく、軍都計画の対象となった区域とは著しい対照を見せている。
相模原市の膨張や交通量の増大により国道16号をはじめとする幹線街路での交通渋滞が目立つなど、1940年代に行われた都市計画の限界が現れてきているが、半世紀にわたって急激な都市化を支え続けてきた事実からして軍都計画による区画整理事業の先進性がうかがえる。
沿革
- 1954年（昭和29年）11月20日 市制が施行され、相模原市となる。人口8万0,374（全国で453番目、県下で10番目）。
- 1955年（昭和30年）7月11日 工場誘致条例を制定する（1961年3月1日廃止）。
- 1957年（昭和32年）11月24日 市立体育館が開設される。
- 1958年（昭和33年）
  - 1月1日 消防本部を設置する。
  - 1月15日 『相模原市民の歌』を制定する。
  - 8月1日 首都圏整備法による市街地開発区域の指定を受ける。
- 1960年（昭和35年）6月1日 人口が10万を超える。
- 1961年1月1日 市営工業用水道が完成する。
- 1962年（昭和37年）
  - 2月20日 交通安全都市宣言を制定する。
  - 6月14日 相模原市開発公社（現：(公財)相模原市まち・みどり公社）が設立される。
  - 12月13日 清掃事業所（現：東清掃事業所）が開設される。
- 1963年（昭和38年）
  - 7月18日 消防署に救急車を配備、救急業務を開始する。
  - 10月18日 相模原市農業協同組合が設立される。
- 1964年（昭和39年）
  - 1月30日 日本電信電話公社（当時）相模原電報電話局が開設される。
  - 3月16日 相模原郵便局が開設される（市内初の普通郵便局）。
  - 5月1日 住居表示を開始する。
  - 11月20日 市制10周年事業として『相模原市史』発刊を開始する（1972年全7巻で完了）。
- 1965年（昭和40年）
  - 3月1日 市営火葬場が開設される。
  - 11月20日 市立市民会館（相模原市民会館）が開設される。
- 1967年（昭和42年）
  - 6月15日 相模原商工会館が開設される。
  - 8月28日 人口が20万を超える。
  - 8月 公共下水道事業を開始する。
- 1968年（昭和43年）
  - 3月1日 市の木「けやき」を制定する。
  - 5月1日 市立青年の家が開設される。
  - 6月26日 第1次相模原市総合計画を策定する。
  - 7月1日 市民プールが開設される。
- 1969年（昭和44年）
  - 7月31日 座間小銃射撃場が日本政府に全面返還される。
  - 8月31日 市役所本庁舎（現庁舎）が完成する。
- 1970年（昭和45年）7月1日 給食施設のない小中学校のため、南部学校給食センターが開設される。
- 1971年（昭和46年）
  - 7月5日 人口が30万を超える。
  - 7月26日 北里大学病院が開院する。
- 1972年（昭和47年）
  - 2月21日 相模大野駅周辺土地区画整理事業が始まる。
  - 5月 米軍戦車搬出阻止運動が起こる（〜11月）。
  - 7月1日 消防本部新庁舎が完成する。
  - 9月1日 市立老人福祉センター「渓松園」が開設される。
- 1973年（昭和48年）
  - 5月1日 保存樹林第1号を指定する。
  - 7月20日 相模原メヂカルセンター（急病診療所）が開設される。
- 1974年（昭和49年）
  - 3月 第2次相模原市総合計画を策定する。
  - 4月6日 市制施行20周年を記念して、第1回市民桜まつりが開催される（〜7日）。
  - 11月20日 市立図書館が現在地に開設される。
  - 11月20日 市の花「あじさい」、市の鳥「ひばり」を制定する。
  - 11月30日 キャンプ淵野辺が日本政府に全面返還される。
- 1975年（昭和50年）
  - 3月31日 市財政白書『こども急増びんぼう白書』を発行する。
  - 4月1日 市立療育センター「陽光園」（心身障害者訓練センター）が開設される。
- 1976年（昭和51年）6月19日 夜間急患診療を開始する。
- 1977年（昭和52年）
  - 6月6日 人口が40万を超える。
  - 11月1日 人口が横須賀市を抜き、人口規模で県内第3位になる。
- 1979年（昭和54年）
  - 4月13日 いきがい事業団が発足する。
  - 4月27日 県立相模原公園が開設される。
  - 5月13日 市のシンボルカラー「みどり」を制定する。
  - 7月1日 公共下水道処理を開始する。
  - 11月18日 市民憲章を制定する。
- 1980年（昭和55年）
  - 9月27日 日本国有鉄道（当時）横浜線の複線化が市内全区間で完成する。
  - 12月6日 南清掃工場が完成する。
- 1981年（昭和56年）
  - 4月1日 米陸軍医療センターが日本政府に全面返還される。
  - 4月10日 市立市民福祉会館（相模原市立あじさい会館）が開設される。
  - 5月1日 行政用同報防災無線「ひばり放送」が開始される。
  - 11月1日 市立総合体育館が開設される。
- 1982年（昭和57年）
  - 4月9日 相模原市が障害者福祉都市に指定される。
  - 12月5日 買物公園道路「グリーンプラザさがみはら」が完成する。
- 1983年（昭和58年）
  - 8月29日 市域南部の行政拠点となる市南合同庁舎が完成する。
  - 11月18日 市立市民健康文化センターが開設される。
- 1984年（昭和59年）
  - 4月1日 市みどりのまちづくり基金と緑地保全基金を制定する。
  - 6月1日 長野県立科町に「市民たてしな自然の村」が開村（2017年3月末閉鎖）[14]。
  - 12月3日 核兵器廃絶平和都市を宣言する。
- 1985年（昭和60年）
  - 2月 第3次相模原市総合基本計画を策定する。
  - 9月18日 市立けやき会館、市立けやき体育館が開設される。
  - 10月6日 中国・無錫市と友好都市を締結する。
  - 11月16日 国民年金保養センター「さがみの」が開設される。
  - 11月17日 市立相模原麻溝公園が開設、ふれあい動物広場が利用開始される。
- 1986年（昭和61年）
  - 7月1日 公文書公開制度が開始される。
  - 10月18日 市立教育会館が開設される。
- 1987年（昭和62年）
  - 1月5日 住民登録オンラインが開始される。
  - 3月 市営工業用水道が廃止される。
  - 4月1日 市立ひばり球場、県立相模原球場が開設される。
  - 8月10日 人口が50万を超える（全国で22番目）。
  - 11月8日 友好都市関係として銀河連邦をつくり、サガミハラ共和国が建国する。
  - 11月15日 市立相模川ふれあい科学館が開設される。
- 1988年（昭和63年）
  - 3月13日 JR東日本横浜線古淵駅が開業する。
  - 10月1日 複合都市「ロビーシティ相模大野」が発足する。
  - 11月1日 初めての有料市営駐車場、相模大野立体駐車場が完成する。

#### 平成
沿革
- 1989年（平成元年）
  - 4月1日 文部省（当時）宇宙科学研究所が移転する。
  - 4月28日 (財)市民文化財団が発足する。
  - 10月26日 (財)相模原市体育協会が発足する。
  - 12月1日 相模原南メヂカルセンター（急病診療所）がグリーンホール相模大野内に開設される。
- 1990年（平成2年）
  - 1月8日 市立文化会館がグリーンホール相模大野内に開設される。
  - 1月9日 市立相模大野図書館がグリーンホール相模大野内に開設される。
  - 3月30日 京王帝都電鉄（当時）相模原線が、部分開業していた南大沢駅より延伸し、京王相模原線橋本駅が開業する。
  - 5月14日 消防指令センターが完成する。
  - 9月25日 市内初の百貨店、伊勢丹相模原店が開店する。
- 1991年（平成3年）
  - 1月20日 市立淵野辺公園アイススケート場・水泳プール（銀河アリーナ）が開設される。
  - 3月16日 JR東日本相模線が電化完成する。
  - 5月31日 カナダの旧スカボロ市（当時）と友好都市提携。
  - 9月8日 市立北総合体育館が開設される。
  - 12月1日 北清掃工場が完成する。
- 1992年（平成4年）
  - 7月4日 さがみはら男女平等憲章を制定する。
  - 8月19日 (財)みどりの協会が発足する。
  - 8月21日 (財)産業振興財団が発足する。
  - 10月3日 第9回全国都市緑化神奈川フェアが開催される（グリーンウェーブ・相模原'92）。
  - 10月26日 市営斎場が完成する。
  - 11月20日 相模原市環境宣言を制定する。
- 1993年（平成5年）
  - 4月5日 粗大ごみの戸別収集を開始する。
  - 4月12日 市立産業会館が開設される。
- 1995年（平成7年）11月20日 市立博物館が開設される。
- 1996年（平成8年）4月20日 市立相模川自然の村公園が開設される。
- 1997年（平成9年）
  - 5月20日 市立総合水泳場（さがみはらグリーンプール）が開設される。
  - 8月1日 市公式Webサイトが開設される。
  - 11月1日 相模原市民ギャラリーが開設される。
- 1998年（平成10年）
  - 9月12日 さがみはらグリーンプールを会場に、かながわ・ゆめ国体夏季大会が開幕する（〜15日）。
  - 11月3日 電話番号の逼迫対策に伴い、市内（磯部、新磯野1丁目、3丁目 - 5丁目、新戸、相武台及び相武台団地を除く）の市外局番が「0427」から「042」に、市内局番が「XX」から「7XX」に変更される。
- 1999年（平成11年）
  - 5月3日 市立北市民健康文化センター（さがみはら北の丘センター）が開設される。
  - 7月20日 電話番号の逼迫対策に伴い、市内（磯部、新磯野1丁目、3丁目 - 5丁目、新戸、相武台及び相武台団地）の市外局番が「0462」から「046」に、市内局番が「XX」から「2XX」に変更される。
  - 12月1日 境川の河川改修に伴い、東京都町田市及び神奈川県大和市との境界の一部を変更し、市面積が90.41 km2に減少する。
- 2000年（平成12年）
  - 4月1日 保健所政令市に指定されたことから、相模原市保健所が開設される。
  - 5月29日 人口が60万を超える。
  - 7月8日 さがみはら男女共同参画都市宣言を制定する。
  - 10月28日 さがみはら健康都市宣言を制定する。
  - 11月20日 市が事務事業に「ISO14001環境マネジメントシステム」を導入、認証される。
- 2001年（平成13年）
  - 4月5日 児童数減少に伴う市内初の市立小学校の統廃合を実施する。
    - 市立北相武台小学校と市立磯野台小学校とが統合し、市立もえぎ台小学校が開校（校舎は北相武台小学校を使用）。

  - 4月21日 市立総合学習センターが開設される。
  - 6月30日 小児科医による休日・夜間急病診療が開始される。
  - 7月1日 市が外部監査制度を導入する。
  - 9月29日 市立杜のホールはしもと・市立橋本図書館が開設される。
- 2003年（平成15年）
  - 3月20日 イラク戦争の勃発により市内でも警戒宣言が発令された。
  - 4月1日 中核市に指定される。「相模原メヂカルセンター」を「相模原メディカルセンター」に改称。
  - 7月8日 相模原市と津久井郡4町が「市町村合併に関する調査研究部会」を設置[15]。
  - 7月22日 津久井郡4町が相模原市に合併協議を申し入れ[15]。
  - 10月11日 青山学院大学相模原キャンパスが淵野辺に開校する。
  - 12月1日 市内のバス路線が大幅に再編される。
    - これに伴い、33系統・51バス停留所が廃止、4系統が新設、既存の6系統が大幅増発となる。
- 2004年（平成16年）
  - 2月1日 上鶴間地区の一部で住居表示を実施、上鶴間本町が新設される。
    - これにより、米軍基地を除く市内の上段部分の住居表示は全て完了となった。

  - 11月1日 小田急線小田急相模原駅北口市街地再開発事業が着工する。
  - 11月20日 市制50周年を迎える。
  - 12月1日 境川の河川改修に伴い、東京都町田市との境界の一部を変更し、市面積が90.40 km2に減少する。これにより、相模原市民16世帯41人が東京都町田市民となる。
- 2005年（平成17年）
  - 4月1日 「相模原・津久井地域合併協議会」（法定協議会）と「相模原市・藤野町合併協議会」（法定協議会）をそれぞれ設置[15]。
  - 7月13日 市内公共施設（60ヶ所）にAED（自動体外式除細動器）を配置する。
- 2006年（平成18年）
  - 1月30日 相模原市コミュニティバス実証運行を開始。
    - 交通不便地区における高齢者など交通弱者の生活交通を確保するため市が主体となって計画。運行業務は相模神奈交バスに委託し、2年間を期限として実験的に実施。経路はJR東日本橋本駅南口 - 北の丘センター - 北総合体育館 - 相模川自然の村までの約7kmで、所要時間は片道約30分。運行本数は、上り下りとも8時台 - 18時台まで、1時間に1本ずつ運行される。

  - 3月20日 津久井郡津久井町、津久井郡相模湖町を編入合併する。旧町の各区域に地域自治区を設置。市面積が244.04 km2となり、面積規模で県内第2位になる。旧津久井町の姉妹都市であるカナダのトレイル市と継続して友好都市を提携する。
  - 4月1日 市立環境情報センターが開設される。
  - 4月1日 市が設置した文化施設・福祉施設・体育施設に指定管理者制度を本格的に導入する。
  - 4月12日 「相模原市・城山町合併協議会」（法定協議会）をそれぞれ設置[15]。
  - 5月1日 日米安全保障協議委員会で相模総合補給廠の一部返還等が基本合意される。
  - 10月1日 市コールセンターが開設される。
- 2007年（平成19年）
  - 3月11日 津久井郡藤野町、津久井郡城山町を編入合併する。(これにより、津久井郡が消滅。)旧町の各区域に地域自治区を設置。市面積が328.84 km2となる。人口が合併特例の政令指定都市昇格要件70万人を超える。
  - 4月1日 政令指定都市移行を視野に入れて市組織に局制が導入される。
- 2008年（平成20年）4月23日 さがみはら新都心整備構想を発表する（相模総合補給廠一部返還後の跡地利用計画）。
- 2009年（平成21年）
  - 10月23日 相模原市の政令指定都市昇格が閣議決定される。
  - 12月21日 区名が正式に決定（緑区、中央区、南区）。
- 2010年（平成22年）
  - 4月1日 政令指定都市に正式に移行。
  - 12月1日 境川の河川改修に伴い、東京都町田市との境界の一部を変更し、市面積が328.83 km2に減少。
- 2011年（平成23年）5月15日 区ごとのシンボルカラーおよびシンボルマークを発表。
- 2013年（平成25年）12月1日 東京都町田市との境界の一部を変更。
- 2014年（平成26年） 市政施行60周年を記念し、相模原市マスコットキャラクター「さがみん」が誕生[16]。
- 2016年（平成28年）7月31日 旧津久井町の姉妹都市であるカナダのトレイル市からの申し入れに同意し、友好都市提携を解消した[17]。

### 自治体の変遷

#### 相模原町から市制施行へ
軍都計画の進展とともに、軍の強力な後押しもあって相模原一帯を合併して一大市を建設する気運が盛り上がった。その過程では、隣接する東京府町田町との合併も話題に上った。陸軍では、上鶴間の原町田陸軍病院（のち相模原陸軍病院と改称）や淵野辺の原町田憲兵隊など、相模原を原町田と一括りにすることが多かった。だが府県境を越えた合併は当時でも困難なことが多く、高座郡北部の9町村（相原村、上溝町、大野村、大沢村、田名村、麻溝村、新磯村、座間町、大和村）が合併の対象となった。

対象地域内では軍都計画地域を中心とする北部（相原・上溝・大沢・田名）と、陸軍士官学校を中心とする南部（麻溝・新磯・座間・大和）の間で意見が対立し、特に座間町と大和村では合併反対の意見が強かった。北部5町村と南部4町村による別個の合併も俎上に上ったが、北部の淵野辺地区が軍都計画地域に属する一方で、南部の上鶴間地区に士官学校や陸軍通信学校、陸軍病院などを抱える大野村（個別合併案では北部5町村に含まれた）は村が分断されることを恐れて9町村での合併を強く望んだ。軍の強い要請によって座間町は9町村合併の容認に傾いたが、大和村では意見の集約が間に合わず合併から離脱し、大和村を除いた8町村による合併となった。
合併後の新市名として「相武台市」「相武市」「相模市」「相模原市」などが挙がった。このうち1937年に移転してきた陸軍士官学校にちなむ「相武台」は、士官学校移転に際して座間村（当時）が新磯村との合併を持ちかけた際、「座間町」への吸収となることを恐れた新磯村側が提案した呼称でもある。なおこの合併は両村の意見が合わず、座間村が単独で町制を施行した。「相武台」は昭和天皇から士官学校に下賜された呼称であるとして陸軍士官学校が反対し、最終的に選ばれたのが「相模原市」であった。

市とするにあたっては合併当時の対象地域に市街地がほとんど形成されていないことから内務省の承認が得られず、将来の発展による市制施行を期待しながら、1941年4月29日に8町村（相原村、麻溝村、新磯村、大沢村、大野村、上溝町、座間町、田名村）の新設合併により、高座郡相模原町が誕生した。町役場を淵野辺の区画整理事務所に置き、人口3万9,718、面積107.99km2で、合併当時は「全国一面積の広い町」であった。同年9月1日、町役場を上溝（旧上溝町役場）に移転した。

戦後に軍の圧力がなくなると、当初から合併に消極的であった旧座間町では離脱の動きが強まり、1948年9月1日に旧座間町の区域が分立して座間町が再置された（これにより面積90.77 km2となった）。
1954年4月29日に相模原町役場を清兵衛新田（現在地）に移転。旧座間町を除いた残りの区域で「昭和の大合併」の最中の1954年11月20日に市制を施行して相模原市となった。すでに大規模合併を終えていた相模原市では「昭和の大合併」による市域拡張は行われていない。

#### 中核市昇格から平成の大合併へ

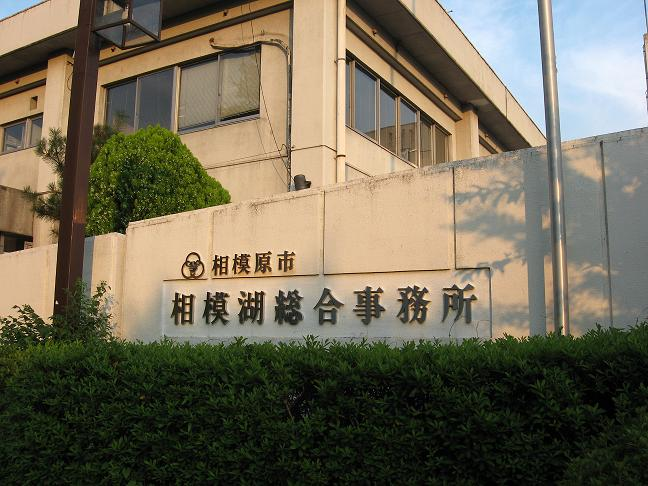
緑区相模湖総合事務所
（旧相模湖町役場）

1994年に地方自治法が一部改正されて中核市制度が創設され、翌1995年の施行により中核市の指定が始まったが、相模原市は人口要件（30万人以上）は満たしていても面積要件（100 km2）を満たさなかったため、長らく中核市指定を受けられなかった。その後、2002年の改正で人口50万人以上の市の面積要件が削除されたため、翌2003年4月1日に中核市に指定された。なお、中核市の面積要件は2006年の改正で人口にかかわらず全面的に撤廃された。
2002年10月、津久井郡に属する全4町（城山町・津久井町・相模湖町・藤野町）において住民アンケートが実施され、4町全てで合併に肯定的な結果が出た。城山・津久井両町では相模原市との合併を望む回答が多かったのに対し、相模湖・藤野両町では東京都八王子市との越境合併を望む回答が多かったが、八王子市は両町の打診に対し、合併特例法期限内の越境合併は困難と回答した。
2002年11月、公益社団法人津久井青年会議所が中心となり、住民発議による津久井郡4町による法定合併協議会の設置を求める署名運動を実施し、有権者の50分の1を大きく上回る6418人（4町合計）の署名を集め、2003年1月に各町に請求した。この請求は、県内初となる複数市町村からの同一内容の発議であったが、この法定協議会設置議案を城山・津久井両町議会が否決（相模湖・藤野両町は可決）し、この議決により、津久井郡4町での合併は事実上消滅した。
2003年7月、相模原市と4町が市町村合併に関する研究部会を設置、4町は相模原市に合併協議を申し入れた。
なお、津久井地域4町の人口における年齢の比重（若年層が少なく高齢者が多い）と開発しにくい土地柄から、旧相模原市民には合併のメリットは合併特例を利用した政令指定都市移行が可能になる程度でほぼ無に近かった。相模原市が2004年11月8日 - 11月17日に、旧市民1万人を対象にして郵送形式で実施した「相模原市と津久井地域の合併に関する市民アンケート」（有効回収率：35.8%）では、合併の是非は「合併するべきである」15.3%、「合併することもやむをえない」30.5%で、「合併するべきでない」12.3%、「できれば合併するべきでない」18.8%と、合併反対は3割強であった。「どちらともいえない」は17.3%だった。小川勇夫市長は津久井地域との合併を巡り住民投票を実施せず、このアンケート調査結果をもとに津久井郡4町との合併を推進した。
2003年12月になり、藤野町が任意合併協議会への不参加を表明したことから、4町は合併協議の申入れを撤回したが、翌2004年1月に城山・津久井・相模湖3町が相模原市に合併協議を申し入れ、2004年4月に任意協議会の「相模原・津久井地域合併協議会」を設置した。藤野町を除く3町は相模原市との合併を目指すこととなった。しかし城山町では町長が合併への慎重姿勢を見せたため、津久井・相模湖両町は先行して相模原市との「飛び地合併」を目指すこととなった。相模湖町では2004年11月に行われた5市町での合併の是非を問う住民投票の結果、反対票がわずかに賛成票を上回ったが、町長は合併協議の継続を表明し、2005年2月に3市町で法定協議会の「相模原市・津久井町・相模湖町合併協議会」を設置した。
2005年3月15日に3市町は合併協定書に調印し、各市町議会、神奈川県議会の可決、総務大臣の告示を経て、2006年3月20日に津久井町・相模湖町は相模原市に編入され、「平成の大合併」期における神奈川県内初の市町村合併となった。
一方、藤野町では2004年6月に行われた住民投票の結果、賛成多数となったことから、2004年8月に相模原市に合併協議を申入れ、2005年4月に相模原市と2市町での法定協議会「相模原市・藤野町合併協議会」を設置した。同町議会は合併に慎重姿勢であったが、2005年7月の町長選で合併推進派の町長が誕生したことで合併協議が加速し、合併方式を相模原市への編入、合併期日を2007年3月11日として、2006年1月26日に合併協定書に調印した。その後、両市町議会、神奈川県議会の可決を経て、2006年8月7日の総務大臣告示により合併が法的に確定した。
城山町も住民からの直接請求を受け、2005年4月に津久井町・相模湖町を含む枠組みでの法定協議会「相模原・津久井地域合併協議会」を設置したが、城山町長（当時）は2005年6月に議会答弁で単独町制の継続を表明し、さらに2005年7月の協議会では43対1で合併目標期日が設定された事に反発して協議会副会長職の辞任届を提出し退席した（反対者は城山町長1人で、辞任届は会長預かり）。その結果、協議会は2005年11月に休止へ追い込まれ、相模原市・津久井町・相模湖町の合併に合わせて廃止された。
2005年11月、城山町で合併推進を求める住民による解職請求が行われ、2006年2月19日に行われた住民投票の結果、賛成多数で町長の解職請求が成立、2006年2月26日には合併に関する住民投票で賛成票が多数となり、2006年3月19日の町長選では合併推進派の町長が当選した。2006年3月30日には城山町長より合併協議会設置の申し入れがあり、藤野町との同時合併を目標とする合意書に調印、両市町議会の可決を経て2006年4月12日に相模原市と2市町での法定協議会「相模原市・城山町合併協議会」を設置した。任意協議会での協議結果および他の合併協議会における協議内容を踏まえた上で迅速な議論を進めた。3回にわたる協議で協定内容が全て調ったことから2006年6月7日に合併協定書に調印、両市町議会、神奈川県議会の可決を経て2006年11月2日の総務大臣告示により合併が法的に確定した。これにより藤野町と城山町は2007年3月11日に相模原市へ編入される事が確定し、紆余曲折を経た津久井郡4町との合併が完結することになった。なお、神奈川県内での平成の大合併は、この2回の合併のみで終わった。
2006年11月2日には、相模原市・城山町・藤野町の公共施設等に、新市の地図が描かれたPR看板が設置された。キャッチフレーズは、「新・相模原市誕生 ともに築こう 新たな未来」である。「相模原市・城山町合併協議会」及び「相模原市・藤野町合併協議会」では、新市をPRすることを目的に、エコーはがきを5万枚作製し、相模原市・城山町・藤野町に所在する郵便局で2007年2月1日に発行した。また、日本郵政公社南関東支社では、2007年3月9日 - 6月8日の期間、オリジナルフレーム切手「新・相模原市誕生」を、市内に所在する郵便局で5,000部販売した。さらに、相模原市では、日比野克彦をビジュアルプロデューサーとして『新「相模原市」新宿メガキャンペーン』を2007年3月10日 - 3月25日の16日間、市の知名度の向上とイメージアップのため、新宿で実施した。新宿駅は鉄道3線（JR東日本・小田急・京王）で相模原市と都心との結節点であり、同駅は乗降客数が日本一である。

#### 政令指定都市移行へ
小川勇夫市長は2006年10月23日、「2007年度予算編成方針」について記者会見を行い、2007年度重点施策に政令指定都市の調査研究として政令市に関する調査委託が盛り込まれた。具体的には民間のシンクタンクに調査委託するほか、他の政令指定都市を参考にしながら、市の実態や拠点としての都市機能など具体的に研究していく見通しとして、研究結果を定期的な会議を通して意見交換するなど、共同で検討していくと述べた。
2006年12月22日には相模原市自治会連合会が「政令指定都市への移行実現について」の相模原市長への要望及び相模原市議会議長への陳情を行った。市は同日「2007年度行政組織について」報道提供を行い、政令指定都市への移行を視野に入れた局制の導入による庁内分権の推進などを表明した。
2007年1月1日の市広報紙及び市ウェブサイトに掲載された、小川勇夫相模原市長の「年頭のごあいさつ『新市まちづくりスタートの年』」には、「新しい総合計画の策定に向けた取り組みとともに、政令指定都市への移行に向けた検討を進めてまいります。」とのコメントがあった。同年1月24日、相模原商工会議所が「政令指定都市の実現について」の相模原市長への要望及び相模原市議会議長への陳情を行った。市は同年1月29日、政令指定都市移行に関する調査費2,635万円を盛り込んだ 「2007年度一般会計当初予算案」を発表。目的は「市の都市形態や機能などを全国の自治体と比較し、自らの長所や課題を探る」とした。調査は国の外郭団体「地方自治研究機構」に委託し、都市の拠点性や商業施設の集積度、財政力といったデータを集積して他都市と比較・検証するとした。同年1月30日、相模原市農業協同組合が市長に対し、政令指定都市の実現に向けて取り組むよう要望書を提出した。
2007年1月31日、小川勇夫市長が市議会3月定例会の施政方針演説で、2010年3月末までの政令指定都市移行を目指し、2007年4月1日付で「政令市推進課」を新設すると正式に表明した。同年2月15日、相模原市は市議会3月定例会で、政令指定都市への移行には児童相談所、精神保健福祉センター、国県道維持管理等の機能を県などから引き継ぐため、少なくとも150人から170人程度の職員増が必要との見通しを明らかにした。
これを受けて松沢成文神奈川県知事は同2007年2月15日の県議会2月定例会の所信表明演説で、「相模原市長は去る1月31日に、今回の合併を契機に、平成22年3月までに政令指定都市への移行をめざすことを表明されました。これは自らの地域のことは自らの意思で決定し、その財源、権限と責任も自らが持つという、地域主権の理念にかなったものであり、県といたしましても、市からの要請に応じて実現に向け協力をしてまいります。」と述べ、政令指定都市移行を支援する方針を表明した。
2007年3月11日に城山町と藤野町を編入し、合併特例の政令市移行要件とみられる人口70万人を超えたため（法定人口：701,568人）、政令指定都市の候補市になった。また、津久井町・相模湖町・城山町・藤野町を編入したことにより、横浜市に次ぐ神奈川県2位の面積となった。
2007年3月8日の市議会3月定例会の本会議第8日（最終日）、政令指定都市移行に関する市内3団体（相模原市自治会連合会、相模原商工会議所、相模原市農業協同組合）からの陳情が採択された。
小川勇夫市長は政令指定都市を目指すことを表明したものの、同2007年3月8日に体調不良を理由とする辞職願が助役の代読により表明され、13日後の3月21日に肺炎のため逝去した。
2007年4月22日の市長選挙で、合併特例法の期限内での政令市移行を目指すことを公約とし、小川から後継指名を受けていた前助役の加山俊夫が市長に選出され、翌4月23日に市長に当選、引き続き2010年3月までの政令市移行を目指すことになった。
2007年5月16日 加山俊夫市長が菅義偉総務大臣と面会し、政令指定都市移行に関する理解と指導を求めた。同年5月22日、加山俊夫市長が松沢成文神奈川県知事に対し、政令指定都市移行への支援を正式に文書で要請した。翌5月23日には市役所に政令指定都市推進本部会議を設置し、移行に向けた本格的な取り組みを開始し、
2007年5月31日、加山俊夫市長が政令指定都市移行に向けた取り組みについて記者会見を行った。内容は以下のとおり。
- 政令指定都市ビジョンを2007年度中に策定する。
- 区制は、2007年度に行政区画、区名、区役所の位置・機能について庁内で検討の上、市民意見を反映させる。2008年度に行政区画等審議会から答申を受け、区画・区名を決定し、区役所設置の準備を開始する。
- 神奈川県からの事務移譲に関する協議は、県市連絡会議を設置し、2008年春の基本協定締結を目指す。

2007年7月26日、政令指定都市移行に関する県からの事務移管について協議を行うため、第1回神奈川県・相模原市政令指定都市移行連絡会議が開催された。同年8月8日には産業経済団体をはじめ、教育・文化、保健・医療、福祉、労働など各分野からの民間団体を母体として「相模原市政令指定都市推進市民協議会」を設立した。
2007年9月25日、相模原市が市議会9月定例会の政令指定都市に関する特別委員会で、行政区の区割り検討試案を明らかにした。3区制2案と、4区制2案の計4案を試案し、区役所位置も想定している。
- 3区制2案
  - 1-1 旧相模原市を南北へ2区に分け、旧津久井地域を1区とした区分け。
  - 1-2 橋本地区を除いた旧相模原市を南北へ2区に分け、旧津久井地域と橋本地区を加えた地区を1区とした区分け。
- 4区制2案
  - 2-1 旧相模原市の3拠点を中心に3区に分け、旧津久井地域を1区とした区分け。
  - 2-2 橋本地区を除いた旧相模原市の2拠点を中心に2区に分け、橋本地区と旧津久井地域の旧城山町を加えた部分を1区に分け、残りの旧津久井地域（旧津久井町、旧相模湖町、旧藤野町）を1区とした区分け。

（4区制の場合、旧相模原市の3拠点中心に3区に分ける時は、公共施設が集まる橋本、相模原、相模大野の3拠点を基準に区分けする場合である。）

2007年11月12日、県市連絡会議幹事会議が開催される。翌2008年1月28日から2月9日まで、相模原市が「政令指定都市に関する市民説明会」を市内26ヶ所で開催する。同年2月4日には第2回県市連絡会議が、同年年3月25日には第3回県市連絡会議が、同年5月29日には第4回県市連絡会議が開催された。
2008年4月1日から21日にかけて、行政区画等審議会の委員を募集。5月31日には行政区画等審議会の初会合が開かれた。審議会委員は推薦委員および学識経験者、一般公募市民の計23名。
- 2008年6月17日 第2回行政区画等審議会が開かれ、区割り案が1-2と2-2に絞られた。
- 2008年7月1日 第3回行政区画等審議会が開かれ、区割り案1-2（3区制）を採用することに決定。
- 2008年7月15日 第4回行政区画等審議会が開かれ、区割り案1-2（3区制）を採用する答申案の文章を一部修正の上で答申することを決定。
- 2008年7月18日 行政区画等審議会会長は、区割り案1-2（3区制）の採用を、加山市長へ正式に答申した。

2008年9月2日、政令指定都市移行に係る県協議の状況及び財政収支の見通しについて発表。同年9月10日、第5回県市連絡会議が開催された。
2008年9月19日、行政区画の編成案が決まる（区割り案1-2の3区制）。各区の区域は旧相模原市域は本庁および出張所の単位。
- A区：橋本、大沢、城山町、津久井町、相模湖町、藤野町
- B区：大野北、田名、上溝、本庁
- C区：大野中、大野南、麻溝、新磯、相模台、相武台、東林

同年11月18日、政令指定都市移行に係る県市の基本協定を締結。同年12月20日には市議会12月定例会の本会議で、相模原市の政令指定都市の実現に関する意見書を可決した。
2008年10月15日から11月14日まで区名案を募集し、同年11月25日に第6回行政区画等審議会が開かれ、区名の候補が選定された。「簡潔さ」「親しみやすさ」などを基準に、委員らが各区5候補を絞り込んだ。なお「橋本」「津久井」「大野」など、特定の地名を連想させる区名は候補から外された。
- A区：北区、西区、緑区、けやき区、みどり区
- B区：中央区、中区、ひばり区、桜区、さくら区
- C区：南区、東区、あじさい区、ひばり区、光区

2008年12月15日から2009年1月14日まで、相模原市民と市内通勤・通学者を対象に、各区5候補の区名意向調査を行った。同年1月23日に区名意向調査の結果が明らかになり、最多得票がA区は「北区」、B区は「中央区」、C区は「南区」であった。同年1月26日に第7回行政区画等審議会が開かれ、A区は「緑区」、B区は「中央区」、C区は「南区」とする答申案をまとめた。A区については「緑区」と「みどり区」の合計数が「北区」の投票数を上回ることや、区内に津久井湖、宮ヶ瀬湖などを有するため水源地としてふさわしい名称として選ばれた。行政区画等審議会会長は同年2月4日、A区を「緑区」、B区を「中央区」、C区を「南区」とする答申案を加山市長へ正式に答申した。
2009年2月6日の市議会臨時会で、市民団体が制定を求めていた政令指定都市移行の是非を問う住民投票条例案を否決。同年3月24日の県議会2月定例会の本会議で、相模原市の政令指定都市の指定に関する意見書を可決した。
2009年3月31日に県議会4会派が共同で、相模原市の政令指定都市への移行に慎重な対応を求める要望書を内閣総理大臣と総務大臣に提出した。
2009年4月19日付の毎日新聞報道で、A区の名称について「緑区」ではなく「北区」にするよう、A区となる地域の住民からの陳情などが相次ぎ、A区の名称を市庁内で再検討していることが明らかとなった。同年5月2日付の毎日新聞報道で、相模原市が市民団体「相模原市政令指定都市推進市民協議会」に対して補助金を支出していたことに対し住民監査請求をしていた件について「補助金支出に裁量権の逸脱、乱用があるような事実はうかがえない」として請求を棄却したことが報道された。また、同年6月14日付の毎日新聞報道で、A区となる地域住民から出されている「A区を北区とすることについて」の陳情を不採択にし、審議会の答申通り「緑区」とする見通しが明らかとなった。
2009年7月3日、相模原市と総務省との事前協議がまとまったため、松沢成文知事が相模原市の政令指定都市移行実現を求める要望書を佐藤勉総務大臣宛てに提出、加山俊夫市長などが同行した。
2009年7月14日の政令指定都市推進本部会議で、行政区の名称（区名）を行政区画等審議会の答申どおり、A区は緑区、B区は中央区、C区は南区とすることが決定された。また津久井地域の地域自治区設置期間の変更と住所表記についても決まり、旧町名を冠した地域自治区の名称が住所表記から外れることになった。
2009年7月17日、市民団体が相模原市の政令指定都市の指定見送りを求める署名を総務大臣宛てに提出する。原口一博総務大臣は同年10月2日、相模原市が2010年4月1日より政令指定都市に移行することを市長と県知事に通知した。これを受けて市民団体は10月5日、総務大臣の「相模原市の政令指定都市移行」指示に対する抗議文書を総務大臣宛てに提出する。
2009年10月23日に鳩山由紀夫内閣がこの日の定例閣議で、相模原市を2010年4月1日より政令指定都市に移行させる閣議決定を行った。同年10月28日付『官報』で、指定都市の指定に関する政令の一部を改正する政令（政令第251号）が公布され、政令指定都市への移行が正式に決定。同年12月21日の市議会12月定例会の本会議で「相模原市区の設置等に関する条例」が可決され、区の名称（緑区・中央区・南区）・区域などが原案どおり決定された。
2010年4月1日、相模原市は政令指定都市に移行した（日本国内19番目）。これに伴い、市内全域において郵便番号が「228-08xx」及び「229-xxxx」から「252-0xxx」に変更された。

## 政治
市長と市議会については従来、統一地方選挙の後半日程において改選されてきたが、政令指定都市に移行したため、県知事・県議会と同じ前半日程で執り行うことになった。このため2011年の第17回統一地方選挙から、神奈川県知事・県議会・市長・市議会の選挙が同日に投開票されるという全国的にも稀なカルテット選挙となり、市選挙管理委員会は4つの選挙に関する事務を同時にこなすという難題を背負うことになった。なお、知事・市長が任期半ばで辞職（失職）、あるいは県議会・市議会が任期半ばで解散しない限り、このカルテット選挙は今後も続くことになる。

### 行政

#### 首長
歴代首長
- 相模原町長（町会議員による選挙）
  - 篠崎太一（1941年 - 1947年：2期）
  - 小林與次右ヱ門（1947年：1期）
- 相模原町長（住民による直接選挙）
  - 小林與次右ヱ門（1947年 -1951年：1期）
  - 清水睦（1951年 - 1954年：1期）
- 相模原市長（住民による直接選挙）
  - 清水睦（1954年 - 1955年：町長から継続、1期）
  - 小林與次右ヱ門（1955年 - 1959年：1期）
  - 山口茂治（1959年 - 1964年：2期途中で辞任）
  - 河津勝（1965年 - 1977年：3期）
  - 舘盛静光（1977年 - 1997年：5期）
  - 小川勇夫（1997年 - 2007年：3期途中の2007年3月21日逝去）
  - 加山俊夫（2007年 - 2019年：3期）
  - 本村賢太郎（2019年 - 現職）

#### 市政機関
- 7局（総務局・企画市民局・健康福祉局・環境経済局・都市建設局・教育局・消防局）3区（緑区役所・中央区役所・南区役所）24部174課
  - 1977年8月1日から局制を導入したが、行政改革のため1986年4月1日に局制を廃止し、部制に移行した。
  - 2007年4月1日から政令指定都市移行を視野に入れ、再度、局制を導入した。
- 職員定数：4,590人

### 議会

#### 市議会
- 議員定数：46人

| 会派名                                 | 議席数 | 代表者   |
| -------------------------------------- | ------ | -------- |
| 自由民主党相模原市議団                 | 14     | 大槻和弘 |
| 民主みらい・無所属・地域政党さがみはら | 9      | 森繁之   |
| 公明党相模原市議団                     | 8      | 西家克己 |
| 立憲民主党                             | 5      | 臼井貴彦 |
| 日本維新の会相模原市議団               | 4      | 鈴木晃地 |
| 颯爽の会                               | 3      | 野元好美 |
| 日本共産党相模原市議団                 | 2      | 羽生田学 |
| 無所属                                 | 1      |          |

※2023年6月22日現在
- 2007年の統一地方選挙では、旧相模原市と津久井郡4町をそれぞれの選挙区として行われた。
  - 相模原選挙区（旧相模原市）：定数46人
  - 津久井選挙区（旧津久井町）：定数2人
  - 相模湖選挙区（旧相模湖町）：定数1人
  - 藤野選挙区（旧藤野町）：定数1人
  - 城山選挙区（旧城山町）：定数2人
- 2010年4月1日に政令指定都市へ移行したため、区ごとに選挙区および選挙管理委員会が設けられた。
- 2015年の統一地方選挙から、市議会全体の定数を現行より3人減の46人に改めることとなり、各区（選挙区）の議員定数が定められた。
  - 緑区選挙区：定数11人
  - 中央区選挙区：定数17人
  - 南区選挙区：定数18人

#### 県議会
神奈川県議会選挙区 （任期満了日2027年4月29日）
- 緑区選挙区（定数2人）
  - 自民（1）、未来（1）
- 中央区（定数3人）
  - 自民（1）、立民（1）、公明（1）
- 南区（定数3人）
  - 自民（1）、未来（1）、維新（1）

※2023年6月22日現在
- かつては、「相模原市選挙区」（定数8）及び、「津久井郡選挙区」（定数1）であったが、2町（津久井町・相模湖町）を編入した2006年3月20日に、市町村の合併の特例に関する法律を適用し、「相模原市・津久井郡選挙区」（定数9）となったが、2007年3月11日に残る2町（城山町・藤野町）も相模原市へ編入し、津久井郡が消滅した為、再び「相模原市選挙区」（定数9）となる。2010年4月1日の政令指定都市移行に伴い、「相模原市選挙区」は区ごと（緑区：2、中央区：3、南区：4）に分割され、現職議員の所属選挙区も定められた。政令指定都市移行後、初めて実施された第17回統一地方選挙では、県議会の定数削減を受けて、南区の定数が4→3となった。

#### 衆議院
衆議院議員選挙区（括弧内は各まちづくりセンター管内）
- 神奈川県第14区 緑区（全域）、中央区（全域）【他では、愛甲郡】
- 神奈川県第20区 南区（全域）【他では、座間市】
  - 政令指定都市移行後から2022年までの区割りは以下の通り。
    - 第14区 - 緑区東部（本庁・大沢）、中央区、南区（本庁・大野中・東林）
    - 第16区 - 緑区西部（津久井・相模湖・城山・藤野）、南区（麻溝・新磯・相模台・相武台）

  - 政令指定都市移行前の出張所・総合事務所別による区割りは以下の通り。ただし、区割り自体に変更はない。
    - 第14区 - 本庁管内および橋本出張所・大野北出張所・大野中出張所・大野南出張所・大沢出張所・田名出張所・上溝出張所・東林出張所の管内
    - 第16区 - 麻溝出張所・新磯出張所・相模台出張所・相武台出張所・津久井総合事務所・相模湖総合事務所・城山総合事務所・藤野総合事務所の管内

  - かつての中選挙区制の下では「神奈川県第3区」に属した。1994年の公職選挙法改正による小選挙区制導入当初は当時の相模原市全域が単独で「神奈川県第14区」とされたが、2002年の区割り変更により南部の麻溝・新磯・相模台・相武台各出張所管内が「神奈川県第16区」に所属替えとなり、相模原市は2つの小選挙区に分割されることとなった。2022年の区割り変更で、旧津久井郡4町（現緑区西部）が1994年当初から属していた「神奈川県第16区」から緑区東部と同じ「神奈川県第14区」に所属替え、南区が「神奈川県第20区」にそれぞれ所属替えとなり、行政区内での小選挙区の分割が解消された。

## 国家機関

### 外務省
- 外務省研修所

### 厚生労働省
- 神奈川労働局
  - 相模原労働基準監督署
  - 相模原公共職業安定所

### 財務省
国税庁
- 東京国税局相模原税務署

### 防衛省
自衛隊
- 陸上自衛隊座間駐屯地
- 神奈川地方協力本部相模原地域事務所

防衛装備庁
- 陸上装備研究所

### 法務省
- 横浜地方法務局相模原支局
- 横浜刑務所相模原拘置支所

検察庁
- 横浜地方検察庁相模原支部
  - 相模原区検察庁

### 裁判所
- 横浜地方裁判所相模原支部
- 横浜家庭裁判所相模原支部
- 相模原簡易裁判所

### 独立行政法人
- 宇宙航空研究開発機構宇宙科学研究所（旧宇宙科学研究本部）
- 国民生活センター

### 軍事施設
戦前、軍都計画の下で軍施設が多数設置され、道路が整備された。敗戦により計画は中止されたが、軍施設は米軍に接収され、現在も相模総合補給廠やキャンプ座間、上鶴間の米軍相模原住宅地区（Sagami Housing Area）が残っている。
市南部にはかつて陸軍士官学校があり、昭和天皇の行幸を仰いだ事がある。「相武台」はその際、昭和天皇によって命名された地名である。
また、横浜線原町田駅（現：町田駅）と士官学校の間に整備された道路（東京都道・神奈川県道51号町田厚木線の一部）は現在も「行幸道路」と呼ばれている。
日米合意に基づき、2013年3月26日付をもって陸上自衛隊の機動運用部隊である中央即応集団司令部が朝霞駐屯地より移駐、「座間駐屯地」が開庁した。

#### 終戦時の軍事施設
| 施設名                            | 開設年                                           | 戦後の利用 |
| --------------------------------- | ------------------------------------------------ | --- |
| 陸軍士官学校                      | 1937年                                           | 米軍キャンプ座間 |
| 陸軍士官学校相武台演習場          |                                                  | 麻溝台・新磯野入植地 →北里大学、麻溝台工業団地、県公社相武台団地、ほか |
| 陸軍士官学校相武台演習場          | 米軍座間小銃射撃場（1969年返還） →県立相模原公園 | |
| 臨時東京第三陸軍病院              | 1938年                                           | 国立相模原病院（現・国立病院機構相模原病院） |
| 相模原陸軍造兵廠                  | 1938年                                           | 米軍相模総合補給廠 |
| 陸軍技術研究所                    |                                                  | 米軍相模総合補給廠 |
| 相模原集団住宅 （造兵廠工員住宅） |                                                  | 星が丘住宅地 |
| 陸軍兵器学校                      | 1938年                                           | 麻布大学、市立大野北中学校、防衛庁技術研究本部（現防衛装備庁陸上装備研究所）ほか |
| 電信第一聯隊                      | 1939年                                           | 米軍相模原住宅地区 |
| 陸軍通信学校                      | 1939年                                           | 相模女子大学、相模原市立大野南中学校、県立相模台工業高校（現・県立神奈川総合産業高校） |
| 相模原陸軍病院                    | 1940年                                           | 米陸軍医療センター（1981年返還） →グリーンホール相模大野、市営駐車場・駐輪場、相模大野中央公園、外務省研修所、国家公務員相模大野住宅、県立相模大野高校、住宅団地（ロビーシティ相模大野五番街）、伊勢丹相模原店 |
| 陸軍機甲整備学校                  | 1943年                                           | 米軍キャンプ淵野辺（1974年返還） →淵野辺公園、宇宙科学研究所、県立弥栄高校、相模原市立博物館、東京国立近代美術館フィルムセンター相模原分館ほか                                                                 |

その他
- 相模原陸軍病院は、当初「陸軍原町田衛戍病院」という呼称であった。
- 星が丘という地名は陸軍徽章の星に由来するとされている。

## 施設

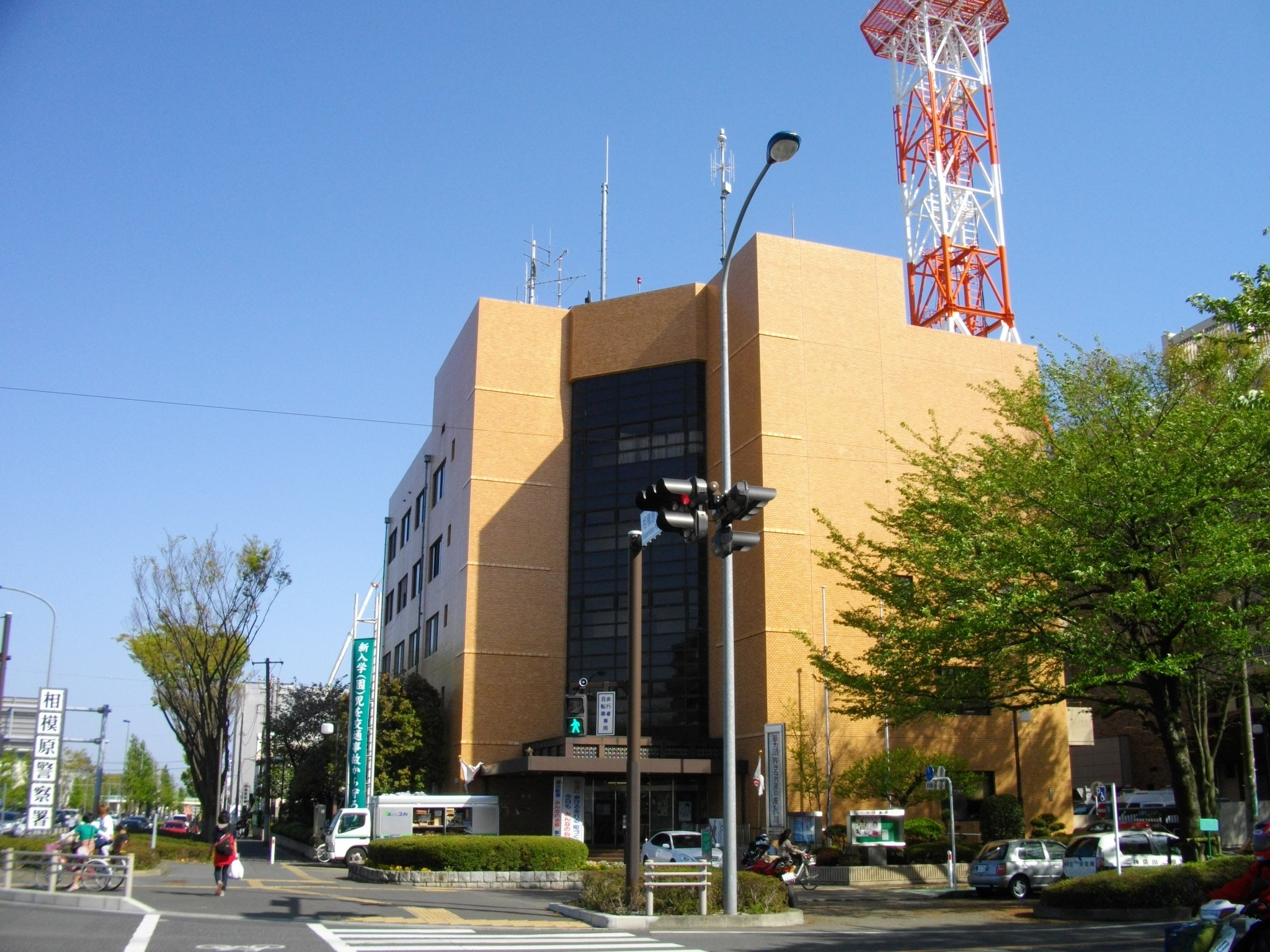
相模原警察署

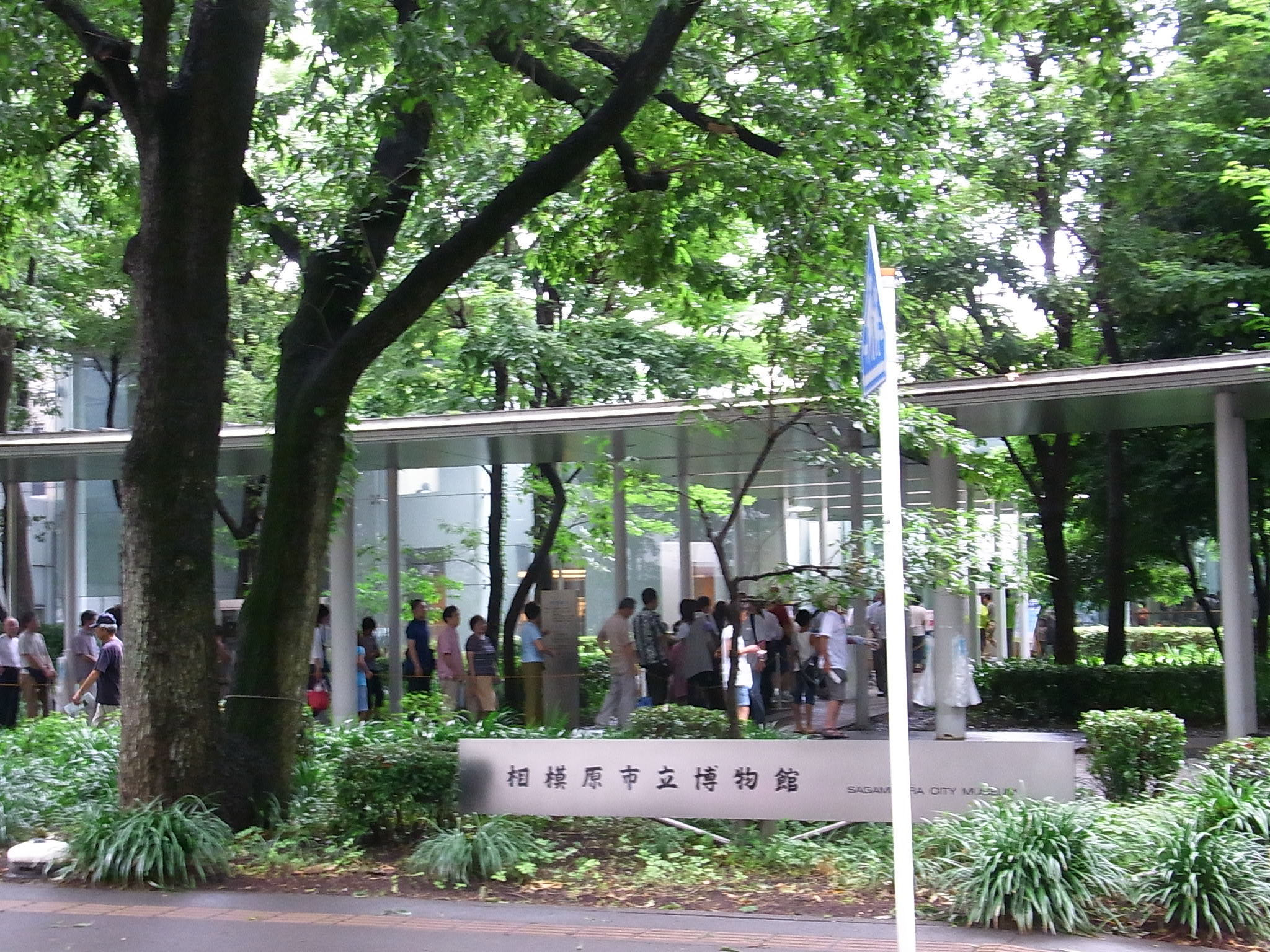
相模原市立博物館

### 警察
本部
- 神奈川県警察相模原市警察部（政令指定都市に移行した2010年4月に設置）
- 神奈川県警察学校由野台分校

警察署
- 相模原警察署（1926年7月分署から昇格）
- 相模原南警察署（1974年8月開署）
- 相模原北警察署（2006年4月開署）
- 津久井警察署（1886年12月開署）

### 消防
本部
- 相模原市消防局

消防署
- 相模原消防署（1958年1月開署）
- 南消防署（1975年4月分署から昇格）
- 北消防署（1999年10月分署から昇格）
- 津久井消防署（旧津久井郡広域行政組合消防署）

### 医療

#### 救急指定病院
- 神奈川県厚生農業協同組合連合会 相模原協同病院（緑区橋本台4-3-1）
- 医療法人財団明理会 相原病院（緑区相原5-12-5）
- 医療法人社団哺育会 さがみリハビリテーション病院（中央区下九沢54-2）
- 医療法人社団仁和会 さがみ仁和会病院（中央区相模原4-11-4）
- 社会福祉法人ワゲン福祉会 総合相模更生病院（中央区小山3429）
- 医療法人社団徳寿会 相模原中央病院（中央区富士見6-4-20）
- 梨本病院（中央区光が丘1-8-7）
- 独立行政法人地域医療機能推進機構 相模野病院（中央区淵野辺1-2-30）
- 医療法人社団相和会 渕野辺総合病院（中央区淵野辺3-2-8）
- 北里大学病院（南区北里1-15-1)
- 国立病院機構相模原病院（南区桜台18-1）
- 医療法人社団仁恵会 黒河内病院（南区豊町17-36）
- 医療法人ユーカリ さがみ林間病院（南区上鶴間7-9-1）
- 医療法人社団蒼紫会 森下記念病院（南区東林間4-2-18）
- 丘整形外科病院（南区新磯野2-7-10）
- 相模原赤十字病院（緑区中野256）
- 医療法人社団悠心会 森田病院（緑区三ケ木627）

#### 夜間・休日診療
- 相模原メディカルセンター急病診療所（中央区富士見6-1-1 ウェルネスさがみはら1階）
- 相模原南メディカルセンター急病診療所（南区相模大野4-4-1 グリーンホール相模大野1階）
- 相模原北メディカルセンター急病診療所（緑区西橋本5-3-21 緑区合同庁舎1階）
- 休日急患歯科診療所（中央区富士見6-1-1 ウェルネスさがみはら2階）
- 相模原西メディカルセンター急病診療所（緑区中野1681-1）

### 図書館
- 市立図書館
  - 市立図書館相武台分館
- 市立相模大野図書館
- 市立橋本図書館
- その他公民館図書室等

### 文化施設
美術館
- 国立映画アーカイブ相模原分館

博物館・記念館
- 相模原市立博物館
- 史跡田名向原遺跡旧石器時代学習館（旧石器ハテナ館）
- 市立相模川ふれあい科学館
- 市立相模の大凧センター
- 市立尾崎咢堂記念館
- 相模原市民ギャラリー

ホール
- 市立市民会館（相模原市民会館・相模原南市民ホール）
- 市立文化会館（相模原市文化会館）
- 杜のホールはしもと

## 対外関係

### 姉妹都市・提携都市

#### 海外
姉妹都市
- トロント市（カナダ連邦 オンタリオ州）
  - 1991年5月31日 - 旧スカボロ市と姉妹都市提携。合併後、1998年1月1日にトロントと姉妹都市提携。

提携都市
- 無錫市（中華人民共和国 江蘇省）
  - 1985年10月6日 - 友好都市提携。

過去の友好都市
- トレイル市（カナダ ブリティッシュコロンビア州）
  - 1991年4月15日 - 姉妹都市提携。（旧津久井町）
  - 2016年7月31日 - 提携解消。

#### 国内
姉妹都市
- 銀河連邦 - 当時の宇宙科学研究所の研究施設があった市町による友好都市。相模原市はサガミハラ共和国として登録。
  - サンリクオオフナト共和国（岩手県大船渡市）- 提携当時はサンリク共和国（岩手県気仙郡三陸町）
  - ノシロ共和国（秋田県能代市）
  - サク共和国（長野県佐久市）- 提携当時はウスダ共和国（長野県南佐久郡臼田町）
  - ウチノウラキモツキ共和国（鹿児島県肝属郡肝付町）- 提携当時はウチノウラ共和国（鹿児島県肝属郡内之浦町）

1987年11月8日友好都市提携（建国と称する）
  - タイキ共和国（北海道広尾郡大樹町）2010年4月1日加盟
  - カクダ共和国（宮城県角田市）2016年4月1日加盟

提携都市
- 立科町（中部地方 長野県 北佐久郡）
- 2007年5月12日 - 「経済・観光に関わる交流協定書」を締結。1984年に相模原市が立科町に市内在住者等が利用できる宿泊施設「相模原市民たてしな自然の村」を開村し、双方の経済界や住民を中心とした相互交流が活発になってきたため締結。

## 経済

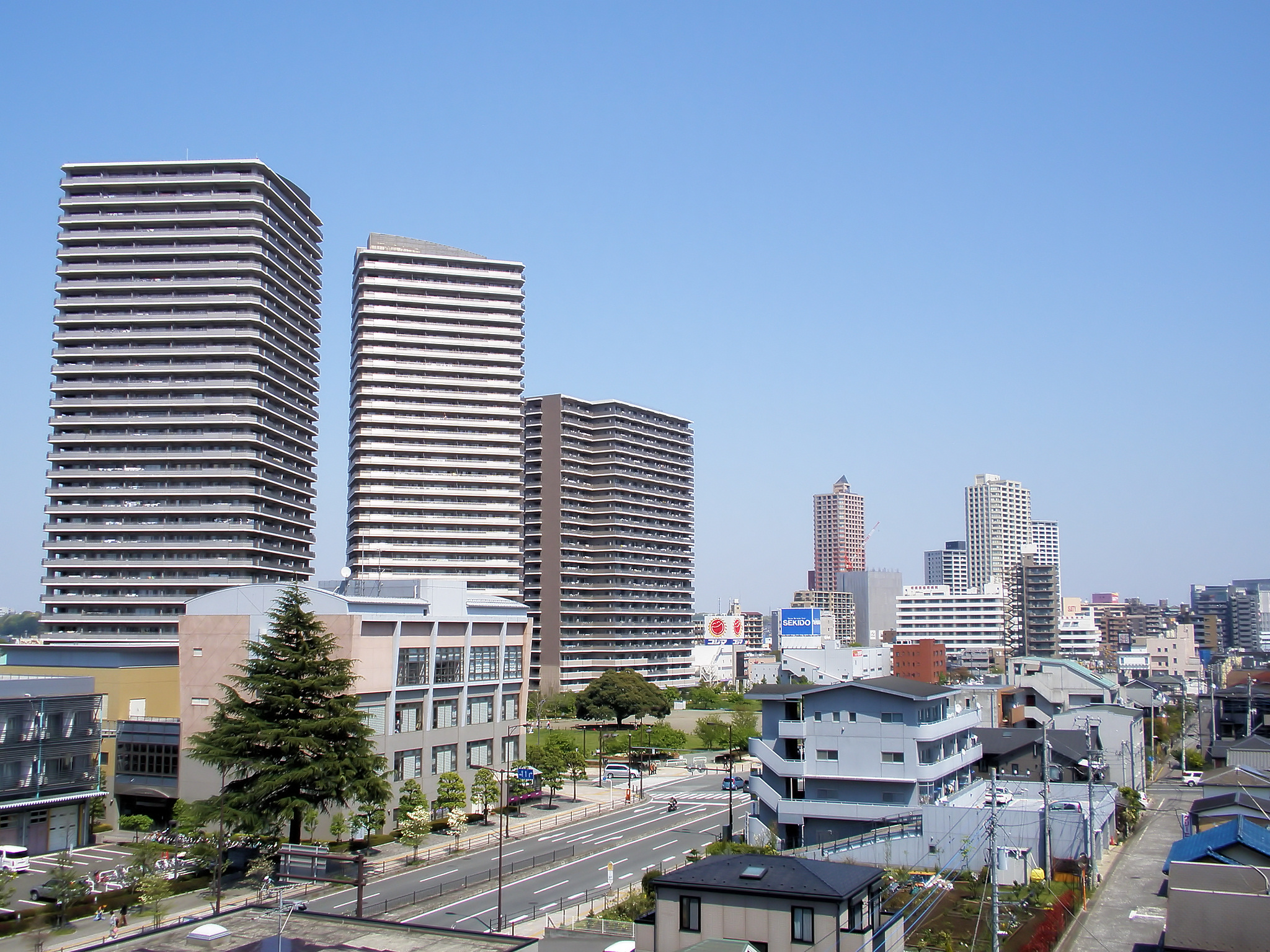
橋本地区
国の都市再生特別措置法に基づく「都市再生緊急整備地域」の指定地域である。

相模原市の小売店舗数は、県下で第4位。年間販売額は、横須賀市を抜き、横浜市、川崎市に次いで第3位。

### 第一次産業

#### 農業
明治から昭和初期にかけて当市域では養蚕が農家の主要な収入源として盛んに行われた。この時期の地形図では台地上が「桑畑」の記号で埋め尽くされている（ただし、相模原周辺では防風などの目的で畑の周囲に桑を植えることが行われており、このような「畑」を地図上で「桑畑」としていることも多いようである。なお、このように畑の周囲に植えられた桑の木をマワリックワなどと呼ぶ）。相模原市が発足した1954年の市域内の桑園面積は約600ha超、養蚕戸数が約2,500戸で、繭の生産量について神奈川県の3分の1を占めていた。また、畑では麦類や芋類が中心に生産されていた。しかし、都市化の進行とともに養蚕は急速に衰退し、畑での栽培作物も野菜類と花卉類に主力が移っている。
一方で、東京や横浜という大消費地を控え、養豚や養鶏、酪農という畜産業も盛んに行われた。養豚は、相模原台地南部に続く旧高座郡下の他の各町村と共に大正期以降に盛んとなり、昭和初期にイギリスから導入された「中ヨークシャー種」の豚は高座豚の名で広く知られた。養鶏が特に盛んになったのは1960年代以降である。麻溝台には規模の大きな鶏舎が建てられ、1980年の市内の鶏卵生産額は31億円余りに達した。また1960年代には乳牛の飼育頭数が増え、乳業メーカーへの牛乳出荷が盛んになった。しかし都市化が進行するとともに悪臭の発生などによって経営が困難となり、いずれも衰退している。
市発足以前の1950年当時の農家戸数は総世帯数の約40%を占める約5,500戸で、うち約3,000戸が専業農家であった。しかし都市化の進行とともに農家数は減少を続け、2000年には1,600戸に満たず（総世帯数の1%にも満たない）、専業農家はわずかに155戸となっている。1954年に4,500haを超えた経営耕地面積は、2000年には700ha未満にまで減少している。
現在、旧相模原市域で農業が盛んに行われているのは西部の大沢・田名・麻溝・新磯地区であり、それ以外の区域では住宅や工場の進出が著しい。

### 第二次産業

#### 工業
平らな土地が広がっているので、戦後は工場の進出が進み、内陸工業都市として発展を続けている。1955年に「工場誘致条例」が制定され、工場誘致が進められ、それまでの養蚕、製糸などの手工業から、電気機械、金属製品といった組立加工型工業が多く見られるようになった。内陸工業都市として知られていた相模原市も、昨今では、産業構造転換のあおりを受け、大型工場などの多くが廃業を余儀なくされ、大型マンションや商業地として生まれ変わりつつある。
市としては製造業を引き続き重視しており、さがみはら産業創造センターが「さがみはらロボット導入支援センター」を設置 などしている。

### 第三次産業

#### 商業
市民ニーズに対応できる多様で個性的な商業地を形成する目的で、橋本・相模原・相模大野各駅周辺地区が中心商業地に、淵野辺・上溝・小田急相模原・東林間・古淵各駅周辺の地区が地区中心商業地に位置付けられている。2000年代に入ると、相模大野駅西側、小田急相模原駅東側で再開発が進められ、商業施設や高層マンションが相次いで建設された。また、再開発が一段落した橋本駅周辺でも、さらに超高層マンションの計画や、南側が緊急都市再生地域に指定されたことによる再開発計画が検討されている。
1990年9月に開店した市内唯一の百貨店の伊勢丹相模原店が2019年9月30日限りで閉店したため、川崎市に続き、市内に百貨店が1店もない政令指定都市となっている。
主な商業施設
- 相模大野岡田屋モアーズ

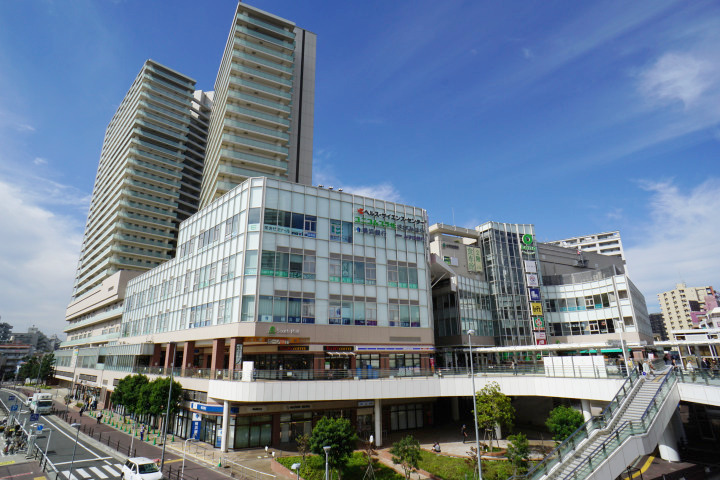
ボーノ相模大野

- イオン橋本店、イオン相模原ショッピングセンター
- ザ・ビッグ相模原西橋本店、相模原東橋本店
- アリオ橋本
- イトーヨーカドー古淵店、相模原店(小田急相模原駅南口)、アリオ橋本店
- コピオ城山、コピオ相模原インター
- スーパーアルプス城山店(コピオ城山内)、塩田店、相模原インター店(コピオ相模原インター内)
- ヨークマート富士見店、田名店
- ダイエー上溝店、津久井店
- グルメシティ光が丘店、淵野辺本町店
- ライフ相模原モール店、相模原駅ビル店、上鶴間店、相模大野駅前店(ボーノ相模大野内)、相模原若松店
- 三和東林間店、相模台店、麻溝店、西橋本店、豊町店、並木店、番田店、相模大野店、東林間西口店、上溝店、富士見店、相模原中央店(グッデイプレイス相模原<旧アイワールド>内)、上鶴間店
- フードワン大野台店、矢部店、淵野辺店
- ロピアミウィ橋本店、相模原島忠ホームズ店
- ベルク相模原宮下本町店
- ヤオコー相模原鹿沼台店、相模原下九沢店、相模原光が丘店
- 相模大野ステーションスクエア
- ボーノ相模大野
- ニトリモール相模原
- ミウィ橋本
- MOVIX橋本
- カインズホーム相模原塩田店、城山店、相模原愛川インター店
- ロイヤルホームセンター相模原橋本店
- ホームセンターコーナン相模原小山店
- コメリ原当麻店、津久井店
- ユニディ相模大野店
- 島忠ホームズ相模原店
- ドン・キホーテMEGA上鶴間店、SING橋本駅前店、MEGA古淵店

### 金融機関
- 横浜銀行 上溝支店、古淵支店、相模大野支店・東林間支店、相模原駅前支店、橋本支店、淵野辺支店、中野支店、相模原駅前支店相模原市役所出張所
- みずほ銀行 相模大野支店、小田急相模原支店、相模原支店、橋本支店
- 三菱UFJ銀行 相模原支店、相模原中央支店、橋本支店
- 三井住友銀行 相模大野支店、相模原支店（かつては神奈川県座間市相模が丘に所在したが、現在は相模大野支店内で営業）
- りそな銀行 相模大野支店、橋本支店
- 静岡銀行 相模大野支店、橋本支店
- スルガ銀行 相模原支店、東林間支店
- 三井住友信託銀行 相模大野支店
- 東日本銀行 相模原支店
- 神奈川銀行 相模台支店
- 山梨中央銀行 相模原支店
- 静岡中央銀行 番田支店
- 群馬銀行 相模原支店
- きらぼし銀行 大沼支店、上溝支店、古淵支店、相模大野支店、相模台支店、相模原支店・相模原法人営業部、田名支店、東林間支店、二本松支店、橋本支店、淵野辺支店、南淵野辺支店、城山支店、相原支店
- 平塚信用金庫 相模台支店、相模野支店、相模原中央支店
- 西武信用金庫 橋本支店、矢部支店
- 城南信用金庫 淵野辺支店
- 山梨信用金庫 橋本支店、相模原中央支店、相模湖支店、津久井支店、城山支店、藤野支店
- 神奈川県医師信用組合 相模原支店
- 神奈川県歯科医師信用組合 相模原支店
- 相愛信用組合 相北支店、津久井湖支店、相模湖支店
- 中央労働金庫 相模原支店、
- 多摩信用金庫 相模原支店、橋本支店
- 相模原市農業協同組合
- 神奈川つくい農業協同組合
- ゆうちょ銀行 橋本店（正式名称はさいたま支店橋本出張所）

### 拠点を置く企業
- ブックオフコーポレーション（本社所在地・創業地、相模原市）
- デュプロ（本社所在地が相模原市）
- AGCマテックス株式会社（本社所在地が相模原市）
- アイダエンジニアリング（本社所在地が相模原市）本社工場、津久井工場
- シュルンベルジェ （本社所在地が相模原市）淵野辺本社テクノロジーセンター
※米国シュルンベルジェ社100%出資日本法人、アジア地域開発・生産拠点
- 住宅情報館（本社所在地が相模原市）
- オハラ（本社所在地及び工場が相模原市）
- 東京衡機（本社所在地が相模原市）
- 富士工業（本社所在地が相模原市）相模原工場
- 三栄ハウス（本社所在地・創業地が相模原市）
- プライムデリカ（本社所在地が相模原市）相模原工場
- ギオン（本社所在地が相模原市）
- 日本電気 相模原事業場、相模原研究所
- 日産自動車 相模原部品センター
- 東プレ 相模原事業所
- SWCC 相模原事業所
- 三菱重工業 相模原製作所
- 三菱電機 鎌倉製作所相模工場、システム基盤工場
- TOPPAN 相模原工場
- マイクロンメモリジャパン 開発センター
- 東急建設 技術研究所
- 東横化学 相模原事業所
- ユニリーバ・ジャパン 相模原工場
- 日本山村硝子 東京工場
- スリーエム ジャパン 相模原事業所
- 横河レンタ・リース テクニカルセンター（相模原・南橋本）
- エヌケイエス（本社所在地が相模原市）
- ヤマダコーポレーション相模原工場
- 大和製罐 東京工場、総合研究所、技術開発センター
- カヤバ 相模工場（旧社名：カヤバ工業）
- ニコン 相模原製作所
- 日本板硝子 相模原事業所
- すかいらーく 相模原マーチャンダイジングセンター
- アマノ 津久井事業所
- スリーボンド高分子株式会社 相模原工場
- わらべや日洋相模原工場・デザート工場
- ニッセイデリカ相模原工場
- オギノパン本店兼工房
- スポーツクラブ相模原
- タカハシ（衣料品チェーン）
- 小田急保険サービス（保険代理業）

以前拠点を置いていた企業
- ノジマ（相模原市が創業の地、現在は横浜市に移転）
- アイワールド
- 日本金属工業（現在はアリオ橋本などが進出している）
- 帝人デュポンフィルム（現在はコーナン相模原小山モールなどが進出している）
- 日本マランツ（現：株式会社ディーアンドエムホールディングス）本社及び工場が相模原市にあった。（解体されマンションが建っている）
- ペイントハウス（東京都多摩市に移転）
- 新日鉄エンジニアリング （現在は物流センターが建っている）
- セントラル自動車（宮城県大衡村に移転）
- アイティティキャノン（工場が相模原市にあり、音響機器用コネクタを生産していた。神奈川県座間市に移転）
- 横河電機相模原事業所
- カルピス 商品開発研究所、健康・機能性食品開発研究所、基礎研究フロンティアラボラトリー
- キャタピラージャパン（旧社名：新キャタピラー三菱） 相模事業所、相模開発センター（現在はGLP ALFALINK相模原が建っている）
- 小田急リゾーツ（かつて本社を置いていたが、2021年に小田原市に移転）

## 情報・通信

### マスメディア

#### 新聞社
- 在京6紙（朝日、毎日、読売、日経、産経、東京）に加え、神奈川新聞、相模経済新聞などが購読できる。

#### 放送
テレビ
- 合併前の旧相模原市内と旧城山町内の大半で在京5局が東京スカイツリーからの電波で、tvkが横浜局からの電波で受信可能、その他の地域でも各中継局からの電波で視聴可能である。 [24]

ケーブルテレビ
- ジュピターテレコム（J:COM 相模原・大和）

日本最大のケーブルテレビ局である同社が、合併前の旧相模原市全域と城山町の一部をサービスエリアとしていたが、現在は相模原市全域にサービスエリアを拡大した。
ラジオ
- AM放送ではNHKラジオ第1・第2・TBSラジオ・文化放送・ニッポン放送に加えラジオ日本が、FM放送ではNHK-FM放送・TOKYO FM・エフエム横浜・コミュニティFMであるエフエムさがみ（相模原市のコミュニティーFM、町田市を始め周辺各都市でも受信できる）が聴取可能である。

## 生活基盤

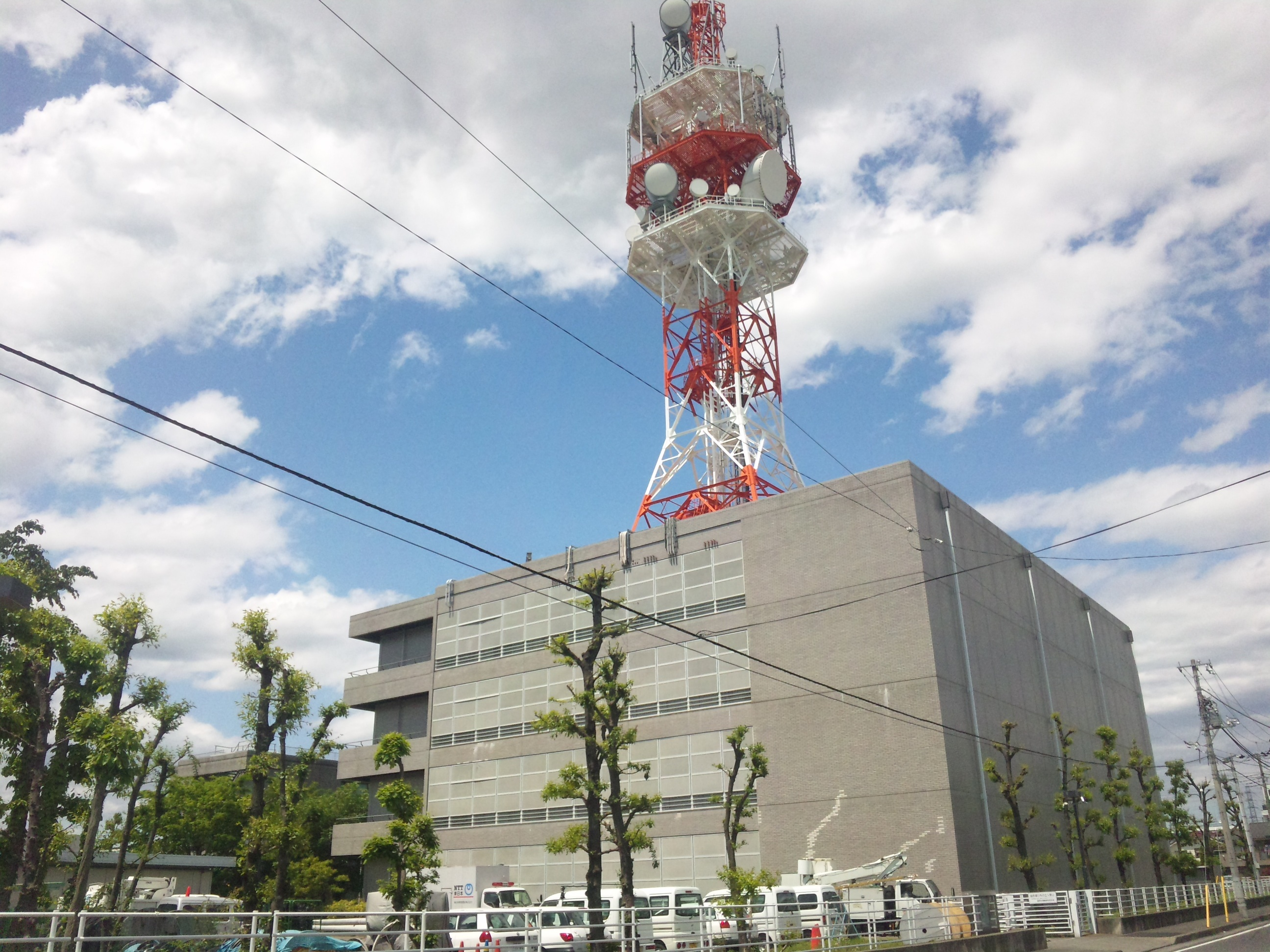
NTT東日本相模原ビル

### 電力
- 東京電力

### ガス
- 東京ガス

### 上下水道
- 神奈川県企業庁

### 電信
- NTT東日本 NTT東日本-南関東東京事業部東京西支店

## 教育

### 大学
国立
- 総合研究大学院大学 相模原キャンパス

私立
- 青山学院大学相模原キャンパス
- 麻布大学
- 桜美林大学PFC（プラネット淵野辺キャンパス）
- 北里大学相模原キャンパス
- 相模女子大学
- 女子美術大学相模原キャンパス

### 短期大学
私立
- 相模女子大学短期大学部
- 和泉短期大学

### 高等学校
相模原市では、学校教育法に規定する高等学校、中等教育学校後期課程、高等専門学校及び専修学校高等課程に在学する者を対象に、「相模原市奨学金条例」に基づく奨学金制度がある。なお、かつての奨学金は返還義務のある貸与型であったが、2018年度入学者以降の奨学金は給付型となった。

#### 県立
- 神奈川県立相原高等学校（緑区）
- 神奈川県立橋本高等学校（緑区）
- 神奈川県立相模原城山高等学校（緑区）
- 神奈川県立津久井高等学校（緑区）
- 神奈川県立上溝高等学校（中央区）
- 神奈川県立相模原高等学校（中央区）
- 神奈川県立上溝南高等学校（中央区）
- 神奈川県立相模原弥栄高等学校（中央区）
- 神奈川県立相模田名高等学校（中央区）
- 神奈川県立神奈川総合産業高等学校（南区）
- 神奈川県立麻溝台高等学校（南区）
- 神奈川県立上鶴間高等学校（南区）

#### 私立
- 麻布大学附属高等学校
- 相模原高等学校 (私立)
- 自然学園高等学校※通信制キャンパス

### 中高一貫校

#### 県立
- 相模原中等教育学校

#### 私立
- 相模女子大学中学部・高等部
- 東海大学付属相模高等学校・中等部

### 幼稚園・小学校・中学校
幼稚園・小学校・中学校については各区の記事を参照。
- 緑区
- 中央区
- 南区

### 特別支援学校

#### 県立
- 神奈川県立相模原支援学校（南区）
- 神奈川県立相模原中央支援学校（中央区）
- 神奈川県立津久井支援学校（緑区）

### インターナショナルスクール
- LCA国際小学校[26]（教育特区である相模原市に設立された日本初の株式会社立小学校）

### 小中高一貫校
- シュタイナー学園初等部・中等部・高等部

### 認定こども園

#### 幼稚園型認定こども園
- 認定こども園田名幼稚園
- 認定こども園ひばりっ子クラブ

### 学校教育以外の施設

#### 自動車教習所
- 相模中央自動車学校
- 相模湖自動車教習所
- 橋本自動車学校
- セパルライディングスクール橋本

#### 公立保育所（相模原市立）
- 麻溝台保育園
- 田名保育園
- 南大野保育園
- 相模原保育園
- 東林保育園
- 大沼保育園
- 南上溝保育園
- 陽光台保育園
- 谷口保育園
- 大沢保育園
- 上矢部保育園
- 相原保育園
- 文京保育園
- 古淵保育園
- 麻溝保育園
- 新磯保育園
- 相武台保育園
- 中野保育園
- 津久井中央保育園
- 串川保育園
- 串川東部保育園
- 青野原保育園
- 青根児童保育園
- 鳥屋児童保育園
- 与瀬保育園
- 内郷保育園
- 千木良保育園
- 城山中央保育園
- 城山西部保育園
- 日連保育園

## 交通

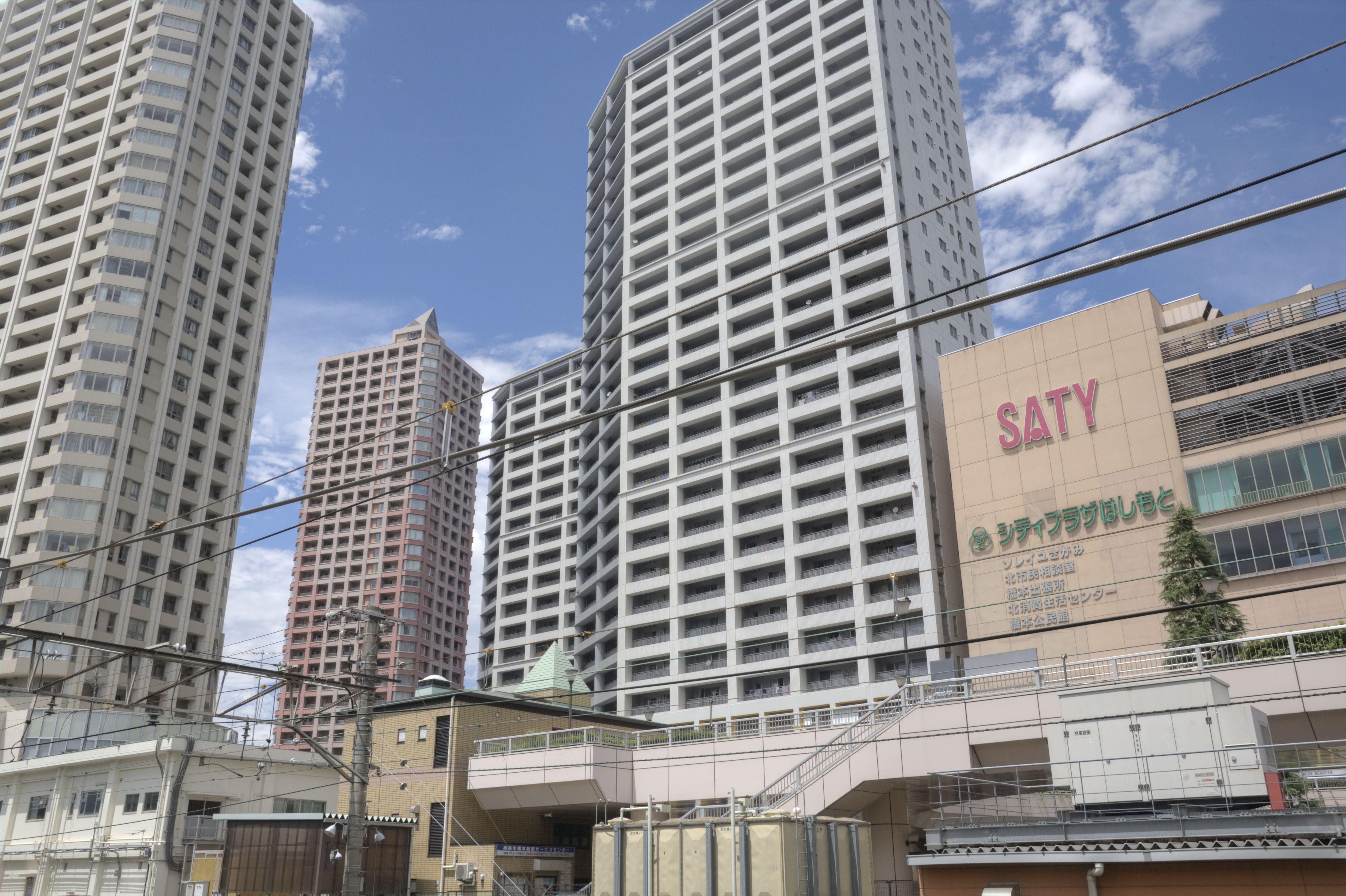
橋本駅はJR横浜線、相模線及び京王相模原線が通る。

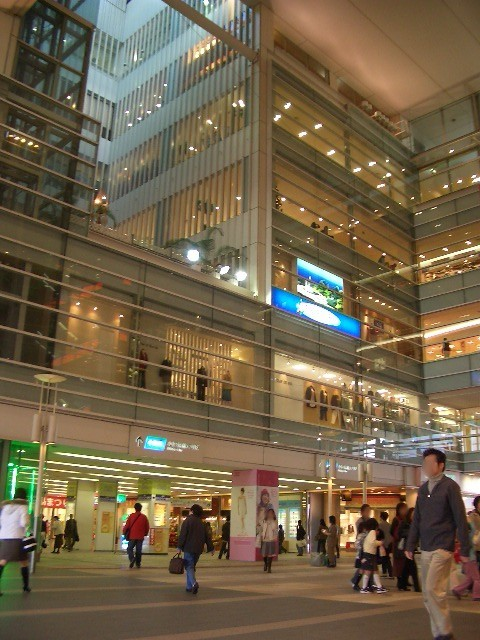
相模大野駅は小田急小田原線及び江ノ島線が分岐する。

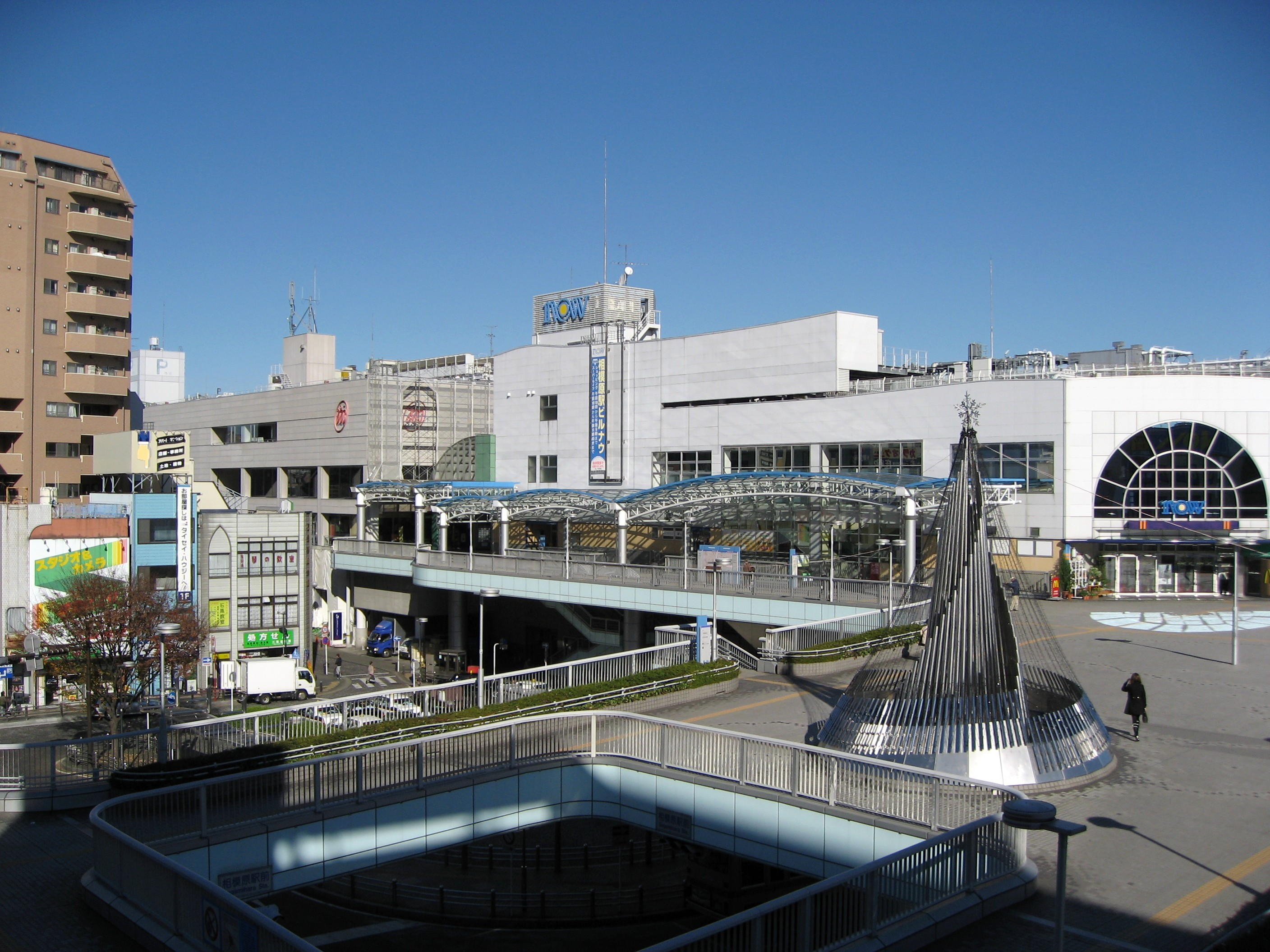
JR横浜線が通る相模原駅は相模原市役所の最寄駅である。

### 鉄道
東日本旅客鉄道（JR東日本）
- 横浜線
  - （町田駅） - 古淵駅 - 淵野辺駅 - 矢部駅 - 相模原駅 - 橋本駅

町田駅の正式な所在地は東京都町田市であるが、駅舎は都県境を跨いでおり、駅設備の一部は相模原市が管理している[27][28]。
- ■ 相模線
  - 相武台下駅 - 下溝駅 - 原当麻駅 - 番田駅 - 上溝駅 - 南橋本駅 - 橋本駅
- 中央本線
  - 相模湖駅 - 藤野駅

京王電鉄（京王）
- 相模原線
  - 橋本駅

小田急電鉄（小田急）
- 小田原線
  - 相模大野駅 - 小田急相模原駅
- 江ノ島線
  - 相模大野駅 - 東林間駅

中心となる駅：相模原駅

#### 主要部へのアクセス
日中の東京・横浜方面への所要時間は以下のとおりである。なお、朝夕の通勤時間帯には5〜25分程度所要時間が余計にかかる場合もある。なお、ここでは中心市街地と認定されている地区の駅である橋本駅と相模大野駅を取り上げる。
橋本駅
- 東京方面
  - 橋本 - 新宿（京王相模原線 特急で37分）
  - 橋本 - 明大前乗換 - 渋谷（京王線特急+京王井の頭線急行で約40分 ※乗換時間を含む）
  - 橋本 -新宿乗換- 東京（京王線特急+JR中央線快速電車で約55分 ※乗換時間を含む）
  - 橋本 - 笹塚乗換 - 本八幡・京成八幡乗換 - 成田空港（京王線特急+京王新線・都営線急行+京成本線特急で約2時間20分 ※乗換時間を含む）
- 横浜方面
  - 橋本 - 新横浜（JR横浜線快速で約35分）
  - 橋本 - 横浜（JR横浜線快速で約45分）

相模大野駅
- 東京方面
  - 相模大野 - 新宿（小田急線快速急行で約35分）
  - 相模大野 - 下北沢乗換 - 渋谷（小田急線快速急行+京王井の頭線急行で約35分 ※乗換時間を含む）
  - 相模大野 - 新宿乗換- 東京（小田急線快速急行+JR中央線快速電車で約60分 ※乗換時間を含む）
- 横浜方面
  - 相模大野 - 町田乗換 - 新横浜（JR横浜線快速で約30分 ※乗換時間を含む）
  - 相模大野 - 大和乗換 - 新横浜（小田急江ノ島線快速急行+相鉄本線・相鉄新横浜線特急で約30分 ※乗換時間を含む）
  - 相模大野 - 大和乗換 - 横浜（小田急江ノ島線快速急行+相鉄本線特急で約35分 ※乗換時間を含む）

#### 鉄道計画
- 東海旅客鉄道
  - リニア中央新幹線の品川・名古屋間が2027年以降に開業予定。2013年9月に詳細なルートが公表された。神奈川県内の駅が橋本駅の南側、神奈川県立相原高等学校の旧校地[注釈 14] に、車両基地が緑区鳥屋に設置される。相模原市内は車両基地付近、相模川（小倉橋）付近、道志川（緑区青山）付近を除いて全線地下で敷設されるが、深度40メートル以内のため、「大深度地下の公共的使用に関する特別措置法」は適用されない。リニア新駅設置と連動して東海道新幹線新駅を倉見駅に誘致する計画が神奈川県主導で行われている。なお、相模原駅周辺の二つの地区自治会連合会から米軍補給廠跡地を活用した相模原駅への誘致を求める要望書が提出されていたが、米軍補給廠は全面返還されるわけではないため非現実的であり[29]、相模原駅案は立ち消えとなっている[30]。
- 小田急電鉄
  - 小田急多摩線が、東京都多摩市にある現在の多摩線の終着駅である唐木田駅から相模原駅を経由して、上溝駅まで延伸する計画がある。この計画が実現すれば、小田急小田原線、小田急江ノ島線、京王相模原線と共に都心西部に繋がる動脈になる。また、相模原駅で横浜線と交差する場合には在日米軍基地相模総合補給廠を縦貫しなければならないが、想定しているルート（旧県道上溝立川線）については2014年9月30日、日本に返還された。上溝から先、愛川町方面まで延伸する構想もある。小田急多摩線が延伸すると、小田急電鉄の全ての路線が相模原市を通ることになる。
- 東日本旅客鉄道
  - 横浜線の橋本駅から矢部駅までのうち、相模原駅を中心とする3.7kmを対象とした連続立体交差化の計画がある[31]。
  - 相模線で、上溝駅と南橋本駅との間に作ノ口駅、相武台下駅と下溝駅との間に上磯部駅の設置が検討されている。また、全線にわたる複線化と編成車両数の増強への要望があるが、橋本駅付近の立体交差（ふれあい立体）や上溝駅新駅舎は複線化を考慮しない構造で設計されるなど実現の目途は立っていない。

計画が中止になった鉄道路線
- 南津電気鉄道
  - 1924年、南多摩郡多摩村関戸（現在の聖蹟桜ヶ丘駅）から絹の道鑓水地区を経由して津久井郡川尻村（旧・城山町）までを結ぶ南津電気鉄道（南津は「南多摩郡」の「南」と「津久井郡」の「津」の意）の敷設も計画された。東京都八王子市の『絹の道資料館』近くには「鑓水停車場」と書かれた石碑が建っている。
- 相武電気鉄道
  - 1927年、相武電気鉄道が設立され、鶴川駅から淵野辺駅・上溝駅を経由して、田名方面まで鉄道を建設する免許を取得し、（神奈川県道・東京都道57号相模原大蔵町線とほぼ並行している）第1期線である淵野辺 - 田名間で工事に着工したが、恐慌による資金難によって断念し、解散を余儀なくされてしまった。
- 西武多摩川線
  - 1960年代に、西武多摩川線は、多摩ニュータウンへのアクセス路線として是政から多摩川を渡り、多摩ニュータウンを経て橋本まで延長する計画があったが、都心との連絡に当時輸送力が逼迫した中央線を経由する必要があったため、この計画は中止となった。
- 小田急多摩線城山中央延伸計画
  - 小田急多摩線は、当初多摩センターから京王線の北側を通り、橋本で横浜線と直交し、旧・城山町の城山中央駅（仮称）まで延伸する計画で、1966年に免許を取得したが、京王線と平行し、採算が取れない可能性が非常に高かったため、1987年に免許を失効させた。
- 京王相模原線相模中野延伸計画
  - 京王相模原線は、橋本駅より旧・津久井郡方面の相模中野（緑区中野、計画当時は津久井町）周辺まで延伸する計画があり、小田急と同じく1966年に免許を取得し用地買収も進めていたが、建設を断念、1988年に免許を失効させた。なお、相模原市のウェブサイトには、合併後のマスタープランにこの計画に関する記事が掲載されていたが、その後削除されている[32]。また、神奈川県鉄道輸送力増強促進会議 の要望書に対して、京王電鉄は上下分離方式 での延伸に含みを残すものの「単独での建設は極めて困難」と回答しており、橋本駅開業時に京王帝都電鉄（当時）と共に用地買収を行った不動産業者も京王線橋本駅の延長線上に自社ビルを建てたり、京王も国道413号線沿いに路線用地として確保していた土地の大半を売却したりしたため、京王電鉄単独での延伸計画は中止となった。代替として津久井広域道路を活用した急行バスを橋本駅から運行させる案が浮上している。
- 相模原新交通（仮称）
  - 相模原市が主体となって、相模大野駅を基点とし、麻溝台を経由し、原当麻駅に至る新交通システムの導入が検討されていた[33]。当初はバス・ラピッド・トランジット（BRT）の導入を検討していたが、沿線住民の反対意見が多く撤回した。
  - 上記の経緯を踏まえて相模原市は「新しい交通システム導入検討委員会」を新たに設置し、交通形態の選定について引き続き協議していたが、相模原市行財政構造改革プラン（令和3年4月策定）に基づき計画は廃止された。

### バス

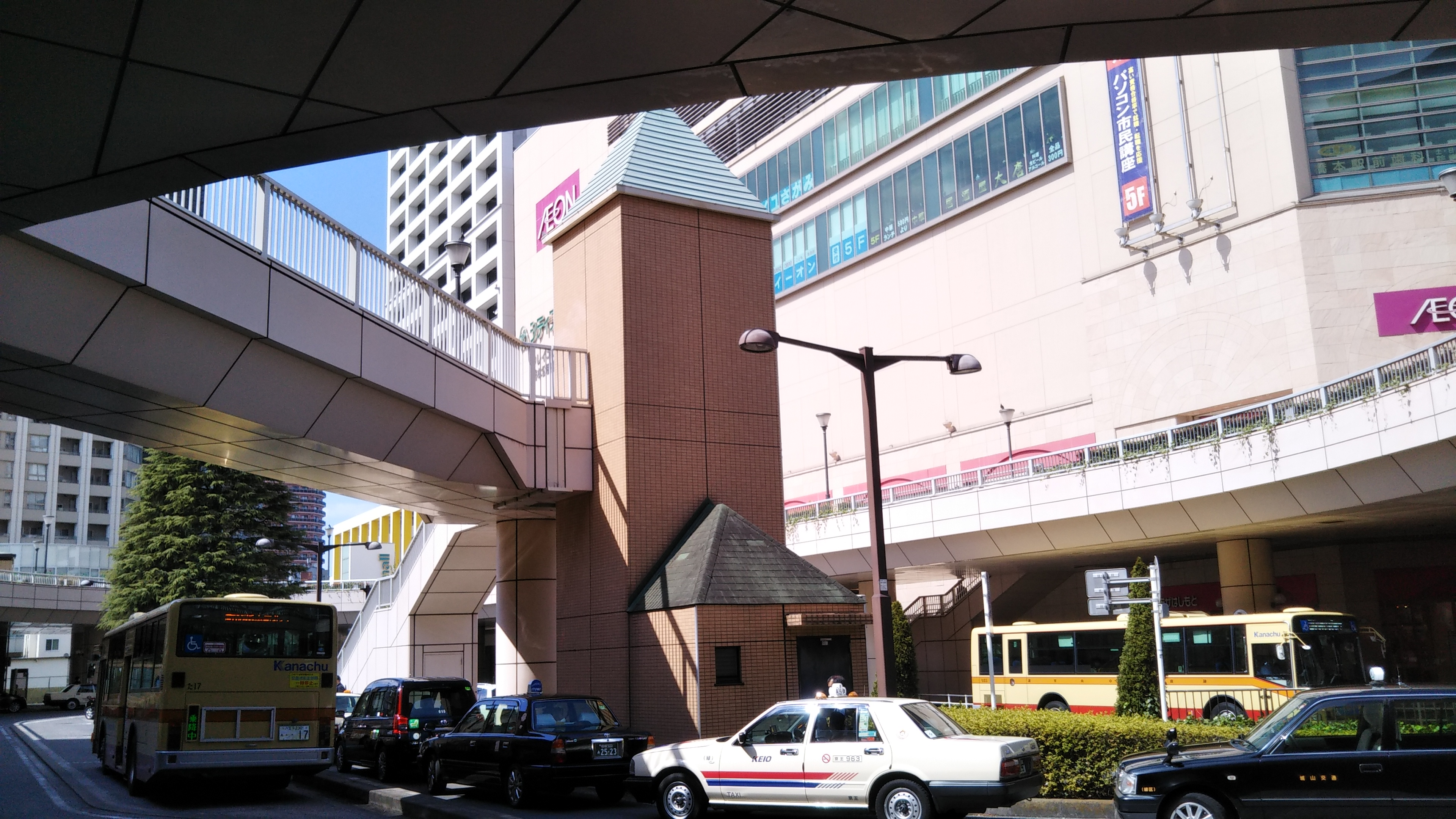
橋本駅北口バスターミナル

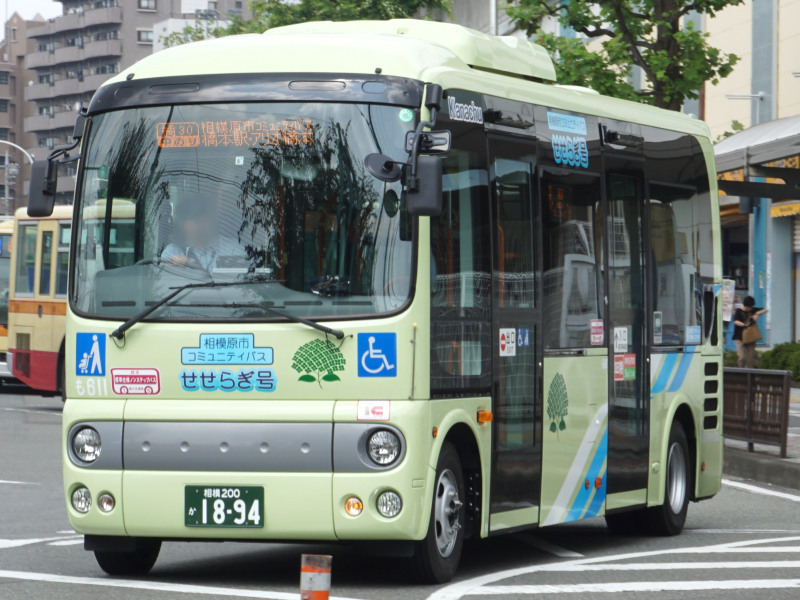
相模原市コミュニティバス「せせらぎ号」

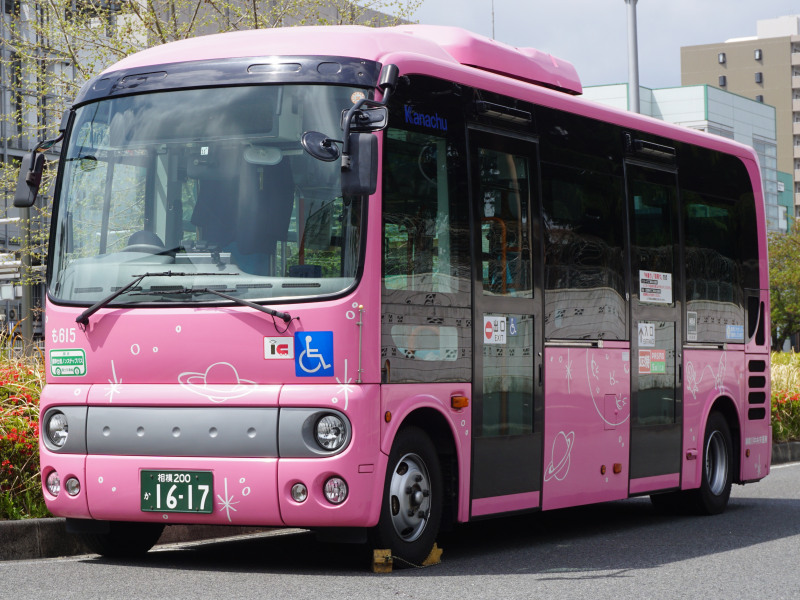
大野北地区コミュニティバス「ピンくる号」

#### 路線バス
一般路線乗り入れ事業者
- 神奈川中央交通多摩営業所
- 神奈川中央交通町田営業所
- 神奈川中央交通相模原営業所
- 神奈川中央交通大和営業所
- 神奈川中央交通厚木営業所
- 神奈川中央交通橋本営業所
- 神奈川中央交通津久井営業所
- 神奈中タクシー相模原営業所
- 京王バス南大沢営業所
- 富士急バス上野原営業所

市内のほぼ全域を神奈川中央交通（神奈中）がカバーしているが、橋本駅北口に京王バスが、藤野駅に富士急バスが、どちらもわずかながら乗り入れている。過去には小田急バスが市内に乗り入れていた時期も存在するほか、相模鉄道（現・相鉄バス）と小田急電鉄（現・小田急ハイウェイバス）は戦時中に相模原市内で乗合バス事業を行っていたが、当時の東海道乗合自動車（現：神奈川中央交通）への路線譲渡によって相模鉄道は1944年に、小田急電鉄は1951年までに撤退している。
地方公営企業（市交通局）としての公営交通の運行実績はなく、今後も新規の開設予定はない。自治体バスは旧津久井町から引き継ぎ、根小屋方面循環線「やまびこ号」（詳細は神奈川中央交通津久井営業所#廃止・移管路線を参照）として運行していたが、2014年4月1日付けで廃止され、同日運行開始の根小屋地区乗合タクシーに代替された。

相模原市が運行するコミュニティバスは、橋本地区の「せせらぎ号」（橋30系統 アリオ橋本 - 橋本駅南口‐北の丘センター‐相模川自然の村）、大野北地区の「ピンくる号」（淵40系統 矢部駅・相模野病院前 - 淵野辺駅北口 - 大野北地区）があり、いずれも神奈川中央交通橋本営業所を経て、2024年10月より神奈中タクシー相模原営業所に運行委託している。
市内路線の乗車方式は武相運賃地域の対キロ制で、周辺地域と同様にほとんどが運賃後払い・整理券方式の中乗り前降りであるが、一部に前払い（前乗り中降り）の路線がある。また、市内を走る路線バスでは非接触型交通系ICカードであるPASMOとSuicaが使用できる。
2003年9月からは市内の相模大野駅北口～相模原公園入口交差点間と上溝交差点～田名坂上付近でバスの定時性、定速性確保のため、PTPS（公共車両優先システム）が導入されており、交差点手前の光ビーコンが車載器を搭載したバスの接近を感知し、導入区間内では赤信号の短縮または青信号の延長といった信号機の制御を実施している。
2021年1月からは市内初となる連節バスが、橋本駅南口と相模原協同病院間を結ぶ急行路線で導入された。
バスターミナル
旧市内を走るバス路線の多くは相模大野駅、JR相模原駅、橋本駅、淵野辺駅、上溝、小田急相模原駅、田名バスターミナル、座間市内の相武台前駅をターミナルとして、それぞれの駅相互間や市内中部域などへ路線を運行して鉄道の空白を補完している。また、北里大学病院・北里大学も各駅発着路線の交通結節点の機能を持つ。以前は旧上溝（現：上溝中央バス停）や国立相模原病院にもターミナル機能があったが、バス路線の再編によってターミナルとしての役割は大幅に低下した。一方で、橋本駅、淵野辺駅、古淵駅などからは東京都町田市中部および西部や八王子市南部付近をエリアとする路線も発着しているほか、境川沿いを中心とした町田市との境界付近では、町田街道を走行する町田 - 橋本駅・淵野辺駅などの町田駅発着路線や橋本駅 - 相原駅 - 法政大学・大戸などの路線も利用される。
原当麻駅、北里大学病院・北里大学、光が丘一丁目、上溝、小田急相模原駅、相武台前駅では、2003年12月に旧相模原市内において路線再編が実施され、それに伴って2008年11月より対象系統の指定停留所間を利用する場合に限って乗り継ぎ割引が導入された。現金、PASMO及びSuica、回数券での支払いに限り、1台目のバス降車時に乗務員へ乗り継ぐ旨を申告し、運賃を支払って紙式の「バス乗り継ぎ乗車証」を受け取り、2台目のバス降車時に「バス乗り継ぎ乗車証」を提示し、割引運賃を支払うと、大人100円、小児50円が割引されていたが、2023年6月30日をもって割引制度が廃止された。2014年4月1日には田名バスターミナル開業に伴う路線再編のため、田名バスターミナルでもPASMO及びSuicaで利用する場合に適用される乗り継ぎ割引が導入されたが、こちらは2023年7月以降も制度を継続している。

#### 都市間バス
市外への長距離路線としては、淵野辺駅から上溝・田名を経て愛川町の半原へ向かう路線や、橋本駅より八王子駅、本数は少ないものの相模原駅から南大沢駅を抜け聖蹟桜ヶ丘駅（東京都多摩市）へ抜ける路線などが運行されている。以前はJR相模原駅および上溝、原当麻駅、相模大野などから本厚木駅（座間経由および依知経由）や愛川町役場へ向かう路線も運行されていたが、数次の路線再編によって座間経由本厚木行きの路線や愛川町役場行きの路線は廃止、依知経由本厚木線は短縮されて原当麻駅からの発着となっている。
緑区の旧津久井郡地域では、橋本駅より旧城山町・津久井町への路線を数多く運行しているほか、緑区三ケ木（みかげ）に置かれた営業所（津久井営業所）をターミナルとして、相模湖駅、愛川町半原、清川村宮ヶ瀬などを結ぶ路線を運行している。また、旧藤野町域では藤野駅からの路線が主体となる。かつては三ヶ木から八王子駅、本厚木駅、平塚駅などへの長距離路線が運行されていた。1999年、不採算路線維持のために津久井神奈交バスが設立され、主に三ヶ木以西の路線が移管された。2002年以降、津久井営業所管内で数次にわたる路線の再編・廃止が進み、2004年9月には大幅な路線再編が行われた。2005年4月に神奈川中央交通は津久井営業所を相模原営業所に統合、および津久井神奈交バスに全面委託し、三ヶ木操車場・城山操車所に再編している。2017年1月には神奈川中央交通グループの乗合バス事業再編に伴い、委託先が津久井神奈交バスから神奈川中央交通西に変更となった。

#### 空港リムジンバス・高速バス
相模大野駅及び相模大野立体駐車場から、羽田空港（神奈川中央交通・京浜急行バス）および成田空港（神奈川中央交通・京成バス）へ、それぞれ空港連絡バスが頻発して運行されており、成田空港便の一部は橋本駅にも乗り入れる。
また、都市間高速バスとして、昼行高速バスは中央道相模湖（相模湖バスストップ）にバスタ新宿と山梨県方面を結ぶ中央高速バスの各路線が、橋本駅に富士急ハイランド・河口湖駅行が、相模大野駅に東京ディズニーリゾート行がそれぞれ乗り入れ、夜行高速バスは橋本駅に京都・大阪・神戸行（南海バス）が乗り入れる。

### 道路

#### 高速道路
- E20 中央自動車道：相模湖東出口 - 相模湖IC -（藤野PA）（中日本高速道路）
- C4 圏央道：相模原愛川IC - 相模原IC

#### 国道
- 国道16号（東京環状）※
- 国道20号（甲州街道）※
- 国道129号（大山道）
- 国道412号（津久井道）
- 国道413号（津久井街道・道志みち）
※印のものは相武国道事務所の管轄である（そのほかは政令市である相模原市による管理）。

#### 県道
- 神奈川県道35号四日市場上野原線
- 神奈川県道46号相模原茅ヶ崎線
- 神奈川県道48号鍛冶谷相模原線
- 神奈川県道51号町田厚木線（行幸道路）
- 神奈川県道52号相模原町田線（北里通り）
- 神奈川県道54号相模原愛川線
- 神奈川県道・東京都道57号相模原大蔵町線（芝溝街道）
- 神奈川県道60号厚木津久井線
- 神奈川県道63号相模原大磯線
- 神奈川県道64号伊勢原津久井線（宮が瀬レイクライン）
- 神奈川県道65号厚木愛川津久井線（旧津久井街道）
- 神奈川県道76号山北藤野線
- 神奈川県道502号淵野辺停車場線（こと座通り）
- 神奈川県道503号相模原立川線
- 神奈川県道504号相模原停車場線（さがみ夢大通り）
- 神奈川県道505号橋本停車場線
- 神奈川県道506号八王子城山線
- 神奈川県道507号相武台相模原線（村富線）
- 神奈川県道508号厚木城山線（旧大山道、旧国道129号）
- 神奈川県道509号相武台下停車場線
- 神奈川県道510号長竹川尻線
- 神奈川県道511号太井上依知線
- 神奈川県道513号鳥屋川尻線
- 神奈川県道514号宮ヶ瀬愛川線
- 神奈川県道515号三井相模湖線
- 神奈川県道516号浅川相模湖線
- 神奈川県道517号奥牧野相模湖線
- 神奈川県道518号藤野津久井線
- 神奈川県道519号相模湖停車場線
- 神奈川県道520号吉野上野原停車場線
- 神奈川県道521号佐野川上野原線
- 神奈川県道522号棡原藤野線
- 神奈川県道523号藤野停車場線
- 神奈川県道525号府中相模原線

#### 林道
- 早戸川林道
- 荒井林道
- 奥野林道
- 伊勢沢林道
- 東南林道
- 神の川林道

#### 緑道
- 相模緑道緑地

灌漑用水路（畑かん水路）の「東幹線用水路」と「東幹線用水路大野支線」を歩行者と自転車のみ通行可能な遊歩道・緑道として神奈川県が整備（当時）。隣接する大和市の大和歩行者専用道から続いており、相模原市内では延長約10.5kmである。
- さがみの仲よし小道

相模緑道緑地と同様に灌漑用水路「西幹線用水路」を遊歩道・緑道として整備。計画延長約5kmのうち2004年時点で約3.5kmが整備済みである。座間市にもまたがる。名称は一般公募による。

#### 道路計画
建設中および計画中
- 津久井広域道路

旧相模原市域と旧津久井郡4町を結ぶ道路で、国道412および413号線のバイパス機能も担う。圏央道（さがみ縦貫道路）のアクセス道路として建設が進められ、橋本五差路 - 根小屋（県道65号線との交点）間と勝瀬橋付近（旧勝瀬橋の架け替えに伴う）では既に部分供用されている。ルートは国道16号線橋本五差路から新小倉橋を通り、圏央道（さがみ縦貫道路）相模原ICにアクセスし、国道412号線、国道413号線と交差し、勝瀬橋を通って中央道相模湖IC付近に接続する予定となっている。しかし、都市計画道路城山津久井線を延長する形で区間に組み入れられた根小屋（県道65号線との交点） - 青山（国道412号線との交点）以西は都市計画決定されていない。

## 観光

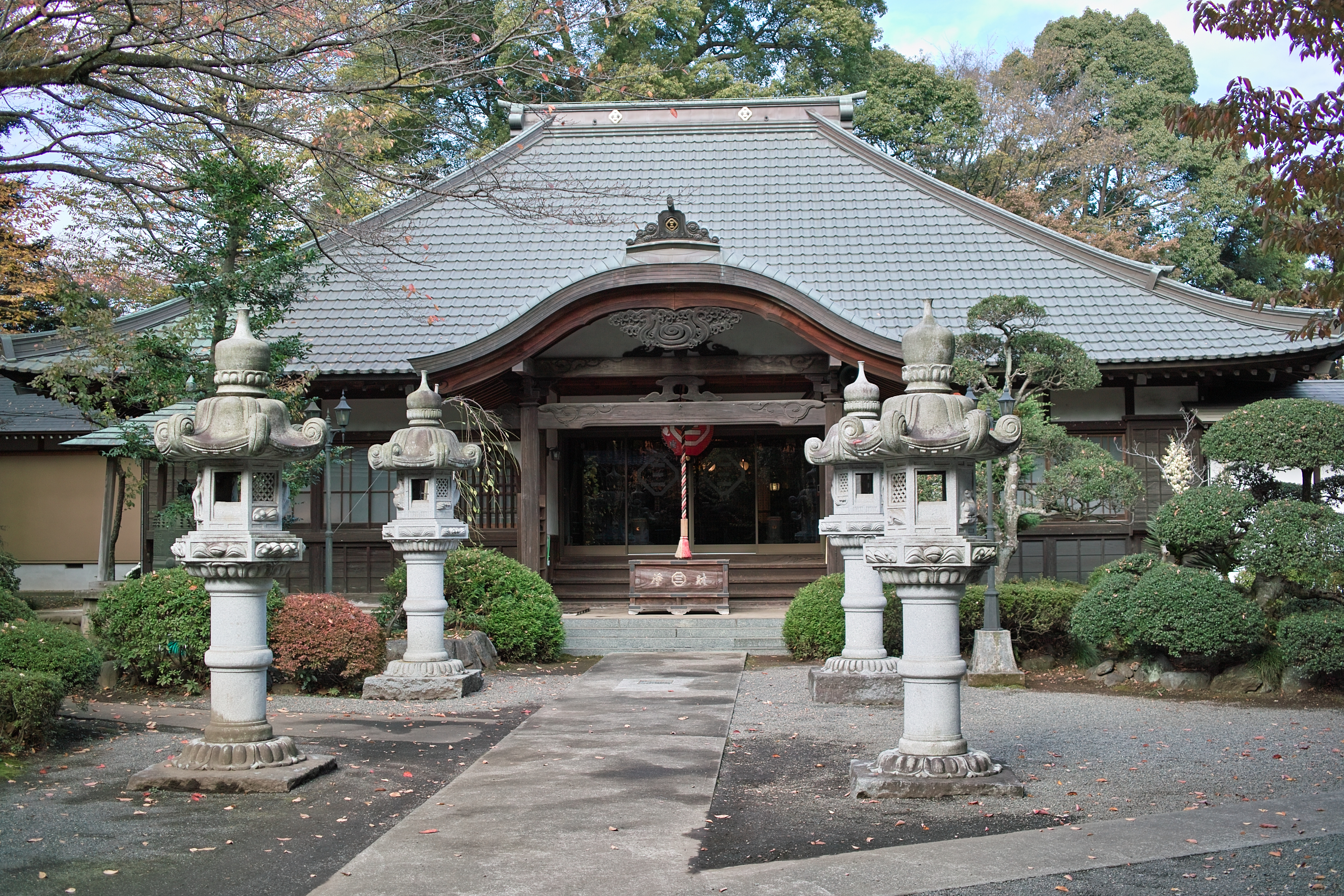
無量光寺

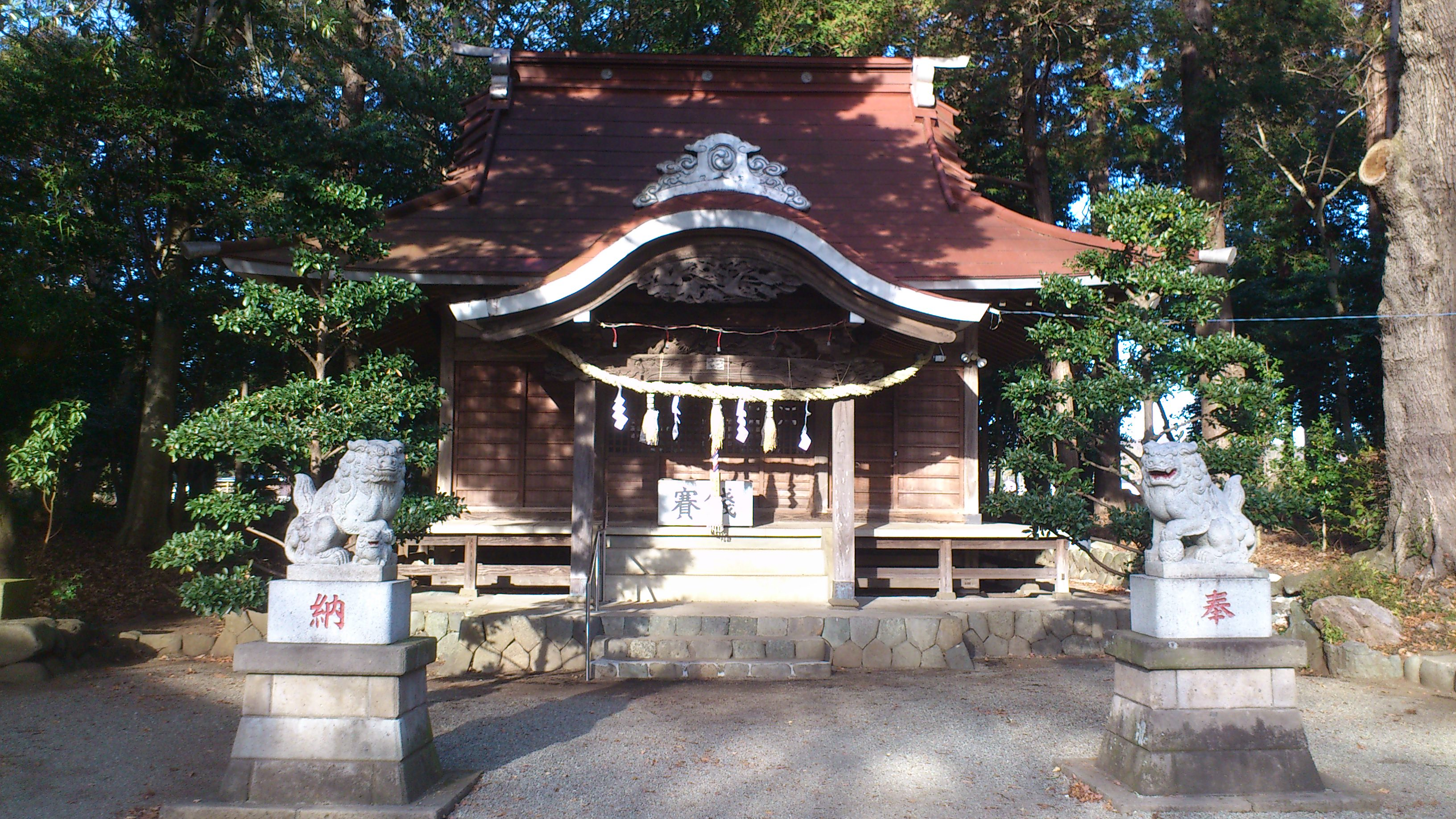
諏訪明神

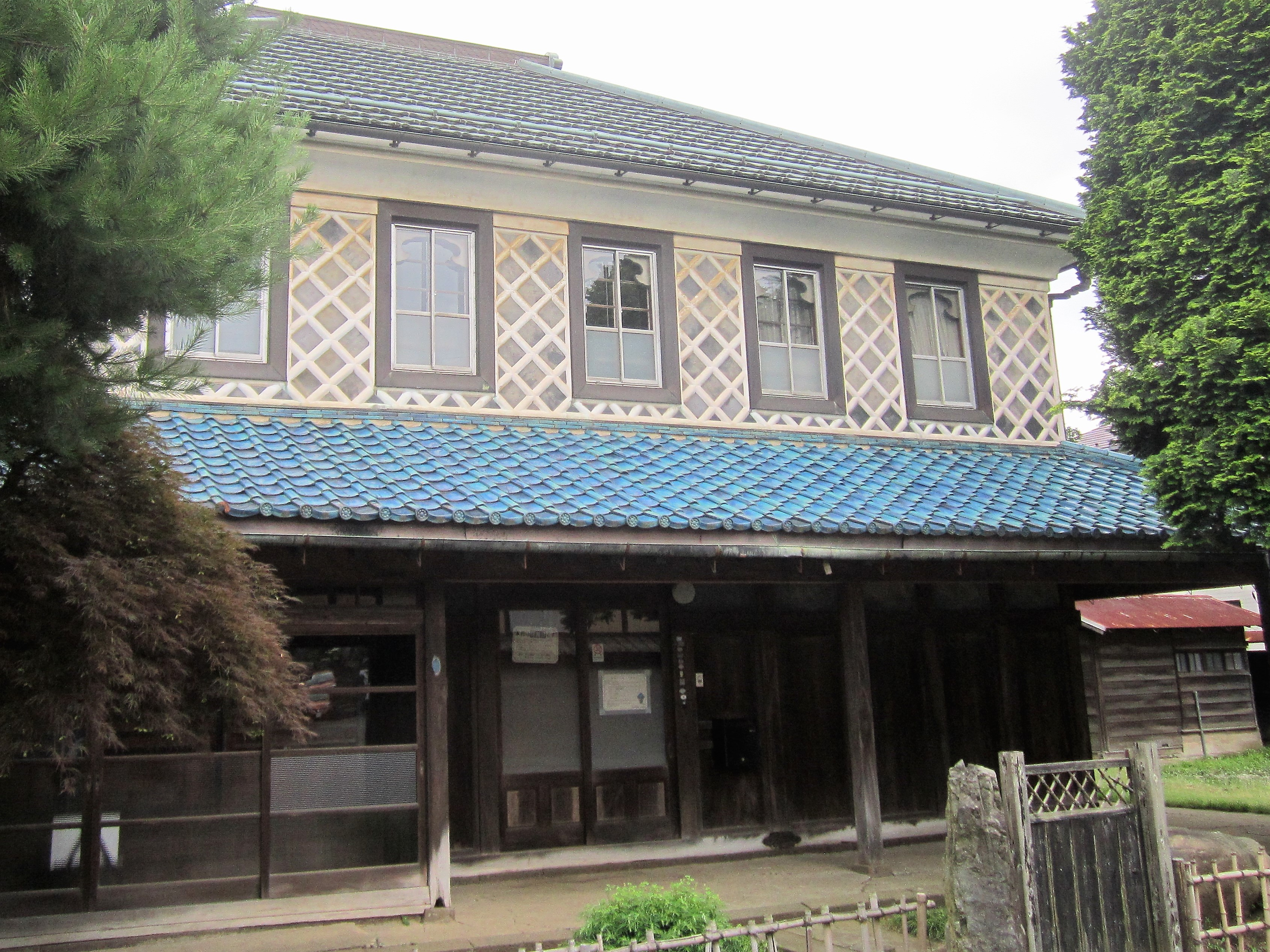
旧中村家住宅

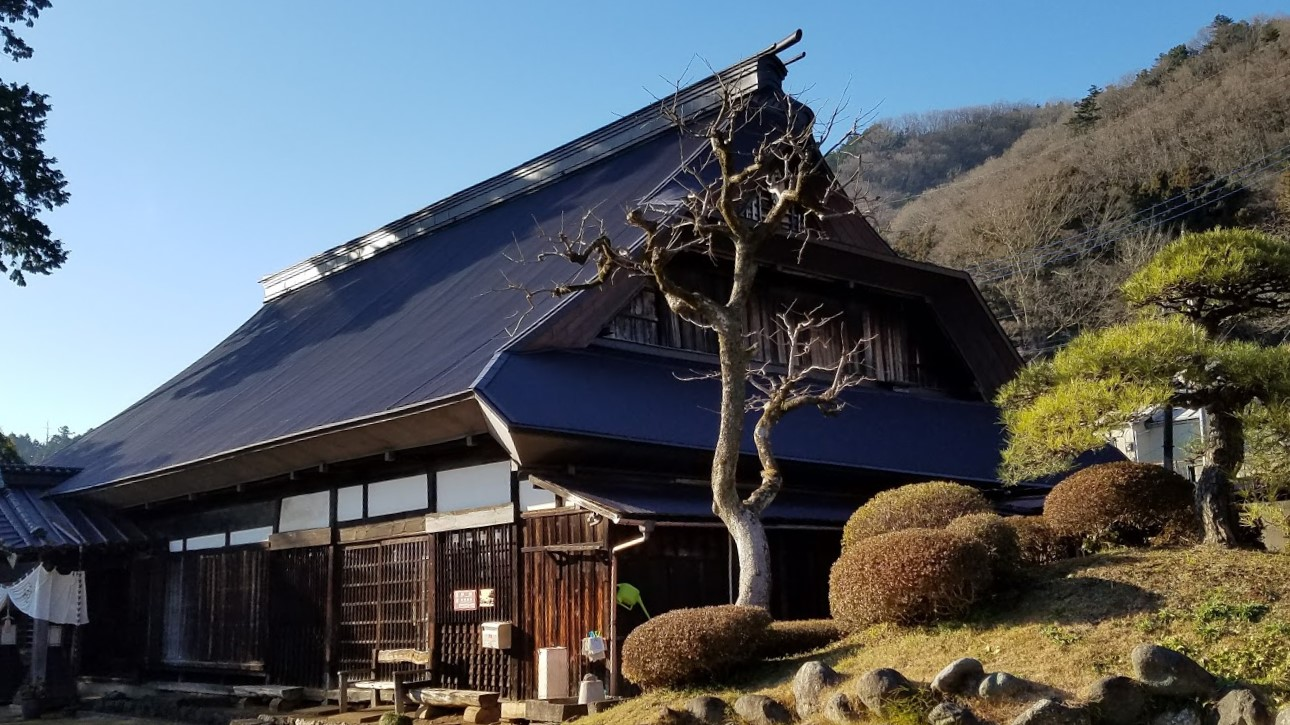
小原宿本陣

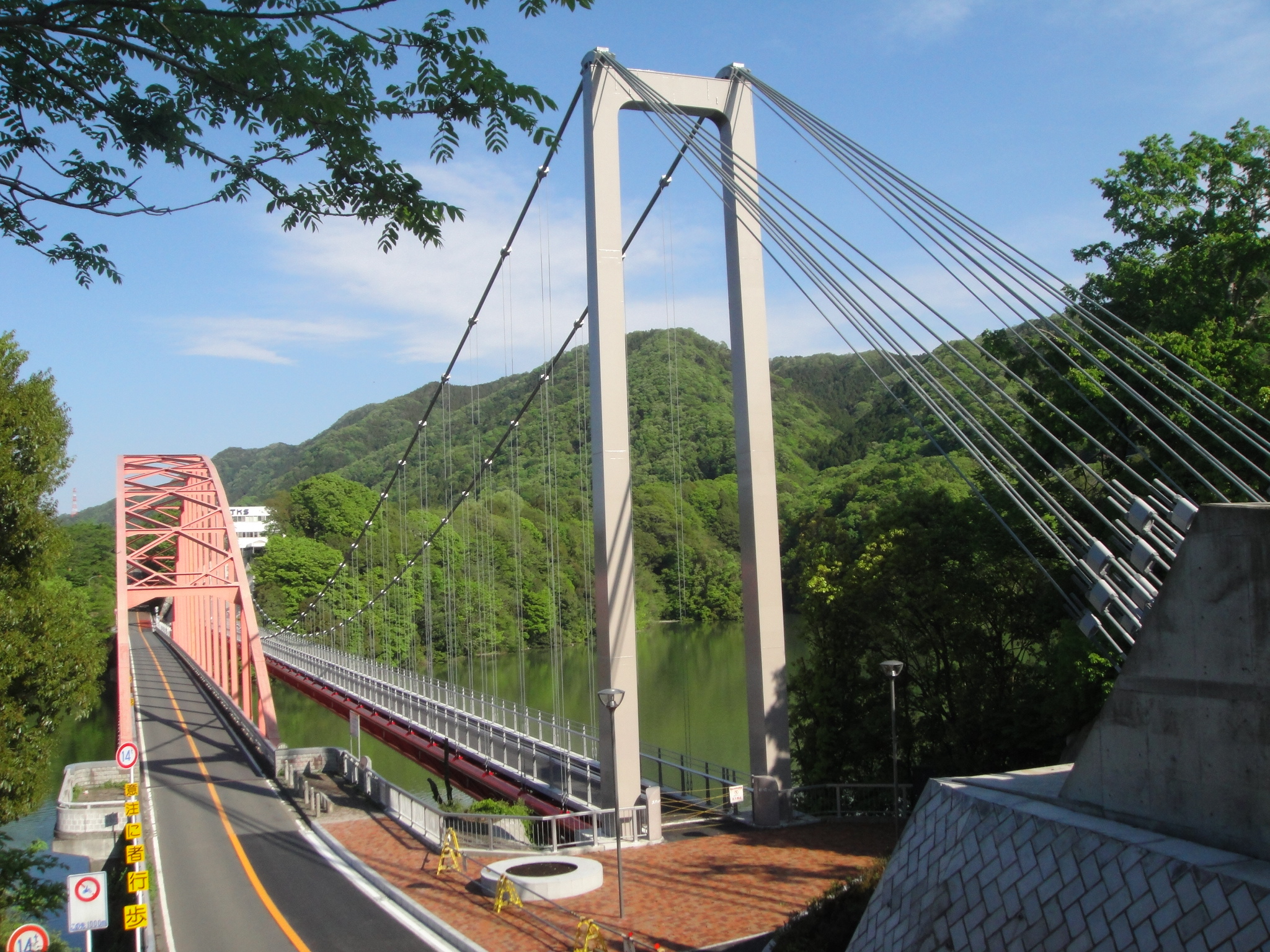
三井大橋（津久井湖）

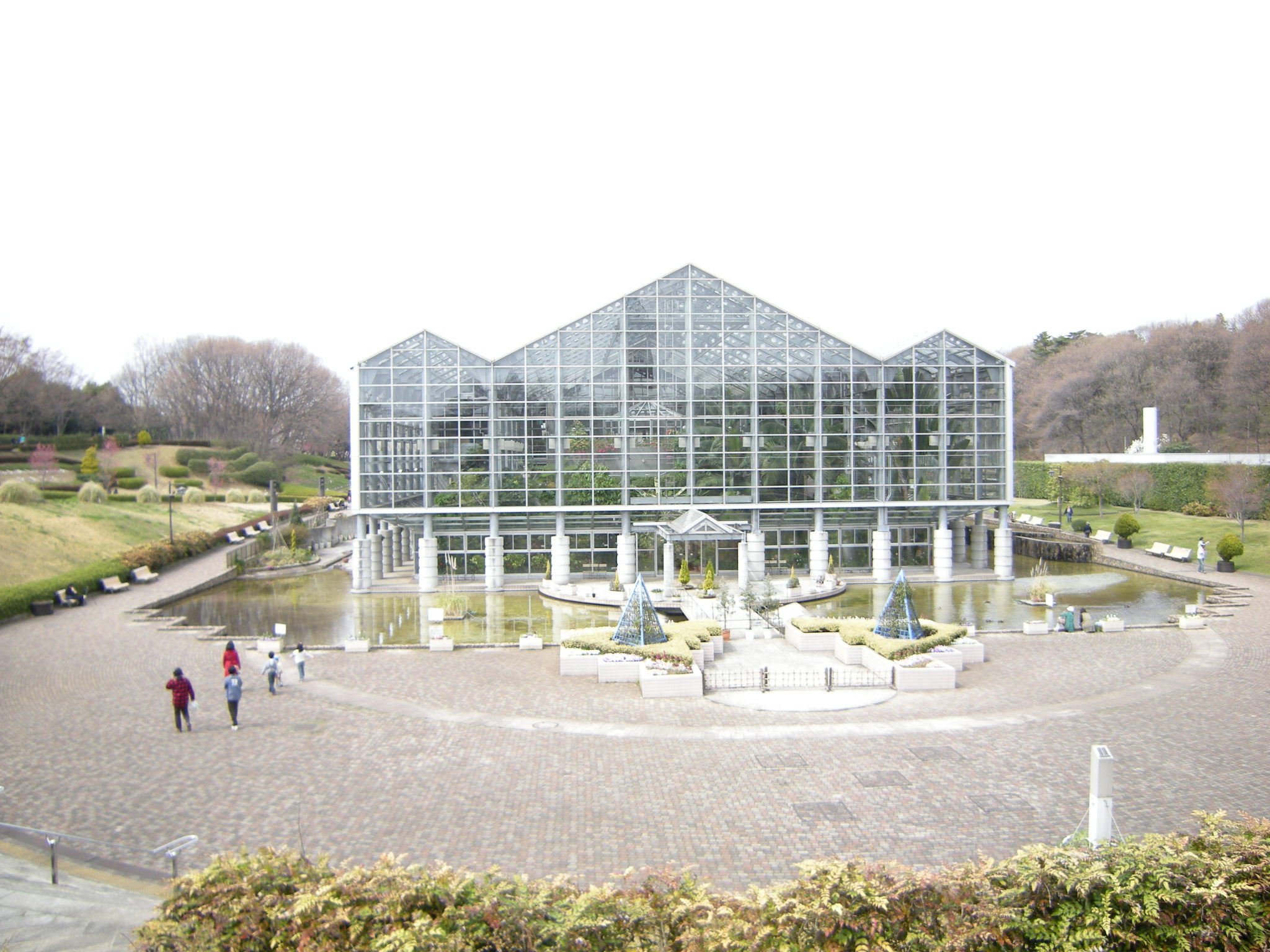
グリーンハウス（相模原公園）

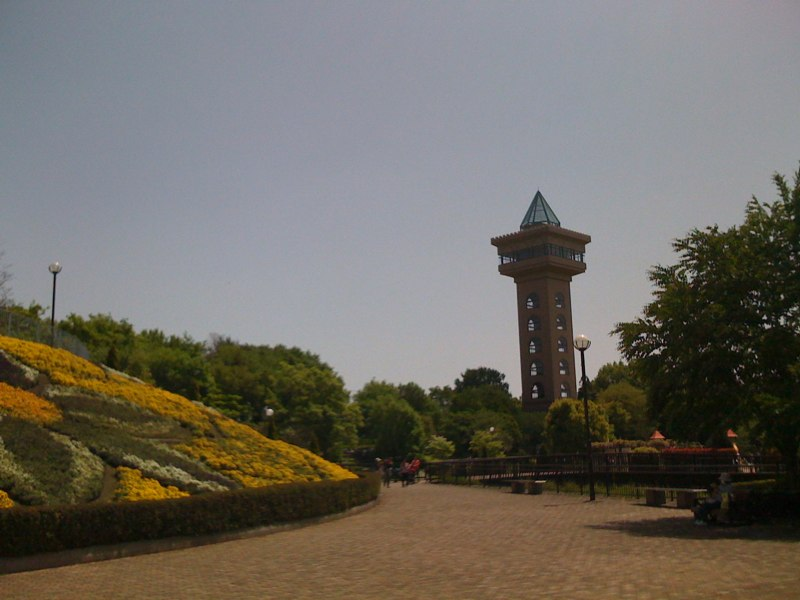
相模原公園と一体に整備されている相模原麻溝公園の展望台

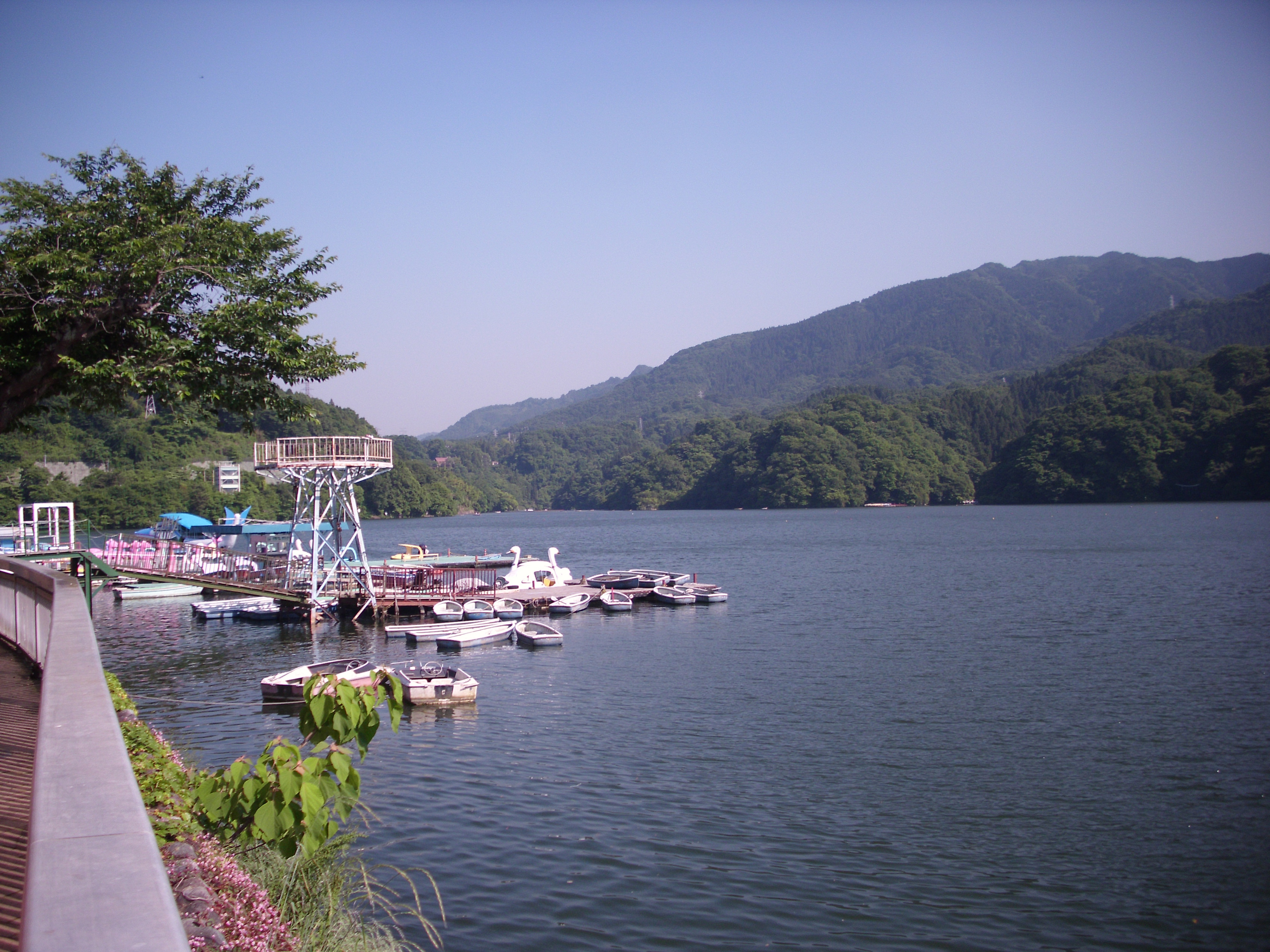
相模湖（相模湖公園）

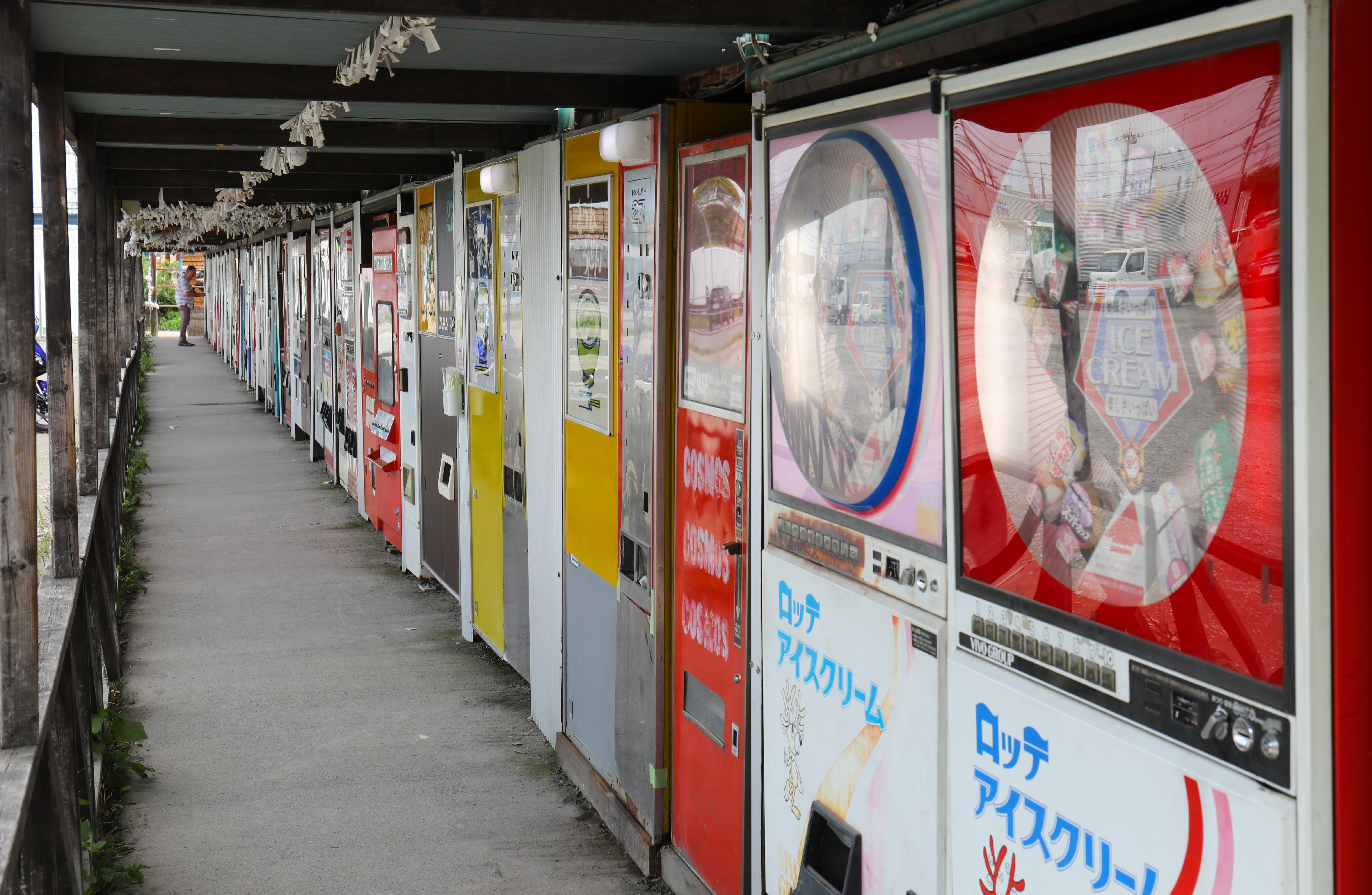
中古タイヤ市場相模原店自販機コーナーのレトロ自販機

### 名所・旧跡
主な城郭
- 津久井城
- 淵野辺城
- 矢部城

主な寺院
- 月光院
- 観心寺
- 幸延寺
- 向得寺
- 東沢寺
- 無量光寺

主な神社
- 有鹿神社奥宮
- 大石神社 - 人形浄瑠璃が名物。
- 亀ヶ池八幡宮
- 諏訪明神
- 田名八幡宮
- 氷川神社
- 三嶋神社
- 村富神社

主な古墳
- 当麻東原古墳
- 当麻谷原古墳

主な遺跡
- 勝坂遺跡（国の史跡）
- 川尻石器時代遺跡（国の史跡）
- 小保戸遺跡
- 寸沢嵐石器時代遺跡（国の史跡）
- 田名向原遺跡（国の史跡）

主な史跡
- 石井家住宅（国指定重要文化財）
- 旧中村家住宅

街道
- 甲州街道
  - （八王子市）- 小原宿 - 与瀬宿 - 吉野宿 - 関野宿 -（上野原市）

### 観光スポット
建築
- 三井大橋（かながわの橋100選）

公園
- 県立相模原公園
- 市立鹿沼公園
- 市立相模原麻溝公園
  - 相模原麻溝公園競技場（相模原ギオンスタジアム）
- 市立相模原北公園
- 市立淵野辺公園
  - 市立淵野辺公園アイススケート場・水泳プール（銀河アリーナ）
  - 市立相模原球場（サーティーフォー相模原球場）
- 市立道保川公園
- 相模原市立総合体育館
- 市立総合水泳場（さがみはらグリーンプール）
- 県立津久井湖城山公園
- 県立相模湖公園

レジャー・自然
- 相模川
- 津久井湖
- 宮ヶ瀬湖
- 相模湖
- さがみ湖MORI MORI
- 城山
- 市立自然の村（相模川自然の村）
- 石老山
- 陣馬山
- 道志川
- 早戸大滝（日本の滝100選）
- 生藤山
- 三国山

キャンプ場
- 桐花園キャンプ場
- PICAさがみ湖
- みの石滝 キャンプ場
- 青野原野呂ロッジキャンプ場
- 青野原オートキャンプ場
- 新戸キャンプ場
- バカンス村
- 青根キャンプ場
- このまさわキャンプ場
- 此の間沢渓流園
- 音久和キャンプ場
- 神之川キャンプ場

ゴルフ場
- 神奈川カントリークラブ
- 相模湖カントリークラブ
- 津久井湖ゴルフ倶楽部
- 長竹カントリークラブ
- 相模野カントリー倶楽部
- 相模原ゴルフクラブ

その他施設など
- 中古タイヤ市場相模原店 - 昭和40年代から50年代に製造された多数の古い自動販売機を稼働状態で設置している。

### 神奈川県指定文化財一覧
神奈川県指定文化財一覧（かながわけんしていぶんかざいいちらん）は、相模原市内に存在する神奈川県指定の文化財や史跡等を一覧形式でまとめたものであるが、全てを掲載しているわけではない。
- 旧青柳寺庫裡（相模原市古民家園）
- 小原宿本陣
- 石楯尾神社本殿
- 絹本著色熊野権現影向図
- 絹本著色夢窓疎石像
- 鰐口（普門寺）
- 紙本淡彩十六羅漢図久隅守景筆
- 三ヶ木遺跡出土品
- 下九沢の獅子舞
- 大島の獅子舞
- 鳥屋の獅子舞
- 諏訪神社の大杉（すわじんじゃのおおすぎ）
- 石楯尾神社の二本杉と社叢
- キマダラルリツバメとその生息地
- カタクリの自生地
- ギフチョウとその生息地
- 相模原市田名向原遺跡の住居状遺構出土の旧石器時代石器群

## 文化・名物

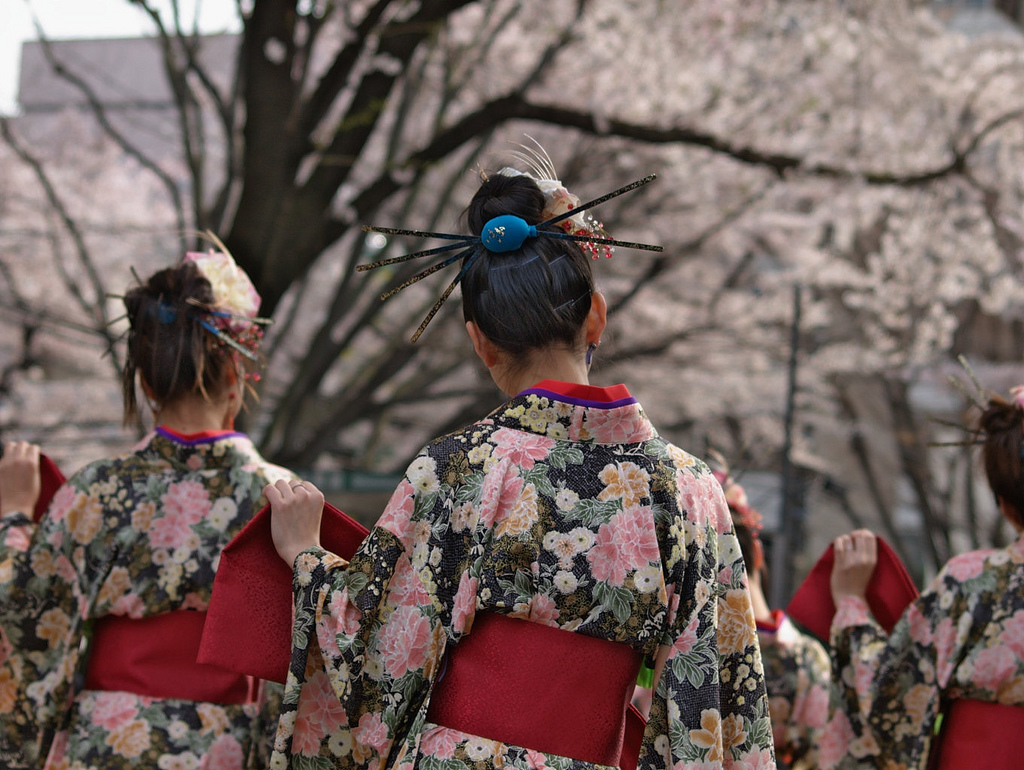
市民桜まつり

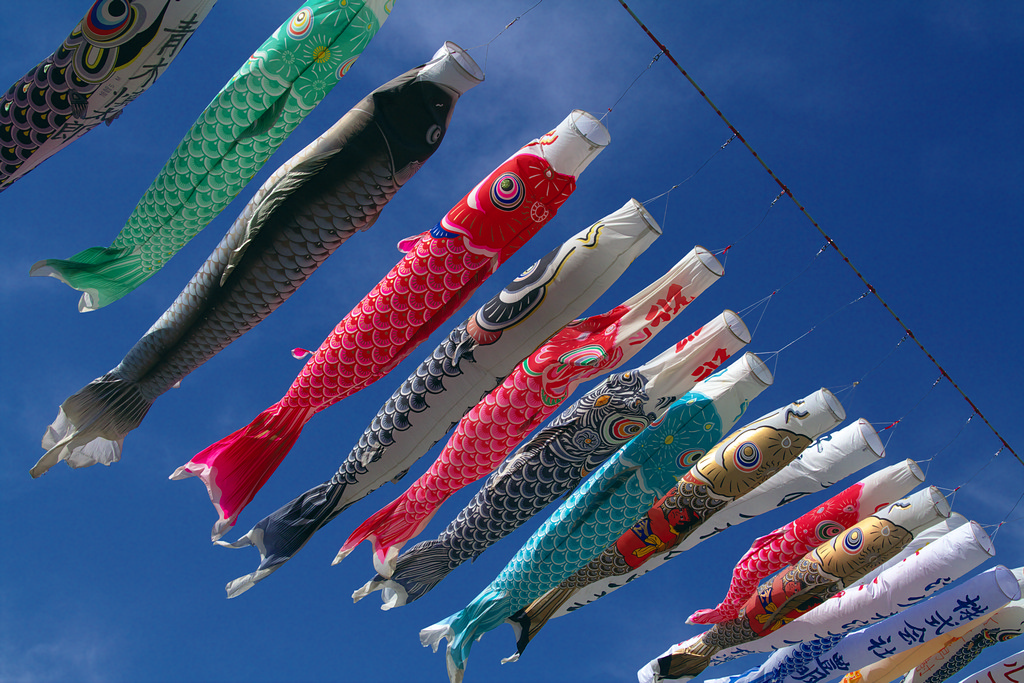
相模川に5本のワイヤーを渡し約1200匹の鯉のぼりが泳ぐ「泳げ鯉のぼり相模川」

### 祭事・催事
- 的祭 - 1月6日。田名八幡宮で開催される。市の無形民俗文化財に指定されている。
- 市民桜まつり - 4月上旬（2日間）。市役所さくら通りで開催される。統一地方選が行われる年は5月中旬に若葉まつりとして開催する。
- 相模の大凧 - 5月（節句）。新磯地区で14.4メートル四方の大凧があげられる。かながわのまつり50選に選定されている。
- 上溝夏祭り - 7月下旬。かながわのまつり50選に選定されている。
- さがみ湖湖上祭花火大会 - 8月1日。相模湖湖畔で開催される。打上玉数は5000発である[44]。
- 橋本七夕まつり - 8月上旬。かながわのまつり50選に選定されている。
- 人形浄瑠璃 - 8月中旬。大石神社で開催される。
- 藤野の祭り - 8月中旬。かながわのまつり50選に選定されている。
- 小倉橋灯ろう流し - 8月16日。相模川の小倉橋下の河原で開催される。
- 納涼花火大会 - 8月最終土曜日。相模川の高田橋付近で開催される。
- 城山夏祭り - 8月27日、28日。川尻八幡宮周辺で開催される。
- 相模原よさこいRANBU！ - 9月中旬。
- 泳げ鯉のぼり相模川

上記の他に、橋本、相模原などでねぶたカーニバルやあんどん祭りなどが開催されている。

### 伝統芸能
下記は、いずれも1976年10月19日に神奈川県の無形民俗文化財に指定されている。
- 下九沢の獅子舞 - 8月下旬に下九沢御嶽神社で開催される。
- 大島の獅子舞 - 8月下旬に諏訪明神で開催される。
- 鳥屋の獅子舞 - 8月第2土曜日に諏訪明神で開催される。

### スポーツ

#### サッカー
- SC相模原（Jリーグ）- ホームは相模原麻溝公園競技場
- ノジマステラ神奈川相模原（WEリーグ）- ホームは相模原麻溝公園競技場

#### バスケットボール
- 相模原プロセス - ジャパン・バスケットボールリーグの参加を目指しているチーム。

#### ラグビー
- 三菱重工相模原ダイナボアーズ（ジャパンラグビーリーグワン）- ホームグラウンドは中央区の三菱重工相模原グラウンド

#### アメフト
- ノジマ相模原ライズ（Xリーグ）- ホームスタジアムは南区の相模原麻溝公園競技場

#### サイクルロードレース
- TEAM UKYO相模原（JCL）

## 相模原を舞台とした作品
- デパート!夏物語、デパート!秋物語、夏!デパート物語 - いずれも南区相模大野の伊勢丹相模原店が舞台。
- 万引きGメン・二階堂雪 - 中央区内にあるアイワールド相模原店が舞台。
- 三太物語 - 緑区青山の道志川にかかる道志橋あたりを舞台としたNHKの子供向けラジオ番組[45]
- 姿三四郎 - 緑区三井の峰の薬師が果し合いの決戦場として登場する。峰の薬師には「姿三四郎決闘碑」がある。
- ホペイロの憂鬱シリーズ - 相模原を舞台に架空サッカークラブ「ビッグカイト相模原」を扱う井上尚登の小説。
- ただいま満室 - 中央区内のホテル アイリーン・ドナンが舞台。
- School Days、Summer Days - 主人公の住む原巳浜（はらみはま）は相模原がモデル。作中にも相模原という地名が度々見受けられる。
- 生徒会役員共 - アニメにおいて、主人公の通う私立桜才学園は相模大野周辺として描写されており、相模大野駅が「桜才学園前駅」として登場する。
- 向井荒太の動物日記 〜愛犬ロシナンテの災難〜 - 主人公が通う大学は中央区内の麻布大学。
- オーバーレブ! - 横山峠のモデルが大垂水峠である。また、主人公の通っていた高校が橋本高校であったりと、作中には市内の描写を多数見ることができる。
- 明日のよいち! - 作品の舞台である浅模川市（あさみがわし）のモデルは相模原市であり、JR相模原駅や市内各地の風景がほぼそのまま使用されている。
- 未来日記 (漫画) - アニメにおいて、舞台の神奈川県桜見市（さくらみし）のモデルとして相模原市内の各所が描写されており、桜見駅はJR相模原駅がそのまま描かれている。
- リミット (漫画) - 相模原市内にある県立陽乃高校の学校行事である交流キャンプへと向かう途中、バスが崖下への転落事故を起こすところからストーリーが始まる。また、陽乃高校として中央区内の共和中学校が舞台として使われている。
- ツブ★ドル - 相模原市のご当地アイドル「つぶつぶ☆DOLL」をモデルとしたアニメ（但しアニメ化自体は見送り）
- バビロン (小説) - 町田市・八王子市・多摩市と神奈川県から相模原市を越境合併して設置された新たな行政区画「新域」が舞台で、アニメ内では橋本駅前が登場する。
- 怪獣8号 - 作中の「夜明けの相模原掃討作戦」にて、相模原市内の各所が描写されている。

### 撮影を行った作品
- ストーカー・誘う女 - 最終回は相模原麻溝公園が舞台。
- トリック劇場版 - 佐野川鎌沢地区（架空の糸節村として使用）
- おそるべしっっ!!!音無可憐さん - 自宅、学校周辺として相模原公園、相模原麻溝公園が使用された。
- 下北サンデーズ - 上戸彩演じる里中ゆいかの実家として緑区内の陣場温泉の温泉宿（陣渓園）を使用（ちなみに、この旅館はダウンタウンのガキの使いやあらへんで!!にて、2001年夏に松本人志罰ゲーム「一人ぼっちの廃旅館一泊二日」で肝試しの舞台としても使用された）。
- 手の上のシャボン玉、しゃべれども しゃべれども、ROOKIES- 県立相模原球場にてロケを行う。
- 一瞬の風になれ - 県立麻溝台高等学校陸上部がモデル。
- ラフ ROUGH - 相模原高等学校 (私立)・相模女子大学・さがみはらグリーンプールなど。
- 14才の母、拝啓、父上様 - 相模原市役所が一部登場。
- 仔犬のワルツ - 吉野イベントパークを使用。
- ゲロッパ! - 緑区の旧藤野町小渕小学校。
- ハコイリムスメ! - 緑区の旧牧郷小学校。
- 放送禁止5「隠された〝しじんの村〟の戦慄の悲劇とは」 - 緑区内のキャンプ場にて撮影。
- クローズド・ノート - 子供たちが記念写真を撮る公園 相模原麻溝公園
- 正義の味方 - 相模原市役所周辺を使用。
- ラブ★コン - 劇場版ラブ★コンで相模原麻溝公園を使用。
- DRIFT - シリーズ3作目と4作目で小倉橋で撮影。また、他のシリーズでもロケが行われた。
- ザ・クイズショウ - キャンプ場での回想シーンで、緑区内の青野原キャンプ場を使用。
- 素顔のままで (テレビドラマ) - 相模大野中央公園を使用。ドラマ本放送中にウッチャンナンチャンのやるならやらねば!にてパロディとしてウンナンが中森明菜と安田成美役で同公園を使用。
- まほろ駅前番外地 (テレビドラマ)- 中央区相模原六丁目界隈の商店街や公園。南区相模大野六丁目の弁当屋。

## 町名・字名等
末尾の「（一部）」「（大部分）」と表記がある町・字は複数の出張所の管内にまたがる町・字である。

### 緑区

#### 緑区役所管内
- 相原 1 - 6丁目
- 大字相原
- 大山町
- 大字下九沢（一部）
- 西橋本 1 - 5丁目
- 二本松 1 - 4丁目
- 橋本 1 - 8丁目
- 橋本台 1 - 4丁目
- 東橋本 1 - 4丁目
- 元橋本町

#### 大沢まちづくりセンター管内
- 大字大島
- 大字上九沢
- 大字下九沢（大部分）
- 大字田名（一部）

#### 城山まちづくりセンター管内
- 小倉
- 川尻
- 久保沢 1 - 3丁目
- 城山 1 - 4丁目
- 谷ケ原 1 - 2丁目
- 中沢
- 葉山島
- 原宿 1 - 5丁目
- 原宿南 1 - 3丁目
- 広田
- 町屋 1 - 4丁目
- 向原 1 - 3丁目
- 若葉台 1 - 7丁目

#### 津久井まちづくりセンター管内
- 太井
- 中野
- 又野
- 三井
- 三ケ木

#### 串川出張所管内
- 青山
- 長竹
- 根小屋

#### 鳥屋出張所管内
- 鳥屋

#### 青野原出張所管内
- 青野原

#### 青根出張所管内
- 青根

#### 相模湖まちづくりセンター管内
- 小原
- 寸沢嵐
- 寸沢嵐新戸
- 千木良
- 与瀬
- 与瀬本町
- 若柳

#### 藤野まちづくりセンター管内
- 小渕
- 佐野川
- 澤井
- 名倉
- 日連
- 牧野
- 吉野

### 中央区

#### 中央区役所管内
- 相生 1 - 4丁目
- 青葉 1 - 3丁目
- 小山 1 - 4丁目
- 大字小山
- 向陽町
- 小町通 1 - 2丁目
- 相模原 1 - 8丁目
- 大字下九沢（一部）
- すすきの町
- 清新 1 - 8丁目
- 高根 2 - 3丁目
- 中央 1 - 6丁目
- 千代田 1 - 7丁目
- 並木 1 - 4丁目
- 光が丘 1 - 3丁目
- 氷川町
- 富士見 1 - 6丁目
- 星が丘 1 - 4丁目
- 松が丘 1 - 2丁目
- 緑が丘 1 - 2丁目
- 南橋本 1 - 4丁目
- 宮下 1 - 3丁目
- 宮下本町 1 - 3丁目
- 弥栄 1 - 3丁目
- 矢部 1 - 4丁目
- 陽光台 1 - 7丁目
- 横山 1 - 6丁目（大部分）
- 横山台 1 - 2丁目

#### 大野北まちづくりセンター管内
- 大野台 3丁目（一部）
- 鹿沼台 1 - 2丁目
- 上矢部1 - 5丁目
- 大字上矢部
- 共和 1 - 4丁目
- 高根 1丁目
- 東淵野辺 1 - 5丁目
- 淵野辺 1 - 5丁目
- 淵野辺本町 1 - 5丁目
- 矢部新町
- 大字矢部新田
- 由野台 1 - 2丁目

#### 上溝まちづくりセンター管内
- 上溝 1 - 7丁目
- 大字上溝（大部分）
- 大字田名（一部）
- 横山 5丁目（一部）

#### 田名まちづくりセンター管内
- 大字上溝（一部）
- 水郷田名 1 - 4丁目
- 大字田名（大部分）
- 田名塩田 1 - 4丁目

### 南区

#### 南区役所管内
- 旭町
- 鵜野森 3丁目（一部）
- 上鶴間 1 - 3丁目・6丁目（一部）
- 上鶴間本町 1 - 9丁目
- 栄町
- 相模大野 1 - 9丁目
- 文京 1 - 2丁目
- 御園 1 - 3丁目
- 豊町
- 若松 2・3・5丁目（一部）

#### 大野中まちづくりセンター管内
- 鵜野森 1 - 3丁目（大部分）
- 大野台 1 - 8丁目（大部分）
- 古淵 1 - 6丁目
- 西大沼 1 - 5丁目
- 東大沼 1 - 4丁目
- 若松 1 - 6丁目（大部分）

#### 麻溝まちづくりセンター管内
- 麻溝台 1・7丁目（一部）
- 大字麻溝台（大部分）
- 北里 1丁目
- 大字下溝
- 大字当麻

#### 新磯まちづくりセンター管内
- 新磯野 2・5丁目（一部）
- 大字新磯野（大部分）
- 大字磯部
- 大字新戸

#### 相模台まちづくりセンター管内
- 麻溝台 1 - 8丁目（大部分）
- 大字麻溝台（一部）
- 新磯野 2丁目（一部）
- 大字新磯野（一部）
- 大字上鶴間
- 北里 2丁目
- 相模台 1 - 7丁目
- 相模台団地
- 桜台
- 双葉 1 - 2丁目
- 御園 4 - 5丁目
- 南台 1 - 6丁目

#### 相武台まちづくりセンター管内
- 新磯野 1 - 5丁目（大部分）
- 相武台 1 - 3丁目
- 相武台団地 1 - 2丁目

#### 東林まちづくりセンター管内
- 上鶴間 4 - 8丁目（大部分）
- 相南 1 - 4丁目
- 東林間 1 - 8丁目
- 松が枝町

### 住所表記の変遷 （2006年以降）
| 地域                   | - 2006年3月19日    | 2006年3月20日 - 2007年3月10日 | 2007年3月11日 - 2010年3月31日 | 2010年4月1日 - 現在 |
| ---------------------- | ------------------ | ----------------------------- | ----------------------------- | ------------------- |
| 旧津久井町域           | 津久井郡津久井町○○ | 相模原市津久井町○○            | 同左                          | 相模原市緑区○○      |
| 旧相模湖町域           | 津久井郡相模湖町○○ | 相模原市相模湖町○○            | 同左                          | 相模原市緑区○○      |
| 旧藤野町域             | 津久井郡藤野町○○   | 同左                          | 相模原市藤野町○○              | 相模原市緑区○○      |
| 旧城山町域             | 津久井郡城山町○○   | 同左                          | 相模原市城山町○○              | 相模原市緑区○○      |
| 旧相模原市域（北西部） | 相模原市○○         | 同左                          | 同左                          | 相模原市緑区○○      |
| 旧相模原市域（中心部） | 相模原市○○         | 同左                          | 同左                          | 相模原市中央区○○    |
| 旧相模原市域（南東部） | 相模原市○○         | 同左                          | 同左                          | 相模原市南区○○      |

## 備考
- 日本の音風景100選：道保川公園のせせらぎと野鳥の声
- 小惑星上の地名「相模原」：2005年に行われた探査機はやぶさによる科学観測の結果にもとづき、小惑星イトカワ上にある小石の平原を、宇宙科学研究所の所在地にちなみ「相模原」（Sagamihara Regio）と命名。国際天文学連合（IAU）承認地名として登録された。
- 原晋（青山学院大学相模原キャンパス教授・陸上競技部長距離ブロック監督）：2022年10月19日、当市が新設した「相模原スポーツ宣伝大臣」に任命[46]。